# Liste der Stolpersteine in Hamburg-Rotherbaum (Straßen A–H)
Die Liste der Stolpersteine in Hamburg-Rotherbaum enthält alle Stolpersteine, die im Rahmen des gleichnamigen Kunst-Projekts von Gunter Demnig in Hamburg-Rotherbaum verlegt wurden, Straßennamen A–H (siehe auch Straßennamen I–Z). Mit ihnen soll an Opfer des Nationalsozialismus erinnert werden, die in Hamburg-Rotherbaum lebten und wirkten. Fast 20 % aller in Hamburg verlegten Stolpersteine liegen in Rotherbaum.
Diese Seite ist Teil der Liste der Stolpersteine in Hamburg, da diese mit insgesamt 7272 (Stand: Juli 2025) Steinen zu groß würde und deshalb je Stadtteil, in dem Steine verlegt wurden, eine eigene Seite angelegt wurde.
| Adresse                          | Person(en)                              | Inschrift | Bilder | Anmerkungen |
| -------------------------------- | --------------------------------------- | --- | ------ | --- |
| Alsterchaussee 7 ·               | Lucie Israel geb. Kahn                  | Hier wohnte Lucie Israel geb. Kahn Jg. 1877 deportiert 1941 Riga ermordet |        | Eintrag auf stolpersteine-hamburg.de |
| Alsterterrasse 8 ·               | Max Abel                                | Hier wohnte Dr. Max Abel Jg. 1879 ‚Schutzhaft‘ 1938 Sachsenhausen Flucht 1939 Holland interniert Westerbork deportiert 1943 Sobibor ermordet 26.3.1943                                    |        | Eintrag auf stolpersteine-hamburg.de liegt vor Alsterterrasse 6 |
| Alsterterrasse 11 ·              | Denny Bieber                            | Hier wohnte Denny Bieber Jg. 1939 deportiert 1941 Minsk ermordet |        | Eintrag auf stolpersteine-hamburg.de |
| Alsterterrasse 11 ·              | Florentine Bieber geb. Bachner          | Hier wohnte Florentine Bieber geb. Bachner Jg. 1909 deportiert 1941 Minsk ermordet |        | Eintrag auf stolpersteine-hamburg.de |
| Alsterterrasse 11 ·              | Ilse Bieber                             | Hier wohnte Ilse Bieber Jg. 1936 deportiert 1941 Minsk ermordet |        | Eintrag auf stolpersteine-hamburg.de |
| Alsterterrasse 11 ·              | Max Bieber                              | Hier wohnte Max Bieber Jg. 1898 deportiert 1941 Minsk ermordet |        | Eintrag auf stolpersteine-hamburg.de |
| Alsterterrasse 11 ·              | Ruth Bieber                             | Hier wohnte Ruth Bieber Jg. 1931 deportiert 1941 Minsk ermordet |        | Eintrag auf stolpersteine-hamburg.de Ein weiterer Stolperstein befindet sich an der Rappstraße 13.                                                                        |
| Alte Rabenstraße 9 ·             | Karl Jelenkiewicz                       | Karl Jelenkiewicz Jg. 1896 eingewiesen 1923 Patient in mehreren Heil- und Pflegeanstalten ‚verlegt‘ 1940 Landes-Pflegeanstalt Brandenburg ermordet 23.9.1940 Aktion T4                    |        | Eintrag auf stolpersteine-hamburg.de |
| Alte Rabenstraße 9 ·             | Rosa Jelenkiewicz geb. Rothschild       | Hier wohnte Rosa Jelenkiewicz geb. Rothschild Jg. 1866 deportiert 1942 Theresienstadt 1942 Treblinka ermordet                                                                             |        | Eintrag auf stolpersteine-hamburg.de |
| Alte Rabenstraße 12 ·            | Ernst Delbanco                          | Hier wohnte Dr. Ernst Delbanco Jg. 1869 Flucht in den Tod 31.3.1935 |        | Eintrag auf stolpersteine-hamburg.de Weitere Stolpersteine befinden sich an der Edmund-Siemers-Allee 1 und in Hamburg-Eppendorf.                                          |
| Badestraße 1 ·                   | Isidor Blumenthal                       | Hier wohnte Isidor Blumenthal Jg. 1874 deportiert 1941 Minsk ermordet |        | Eintrag auf stolpersteine-hamburg.de |
| Badestraße 1 ·                   | Dorit Simson                            | Hier wohnte Dorit Simson Jg. 1925 deportiert 1941 Minsk ermordet |        | Eintrag auf stolpersteine-hamburg.de Ein weiterer Stolperstein befindet sich in Hamburg-Eimsbüttel.                                                                       |
| Badestraße 2 ·                   | Else Delbanco geb. Haarburger           | Hier wohnte Else Delbanco geb. Haarburger Jg. 1876 deportiert 1941 Łodz ??? |        | Eintrag auf stolpersteine-hamburg.de |
| Badestraße 47 ·                  | Kurt Lisser                             | Hier wohnte Dr. Kurt Lisser Jg. 1900 Flucht Holland deportiert 1944 Auschwitz ermordet |        | Eintrag auf stolpersteine-hamburg.de |
| Bieberstraße 2 ·                 | Dina Leyser geb. Wertheimer             | Hier wohnte Dina Leyser geb. Wertheimer Jg. 1896 deportiert 1941 ermordet in Minsk |        | Eintrag auf stolpersteine-hamburg.de |
| Bieberstraße 2 ·                 | Erich Leyser                            | Hier wohnte Erich Leyser Jg. 1887 ‚Schutzhaft‘ 1938 Sachsenhausen deportiert 1941 ermordet in Minsk                                                                                       |        | Eintrag auf stolpersteine-hamburg.de |
| Bieberstraße 2 ·                 | Marianne Leyser                         | Hier wohnte Marianne Leyser Jg. 1924 deportiert 1941 ermordet in Minsk |        | Eintrag auf stolpersteine-hamburg.de |
| Bieberstraße 6–12 ·              | Rebecka Cohn                            | Hier lehrte Rebecka Cohn Jg. 1881 deportiert 1942 ermordet in Auschwitz |        | Eintrag auf stolpersteine-hamburg.de Ein weiterer Stolperstein befindet sich in Hamburg-Hoheluft-Ost.                                                                     |
| Bieberstraße 6–12 ·              | Eva Kissinger                           | Hier lehrte Eva Kissinger Jg. 1895 deportiert 1942 Riga ermordet 18.8.1942 |        | Eintrag auf stolpersteine-hamburg.de |
| Bieberstraße 6–12 ·              | Therese Löwenthal                       | Hier lehrte Therese Loewenthal Jg. 1885 deportiert 1941 Riga ermordet |        | Eintrag auf stolpersteine-hamburg.de Ein weiterer Stolperstein befindet sich in Hamburg-Hoheluft-Ost.                                                                     |
| Bieberstraße 6–12 ·              | Flora Rosenbaum                         | Hier lehrte Flora Rosenbaum Jg. 1889 deportiert 1942 ermordet in Auschwitz |        | Eintrag auf stolpersteine-hamburg.de |
| Bieberstraße 9 ·                 | Gertrud Götz geb. Kiewy                 | Hier wohnte Gertrud Götz geb. Kiewy Jg. 1892 deportiert 1941 Łodz 1942 weiterdeportiert ermordet                                                                                          |        | Eintrag auf stolpersteine-hamburg.de |
| Bieberstraße 9 ·                 | Hermann Götz                            | Hier wohnte Hermann Götz Jg. 1927 deportiert 1941 Łodz 1942 weiterdeportiert ermordet |        | Eintrag auf stolpersteine-hamburg.de |
| Bieberstraße 9 ·                 | Otto Götz                               | Hier wohnte Otto Götz Jg. 1875 deportiert 1941 Łodz 1942 weiterdeportiert ermordet |        | Eintrag auf stolpersteine-hamburg.de |
| Bieberstraße 9 ·                 | Arthur Meier                            | Hier wohnte Arthur Meier Jg. 1905 eingewiesen 1934 Alsterdorfer Anstalten ‚verlegt‘ 23.9.1940 Landes-Pflegeanstalt Brandenburg ermordet 23.9.1940 Aktion T4                               |        | Eintrag auf stolpersteine-hamburg.de |
| Bieberstraße 12 ·                | Bertha Turbahn                          | Hier wohnte Bertha Turbahn Jg. 1902 verhaftet 1940 KZ Fuhlsbüttel 1940 Ravensbrück 'verlegt' 1942 Bernburg ermordet am Tag der Ankunft                                                    |        | Eintrag auf stolpersteine-hamburg.de |
| Bieberstraße 12 ·                | Anton Welzin                            | Hier wohnte Anton Welzin Jg. 1880 verhaftet 10.2.1940 KZ Fuhlsbüttel 1940 Zuchthaus Bremen-Oslebshausen tot 18.12.1940 Krankenhaus Bremen                                                 |        | Eintrag auf stolpersteine-hamburg.de |
| Bieberstraße 14 ·                | Rosalie Marcus                          | Hier wohnte Rosalie Marcus Jg. 1880 deportiert 1943 Theresienstadt ermordet 5.9.1943 |        | Eintrag auf stolpersteine-hamburg.de |
| Binderstraße 13 ·                | Hans Meyer                              | Hier wohnte Hans Meyer Jg. 1894 verhaftet 1940 KZ Sachsenhausen ermordet |        | Eintrag auf stolpersteine-hamburg.de |
| Binderstraße 13 ·                | Regina van Son geb. Oettinger           | Hier wohnte Regina van Son geb. Oettinger Jg. 1880 deportiert Theresienstadt tot 7.12.1942                                                                                                |        | Eintrag auf stolpersteine-hamburg.de |
| Binderstraße 15 ·                | Hermine Danziger geb. Rosenberg         | Hier wohnte Hermine Danziger geb. Rosenberg Jg. 1865 deportiert 1942 Theresienstadt tot 20.12.1942                                                                                        |        | Eintrag auf stolpersteine-hamburg.de |
| Binderstraße 15 ·                | Edgar Lion                              | Hier wohnte Dr. Edgar Lion Jg. 1887 deportiert 1941 Riga ermordet |        | Eintrag auf stolpersteine-hamburg.de |
| Binderstraße 15 ·                | Adolph Warisch                          | Hier wohnte Adolph Warisch Jg. 1857 deportiert 1942 Theresienstadt ermordet 3.9.1942 |        | Eintrag auf stolpersteine-hamburg.de |
| Binderstraße 15 ·                | Elisabeth Warisch geb. Wallenstein      | Hier wohnte Elisabeth Warisch geb. Wallenstein Jg. 1872 deportiert 1942 Theresienstadt 1942 Treblinka ermordet                                                                            |        | Eintrag auf stolpersteine-hamburg.de |
| Binderstraße 18 ·                | Ernst Meinhardt                         | Hier wohnte Ernst Meinhardt Jg. 1886 deportiert 1941 ermordet in Minsk |        | Eintrag auf stolpersteine-hamburg.de |
| Binderstraße 18 ·                | Jeanette Meinhardt geb. Katz            | Hier wohnte Jeanette Meinhardt geb. Katz Jg. 1893 deportiert 1941 ermordet in Minsk |        | Eintrag auf stolpersteine-hamburg.de |
| Binderstraße 24 ·                | Clara Poll-Cords                        | Hier wohnte Dr. Clara Poll-Cords Jg. 1884 Flucht 1939 Schweden Flucht in den Tod 5. August 1939 Lund                                                                                      |        | Eintrag auf stolpersteine-hamburg.de |
| Binderstraße 24 ·                | Heinrich Poll                           | Hier wohnte Dr. Heinrich Poll geboren 5. August 1877 Flucht 1939 Schweden tot 12.6.1939 Lund                                                                                              |        | Eintrag auf stolpersteine-hamburg.de Ein weiterer Stolperstein befindet sich in Hamburg-Eppendorf.                                                                        |
| Böhmersweg 9 ·                   | Elise Frost                             | Hier wohnte Elise Frost Jg. 1896 deportiert 1941 Minsk ??? |        | Eintrag auf stolpersteine-hamburg.de |
| Böttgerstraße 5 ·                | Anna Lippmann geb. von der Porten       | Hier wohnte Anna Lippmann geb. von der Porten Jg. 1881 Freitod 11.6.1943 |        | Eintrag auf stolpersteine-hamburg.de |
| Böttgerstraße 5 ·                | Leo Lippmann                            | Hier wohnte Dr. Leo Lippmann Jg. 1881 Freitod 11.6.1943 |        | Eintrag auf stolpersteine-hamburg.de Ein weiterer Stolperstein befindet sich in Hamburg-Neustadt.                                                                         |
| Böttgerstraße 5 ·                | Emma Schindler                          | Hier wohnte Dr. Emma Schindler Jg. 1883 deportiert 1942 Theresienstadt ermordet 1944 in Auschwitz                                                                                         |        | Eintrag auf stolpersteine-hamburg.de |
| Böttgerstraße 8 ·                | Sara Bachmann geb. Koppel               | Hier wohnte Sara Bachmann geb. Koppel Jg. 1884 gedemütigt/entrechtet Flucht in den Tod 22.10.1941                                                                                         |        | Eintrag auf stolpersteine-hamburg.de |
| Böttgerstraße 14 ·               | Ilse Herta Zachmann geb. Samson         | Hier wohnte Ilse H. Zachmann geb. Samson Jg. 1887 eingewiesen 1940 Heilanstalt Langenhorn 1940 Jacoby’sche Anstalt Bendorf-Sayn deportiert ermordet 1942 im besetzten Polen               |        | Eintrag auf stolpersteine-hamburg.de |
| Bornstraße 1 ·                   | Gisella Kaufmann                        | Hier wohnte Gisella Kaufmann Jg. 1880 deportiert 1941 Riga ermordet |        | Eintrag auf stolpersteine-hamburg.de |
| Bornstraße 2 ·                   | Gustav Behrens                          | Hier wohnte Gustav Behrens Jg. 1870 deportiert 1941 Riga-Jungfernhof ermordet |        | Eintrag auf stolpersteine-hamburg.de |
| Bornstraße 4 ·                   | Betty Elkeles                           | Hier wohnte Betty Elkeles Jg. 1885 eingewiesen 1940 Heilanstalt Langenhorn 'verlegt' 23.9.1940 Brandenburg ermordet 23.9.1940 'Aktion T4'                                                 |        | Eintrag auf stolpersteine-hamburg.de |
| Bornstraße 4 ·                   | Erich Alexander Heilbut                 | Hier wohnte Erich Alexander Heilbut Jg. 1901 eingewiesen 1940 Heilanstalt Langenhorn 'verlegt' 23.9.1940 Brandenburg ermordet 23.9.1940 'Aktion T4'                                       |        | Eintrag auf stolpersteine-hamburg.de |
| Bornstraße 4 ·                   | Michel Liepmann Heilbut                 | Hier wohnte Michel Liepmann Heilbut Jg. 1864 deportiert 1942 Theresienstadt 1942 Treblinka ermordet                                                                                       |        | Eintrag auf stolpersteine-hamburg.de |
| Bornstraße 4 ·                   | Oswald Heilbut                          | Hier wohnte Oswald Heilbut Jg. 1899 Flucht 1934 Frankreich verhaftet interniert Gurs ermordet                                                                                             |        | Eintrag auf stolpersteine-hamburg.de |
| Bornstraße 6 ·                   | Max Gutmann                             | Hier wohnte Max Gutmann Jg. 1896 deportiert 1941 Łodz ermordet |        | Eintrag auf stolpersteine-hamburg.de |
| Bornstraße 6 ·                   | Flora Hasenberg geb. Josias             | Hier wohnte Flora Hasenberg geb. Josias Jg. 1888 deportiert 1941 Minsk ermordet |        | Eintrag auf stolpersteine-hamburg.de |
| Bornstraße 6 ·                   | Kurt Hasenberg                          | Hier wohnte Kurt Hasenberg Jg. 1920 deportiert 1941 Minsk ermordet |        | Eintrag auf stolpersteine-hamburg.de |
| Bornstraße 6 ·                   | Richard Hasenberg                       | Hier wohnte Richard Hasenberg Jg. 1888 deportiert 1941 Minsk ermordet |        | Eintrag auf stolpersteine-hamburg.de |
| Bornstraße 6 ·                   | Benno Kesstecher                        | Hier wohnte Benno Kesstecher Jg. 1917 Flucht 1938 Belgien interniert Mechelen deportiert 1944 Auschwitz KZ Mauthausen KZ Neuengamme ermordet                                              |        | Eintrag auf stolpersteine-hamburg.de Ein weiterer Stolperstein befindet sich am Grindelhof 30.                                                                            |
| Bornstraße 7 ·                   | Flora Buttermann geb. Seelig            | Hier wohnte Flora Buttermann geb. Seelig Jg. 1896 deportiert 1941 Minsk ermordet |        | Eintrag auf stolpersteine-hamburg.de Ein weiterer Stolperstein befindet sich in Hamburg-Borgfelde.                                                                        |
| Bornstraße 7 ·                   | Leonhardt Buttermann                    | Hier wohnte Leonhardt Buttermann Jg. 1899 1938 KZ Fuhlsbüttel deportiert 1941 Minsk ermordet                                                                                              |        | Eintrag auf stolpersteine-hamburg.de Ein weiterer Stolperstein – mit dem Vornamen „Leon“ – befindet sich in Hamburg-Borgfelde.                                            |
| Bornstraße 8 ·                   | Ludwig Becker                           | Hier wohnte Ludwig Becker Jg. 1907 deportiert 1941 Minsk ermordet |        | Eintrag auf stolpersteine-hamburg.de |
| Bornstraße 8 ·                   | Betty Kopf                              | Hier wohnte Betty Kopf Jg. 1891 deportiert 1941 Łodz ermordet am 12.4.1942 |        | Eintrag auf stolpersteine-hamburg.de |
| Bornstraße 9 ·                   | Betty Wolf geb. Bettelheiser            | Hier wohnte Betty Wolf geb. Bettelheiser Jg. 1907 deportiert 1941 ermordet in Minsk |        | Eintrag auf stolpersteine-hamburg.de |
| Bornstraße 9 ·                   | Rudolf Wolf                             | Hier wohnte Rudolf Wolf Jg. 1905 ‚Schutzhaft‘ 1939 Sachsenhausen deportiert 1941 ermordet in Minsk                                                                                        |        | Eintrag auf stolpersteine-hamburg.de |
| Bornstraße 10 ·                  | Paula Levy geb. Rosenbaum               | Hier wohnte Paula Levy geb. Rosenbaum Jg. 1893 deportiert 1942 Theresienstadt Auschwitz 1944 ermordet 30.10.1944                                                                          |        | Eintrag auf stolpersteine-hamburg.de |
| Bornstraße 14 ·                  | Eugen Alexander                         | Hier wohnte Eugen Alexander Jg. 1899 verhaftet 1934 Gefängnis Hamburg 1937 Zuchthaus Hamburg 1939 Sachsenhausen ermordet 25.6.1940                                                        |        | Eintrag auf stolpersteine-hamburg.de |
| Bornstraße 14 ·                  | Dorit Jakob                             | Hier wohnte Dorit Jakob Jg. 1935 deportiert 1941 Riga ??? |        | Eintrag auf stolpersteine-hamburg.de |
| Bornstraße 14 ·                  | Elsa Jakob geb. Löwe                    | Hier wohnte Elsa Jakob geb. Löwe Jg. 1878 deportiert 1941 Minsk ??? |        | Eintrag auf stolpersteine-hamburg.de |
| Bornstraße 14 ·                  | Marion Jakob                            | Hier wohnte Marion Jakob Jg. 1934 deportiert 1941 Riga ??? |        | Eintrag auf stolpersteine-hamburg.de |
| Bornstraße 14 ·                  | Max Jakob                               | Hier wohnte Max Jakob Jg. 1906 Gestapohaft 1933 deportiert 1941 Riga ermordet 24.3.1945 KZ Buchenwald                                                                                     |        | Eintrag auf stolpersteine-hamburg.de |
| Bornstraße 14 ·                  | Willi Jakob                             | Hier wohnte Willi Jakob Jg. 1878 deportiert 1941 Minsk ermordet 10.2.1945 KZ Buchenwald                                                                                                   |        | Eintrag auf stolpersteine-hamburg.de |
| Bornstraße 14 ·                  | Frieda Rieper geb. Löwe                 | Hier wohnte Frieda Rieper geb. Löwe Jg. 1871 deportiert 1943 Theresienstadt 1944 Auschwitz                                                                                                |        | Eintrag auf stolpersteine-hamburg.de |
| Bornstraße 16 ·                  | Emma Cohn                               | Hier wohnte Emma Cohn Jg. 1874 deportiert 1941 Minsk ermordet |        | Eintrag auf stolpersteine-hamburg.de |
| Bornstraße 16 ·                  | Erna Ernestine Kahan                    | Hier wohnte Erna Ernestine Kahan Jg. 1920 deportiert 1941 Łodz/Litzmannstadt ermordet 1.9.1942                                                                                            |        | Eintrag auf stolpersteine-hamburg.de |
| Bornstraße 16 ·                  | Gustav Jacob Kahan                      | Hier wohnte Gustav Jacob Kahan Jg. 1930 deportiert 1941 Łodz/Litzmannstadt ermordet 10.4.1942                                                                                             |        | Eintrag auf stolpersteine-hamburg.de |
| Bornstraße 16 ·                  | Mathilde Kahan geb. Michalski           | Hier wohnte Mathilde Kahan geb. Michalski Jg. 1893 deportiert 1941 Łodz/Litzmannstadt ermordet 10.4.1942                                                                                  |        | Eintrag auf stolpersteine-hamburg.de |
| Bornstraße 16 ·                  | Philipp Kahan                           | Hier wohnte Philipp Kahan Jg. 1886 deportiert 1941 Łodz/Litzmannstadt ermordet 10.4.1942                                                                                                  |        | Eintrag auf stolpersteine-hamburg.de |
| Bornstraße 16 ·                  | Rahel Kahan                             | Hier wohnte Rahel Kahan Jg. 1926 deportiert 1941 Łodz/Litzmannstadt ermordet |        | |
| Bornstraße 16 ·                  | Rosi Kahan                              | Hier wohnte Rosi Kahan Jg. 1925 deportiert 1941 Łodz/Litzmannstadt ermordet 10.4.1942 |        | Eintrag auf stolpersteine-hamburg.de |
| Bornstraße 16 ·                  | Sophie Oljenick geb. Horowitz           | Hier wohnte Sophie Oljenick geb. Horowitz Jg. 1866 deportiert 1942 Theresienstadt ermordet 21.4.1943                                                                                      |        | Eintrag auf stolpersteine-hamburg.de |
| Bornstraße 16 ·                  | Gertha Pincus                           | Hier wohnte Gertha Pincus Jg. 1872 eingewiesen Sept. 1940 Heilanstalt Langenhorn ‚verlegt‘ 23.9.1940 Brandenburg ermordet 23.9.1940 ‚Aktion T4‘                                           |        | Eintrag auf stolpersteine-hamburg.de |
| Bornstraße 16 ·                  | Jenny Pincus                            | Hier wohnte Jenny Pincus Jg. 1871 deportiert 1941 Minsk ermordet |        | Eintrag auf stolpersteine-hamburg.de |
| Bornstraße 18 ·                  | Carl Belzinger                          | Hier wohnte Carl Belzinger Jg. 1871 Freitod 26.9.1942 |        | Eintrag auf stolpersteine-hamburg.de |
| Bornstraße 18 ·                  | Rosa Belzinger geb. Jacobsohn           | Hier wohnte Rosa Belzinger geb. Jacobsohn Jg. 1865 tot 29.3.1941 |        | Eintrag auf stolpersteine-hamburg.de |
| Bornstraße 18 ·                  | Helene Guttmann geb. Goldberg           | Hier wohnte Helene Guttmann geb. Goldberg Jg. 1877 deportiert 1941 Minsk ermordet |        | Eintrag auf stolpersteine-hamburg.de Ein weiterer Stolperstein befindet sich in Hamburg-Wilhelmsburg.                                                                     |
| Bornstraße 18 ·                  | Jacob Guttmann                          | Hier wohnte Jacob Guttmann Jg. 1877 deportiert 1941 Minsk ermordet |        | Eintrag auf stolpersteine-hamburg.de Ein weiterer Stolperstein befindet sich in Hamburg-Wilhelmsburg.                                                                     |
| Bornstraße 20 ·                  | Ernst Selig                             | Hier wohnte Ernst Selig Jg. 1922 deportiert 1941 Minsk ermordet am 22.1.1945 im KZ Flossenbürg                                                                                            |        | Eintrag auf stolpersteine-hamburg.de |
| Bornstraße 20 ·                  | Isidor Selig                            | Hier wohnte Isidor Selig Jg. 1890 1938 Haft im KZ Sachsenhausen deportiert 1941 Minsk ermordet                                                                                            |        | Eintrag auf stolpersteine-hamburg.de |
| Bornstraße 20 ·                  | Lina Selig geb. Schönthal               | Hier wohnte Lina Selig geb. Schönthal Jg. 1895 deportiert 1941 Minsk ermordet |        | Eintrag auf stolpersteine-hamburg.de |
| Bornstraße 20 ·                  | Werner Selig                            | Hier wohnte Werner Selig Jg. 1921 deportiert 1941 Minsk ermordet |        | Eintrag auf stolpersteine-hamburg.de |
| Bornstraße 22 ·                  | Emma Cohen                              | Hier wohnte Emma Cohen Jg. 1863 deportiert 1943 Theresienstadt ermordet 18.8.1944 |        | Eintrag auf stolpersteine-hamburg.de |
| Bornstraße 22 ·                  | Jenny Drucker                           | Hier wohnte Jenny Drucker Jg. 1889 deportiert 1941 Minsk ermordet |        | Eintrag auf stolpersteine-hamburg.de |
| Bornstraße 22 ·                  | Minna Drucker                           | Hier wohnte Minna Drucker Jg. 1895 deportiert 1941 Minsk ermordet |        | Eintrag auf stolpersteine-hamburg.de |
| Bornstraße 22 ·                  | Ursula Geistlich                        | Hier wohnte Ursula Geistlich Jg. 1924 deportiert 1943 Theresienstadt tot 1945 |        | Eintrag auf stolpersteine-hamburg.de Ein weiterer Stolperstein befinden sich in Hamburg-Neustadt.                                                                         |
| Bornstraße 22 ·                  | Selma Isenberg geb. Katzenstein         | Hier wohnte Selma Isenberg geb. Katzenstein Jg. 1889 deportiert 1942 ermordet in Auschwitz                                                                                                |        | Eintrag auf stolpersteine-hamburg.de |
| Bornstraße 22 ·                  | Adele Jacobsohn geb. Hertz              | Hier wohnte Adele Jacobsohn geb. Hertz Jg. 1871 deportiert 1941 Ghetto Minsk ermordet |        | Eintrag auf stolpersteine-hamburg.de |
| Bornstraße 22 ·                  | Lea Lippmann                            | Hier wohnte Lea Lippmann geb. Rheine Jg. 1873 deportiert 1942 Theresienstadt 1942 Treblinka ermordet                                                                                      |        | Eintrag auf stolpersteine-hamburg.de |
| Bornstraße 22 ·                  | Alfred Pein                             | Hier wohnte Alfred Pein Jg. 1890 KZ Fuhlsbüttel KZ Sachsenhausen deportiert 1942 Auschwitz ???                                                                                            |        | Eintrag auf stolpersteine-hamburg.de |
| Bornstraße 22 ·                  | Emmy Pein geb. Süss                     | Hier wohnte Emmy Pein geb. Süss Jg. 1900 deportiert 1942 Auschwitz ??? |        | Eintrag auf stolpersteine-hamburg.de |
| Bornstraße 22 ·                  | Elly Rheine geb. von der Porten         | Hier wohnte Elly Rheine geb. von der Porten Jg. 1892 deportiert 1941 Ghetto Minsk ermordet                                                                                                |        | Eintrag auf stolpersteine-hamburg.de |
| Bornstraße 22 ·                  | Nathan Rheine                           | Hier wohnte Nathan Rheine Jg. 1878 deportiert 1941 Ghetto Minsk ermordet |        | Eintrag auf stolpersteine-hamburg.de |
| Bornstraße 22 ·                  | Abraham Schwarzschild                   | Hier wohnte Abraham Schwarzschild Jg. 1937 deportiert 1941 Riga ??? |        | Eintrag auf stolpersteine-hamburg.de |
| Bornstraße 22 ·                  | Betty Schwarzschild geb. Sachs          | Hier wohnte Betty Schwarzschild geb. Sachs Jg. 1909 deportiert 1941 Riga ??? |        | Eintrag auf stolpersteine-hamburg.de |
| Bornstraße 22 ·                  | Ignatz Schwarzschild                    | Hier wohnte Ignatz Schwarzschild Jg. 1898 deportiert 1941 Riga ermordet 1942 |        | Eintrag auf stolpersteine-hamburg.de |
| Bornstraße 22 ·                  | Sara Schwarzschild                      | Hier wohnte Sara Schwarzschild Jg. 1938 deportiert 1941 Riga ??? |        | Eintrag auf stolpersteine-hamburg.de |
| Bornstraße 22 ·                  | Rachel Süss                             | Hier wohnte Rachel Süss Jg. 1874 deportiert 1942 Auschwitz ??? |        | Eintrag auf stolpersteine-hamburg.de |
| Bornstraße 22 ·                  | Clara Weil geb. Kaufmann                | Hier wohnte Clara Weil geb. Kaufmann Jg. 1866 gedemütigt/entrechtet Flucht in den Tod 16.1.1939                                                                                           |        | Eintrag auf stolpersteine-hamburg.de |
| Bornstraße 22 ·                  | Bella Wolff geb. Salomon                | Hier wohnte Bella Wolff geb. Salomon Jg. 1886 deportiert 1942 Theresienstadt ermordet in Auschwitz                                                                                        |        | Eintrag auf stolpersteine-hamburg.de |
| Bornstraße 22 ·                  | Rosa Wolff                              | Hier wohnte Rosa Wolff Jg. 1893 deportiert 1941 Riga ermordet |        | Eintrag auf stolpersteine-hamburg.de |
| Bornstraße 25 ·                  | Carl Feilmann                           | Hier wohnte Carl Feilmann Jg. 1887 ‚Schutzhaft‘ 1938 Sachsenhausen deportiert 1941 ermordet in Minsk                                                                                      |        | Eintrag auf stolpersteine-hamburg.de |
| Bornstraße 25 ·                  | Marianne Feilmann geb. Gossels          | Hier wohnte Marianne Feilmann geb. Gossels Jg. 1892 deportiert 1941 ermordet in Minsk |        | Eintrag auf stolpersteine-hamburg.de |
| Bornstraße 25 ·                  | Nanny Feilmann geb. Pels                | Hier wohnte Nanny Feilmann geb. Pels Jg. 1856 deportiert 1942 Theresienstadt ermordet 13.10.1942                                                                                          |        | Eintrag auf stolpersteine-hamburg.de |
| Bornstraße 25 ·                  | Hilde Vogel geb. Wolf                   | Hier wohnte Hilde Vogel geb. Wolf Jg. 1907 deportiert 1941 Łodz ermordet |        | Eintrag auf stolpersteine-hamburg.de |
| Bornstraße 25 ·                  | Iwan Vogel                              | Hier wohnte Iwan Vogel Jg. 1910 deportiert 1941 Łodz ermordet in Buchenwald |        | Eintrag auf stolpersteine-hamburg.de |
| Bornstraße 27 ·                  | Mathilde Rothschild                     | Hier wohnte Mathilde Rothschild Jg. 1923 mit Hilfe Flucht 1939 Belgien interniert Mechelen deportiert 1942 ermordet in Auschwitz                                                          |        | Eintrag auf stolpersteine-hamburg.de Ein weiterer Stolperstein befindet sich in Hamburg-Harvestehude.                                                                     |
| Bornstraße 27 ·                  | Susanne Rothschild                      | Hier wohnte Susanne Rothschild Jg. 1926 mit Hilfe Flucht 1939 Belgien interniert Mechelen deportiert 1942 ermordet in Auschwitz                                                           |        | Eintrag auf stolpersteine-hamburg.de |
| Bornstraße 27 ·                  | Martin Wehl                             | Hier wohnte Martin Wehl Jg. 1885 Flucht 1940 Frankreich interniert Drancy deportiert 1942 ermordet in Auschwitz                                                                           |        | Eintrag auf stolpersteine-hamburg.de |
| Bornstraße 28 ·                  | Inge Cossmann                           | Hier wohnte Inge Cossmann Jg. 1924 deportiert 1941 Riga ermordet |        | Eintrag auf stolpersteine-hamburg.de |
| Bornstraße 28 ·                  | Edgar Ephraim Hirsch                    | Hier wohnte Edgar Ephraim Hirsch Jg. 1897 deportiert ermordet in Minsk |        | Eintrag auf stolpersteine-hamburg.de |
| Bornstraße 31 ·                  | Edith Beate Lazarus                     | Hier wohnte Edith Beate Lazarus Jg. 1937 deportiert 1941 Riga ermordet |        | Eintrag auf stolpersteine-hamburg.de |
| Bornstraße 31 ·                  | Fanny Lazarus geb. Falk                 | Hier wohnte Fanny Lazarus geb. Falk Jg. 1910 deportiert 1941 Riga ermordet |        | Eintrag auf stolpersteine-hamburg.de |
| Bornstraße 31 ·                  | Vera Lazarus                            | Hier wohnte Vera Lazarus Jg. 1933 deportiert 1941 Riga ermordet |        | Eintrag auf stolpersteine-hamburg.de |
| Bornstraße 31 ·                  | Walter Lazarus                          | Hier wohnte Walter Lazarus Jg. 1902 ‚Schutzhaft‘ 1938 Sachsenhausen deportiert 1941 Riga ermordet                                                                                         |        | Eintrag auf stolpersteine-hamburg.de |
| Bornstraße 32 ·                  | Jettchen Moses geb. Freund              | Hier wohnte Jettchen Moses geb. Freund Jg. 1879 deportiert 1942 Theresienstadt ermordet 1944 Auschwitz                                                                                    |        | Eintrag auf stolpersteine-hamburg.de |
| Bornstraße 32 ·                  | Siegfried Moses                         | Hier wohnte Siegfried Moses Jg. 1870 deportiert 1942 Theresienstadt ermordet 1.12.1942 |        | Eintrag auf stolpersteine-hamburg.de |
| Bundesstraße 25 ·                | Alice Lissauer                          | Hier wohnte Alice Lissauer Jg. 1892 deportiert 1942 Auschwitz ??? |        | Eintrag auf stolpersteine-hamburg.de |
| Bundesstraße 25 ·                | Sylva Lissauer                          | Hier wohnte Sylva Lissauer Jg. 1888 1938 KZ Fuhlsbüttel deportiert 1942 Auschwitz ??? |        | Eintrag auf stolpersteine-hamburg.de |
| Bundesstraße 35 ·                | Julius Asser                            | Hier wohnte Julius Asser Jg. 1875 Zwangsarbeit 1942 Hamburg befreit/überlebt tot an Spätfolgen                                                                                            |        | Eintrag auf stolpersteine-hamburg.de |
| Bundesstraße 35 ·                | Rosa Bauer geb. Flörsheim               | Hier wohnte Rosa Bauer geb. Flörsheim Jg. 1879 deportiert 1942 Theresienstadt 1944 Auschwitz ???                                                                                          |        | Eintrag auf stolpersteine-hamburg.de |
| Bundesstraße 35 ·                | Ernst Antonio Cassuto                   | Hier wohnte Ernst Antonio Cassuto Jg. 1931 deportiert ermordet am 12.10.1944 in Auschwitz                                                                                                 |        | Eintrag auf stolpersteine-hamburg.de |
| Bundesstraße 35 ·                | Amalie Delmonte geb. Zechlinski         | Hier wohnte Amalie Delmonte geb. Zechlinski Jg. 1883 gedemütigt / entrechtet Flucht in den Tod 20.9.1940                                                                                  |        | Eintrag auf stolpersteine-hamburg.de |
| Bundesstraße 35 ·                | Sara Delmonte geb. Delmonte             | Hier wohnte Sara Delmonte geb. Delmonte Jg. 1860 deportiert 1942 Theresienstadt ermordet in Treblinka                                                                                     |        | Eintrag auf stolpersteine-hamburg.de |
| Bundesstraße 35 ·                | Moses 'Martin'Delmonte                  | Hier wohnte Moses 'Martin' Delmonte Jg. 1868 deportiert 1942 Theresienstadt 1942 Treblinka ermordet                                                                                       |        | Eintrag auf stolpersteine-hamburg.de |
| Bundesstraße 35 ·                | Hans Gerson                             | Hier wohnte Hans Gerson Jg. 1905 deportiert 1942 Auschwitz ermordet |        | Eintrag auf stolpersteine-hamburg.de |
| Bundesstraße 35 ·                | Margot Gerson geb. Lewald               | Hier wohnte Margot Gerson geb. Lewald Jg. 1909 deportiert 1942 Auschwitz ermordet |        | Eintrag auf stolpersteine-hamburg.de |
| Bundesstraße 35 ·                | Uri Gerson                              | Hier wohnte Uri Gerson Jg. 1942 deportiert 1942 Auschwitz ermordet |        | Eintrag auf stolpersteine-hamburg.de |
| Bundesstraße 35 ·                | Frieda Sternheim geb. Logatz            | Hier wohnte Frieda Sternheim geb. Logatz Jg. 1877 deportiert ermordet in Riga |        | Eintrag auf stolpersteine-hamburg.de Ein weiterer Stolperstein befindet sich in Hamburg-Hamm.                                                                             |
| Bundesstraße 40 ·                | Bernhardine Levy geb. Friedberg         | Hier wohnte Bernhardine Levy geb. Friedberg Jg. 1902 deportiert 1942 Theresienstadt 1944 Auschwitz ermordet                                                                               |        | Eintrag auf stolpersteine-hamburg.de |
| Bundesstraße 40 ·                | John Levy                               | Hier wohnte John Levy Jg. 1884 'Schutzhaft' 1938 Sachsenhausen deportiert 1942 Theresienstadt 1944 Auschwitz ermordet                                                                     |        | Eintrag auf stolpersteine-hamburg.de |
| Bundesstraße 43 ·                | Martha Beit                             | Hier wohnte Martha Beit Jg. 1876 deportiert 1942 Theresienstadt 1942 Treblinka ermordet                                                                                                   |        | Eintrag auf stolpersteine-hamburg.de |
| Bundesstraße 43 ·                | Rosa Beit                               | Hier wohnte Rosa Beit Jg. 1876 deportiert 1942 Theresienstadt 1942 Treblinka ermordet |        | Eintrag auf stolpersteine-hamburg.de |
| Bundesstraße 43 ·                | Anna Frankfurter                        | Hier wohnte Anna Frankfurter Jg. 1872 eingewiesen 1940 Heilanstalt Langenhorn ‚verlegt‘ 23.9.1940 Brandenburg ermordet 23.9.1940 ‚Aktion T4‘                                              |        | Eintrag auf stolpersteine-hamburg.de |
| Bundesstraße 43 ·                | Henriette Frankfurter                   | Hier wohnte Henriette Frankfurter Jg. 1876 deportiert 1943 Theresienstadt ermordet 22.8.1944                                                                                              |        | Eintrag auf stolpersteine-hamburg.de |
| Bundesstraße 43 ·                | Lily H. Lindenborn                      | Hier wohnte Lily H. Lindenborn Jg. 1926 deportiert ermordet 6.10.1944 in Auschwitz |        | Eintrag auf stolpersteine-hamburg.de |
| Bundesstraße 43 ·                | Ellen Meyer                             | Hier wohnte Ellen Meyer Jg. 1935 deportiert ermordet am 1.10.1944 in Auschwitz |        | Eintrag auf stolpersteine-hamburg.de |
| Bundesstraße 48 ·                | Gustav Haase                            | Hier wohnte Gustav Haase Jg. 1908 verhaftet 1933 'Vorbereitung zum Hochverrat' 'Altonaer Blutsonntag' Emslandlager 1941 Neuengamme ermordet 11.3.1942                                     |        | Eintrag auf stolpersteine-hamburg.de |
| Bundesweg 4 ·                    | Willi Lehmann                           | Hier wohnte Willi Lehmann Jg. 1893 verhaftet 1936/37/43 KZ Fuhlsbüttel KZ Neuengamme tot 3.5.1945                                                                                         |        | Eintrag auf stolpersteine-hamburg.de |
| Dillstraße 1 ·                   | Else Kurzbarth geb. Tichauer            | Hier wohnte Else Kurzbarth geb. Tichauer Jg. 1893 deportiert 1941 Minsk ??? |        | Eintrag auf stolpersteine-hamburg.de |
| Dillstraße 1 ·                   | Frieda Löb geb. Ascher                  | Hier wohnte Frieda Löb geb. Ascher Jg. 1888 deportiert 1941 Riga ermordet 26.3.1942 |        | Eintrag auf stolpersteine-hamburg.de |
| Dillstraße 1 ·                   | Jakob Löb                               | Hier wohnte Jakob Löb Jg. 1890 deportiert 1941 Riga ermordet 26.3.1942 |        | Eintrag auf stolpersteine-hamburg.de |
| Dillstraße 1 ·                   | Julius Löb                              | Hier wohnte Julius Löb Jg. 1921 deportiert 1941 Riga Stutthof Buchenwald 1945 Bergen-Belsen ermordet                                                                                      |        | Eintrag auf stolpersteine-hamburg.de |
| Dillstraße 1 ·                   | Hildegard Simon geb. Löb                | Hier wohnte Hildegard Simon geb Löb Jg. 1923 deportiert 1941 Riga befreit |        | Eintrag auf stolpersteine-hamburg.de |
| Dillstraße 3 ·                   | Flora Berlin geb. Levy                  | Hier wohnte Flora Berlin geb. Levy Jg. 1883 deportiert 1941 ermordet in Minsk |        | Eintrag auf stolpersteine-hamburg.de |
| Dillstraße 3 ·                   | Irma Berlin                             | Hier wohnte Irma Berlin Jg. 1908 deportiert 1941 ermordet in Minsk |        | Eintrag auf stolpersteine-hamburg.de |
| Dillstraße 3 ·                   | Deborah Ehrenzweig geb. Driller         | Hier wohnte Deborah Ehrenzweig geb. Driller Jg. 1877 deportiert 1941 Łodz ermordet |        | Eintrag auf stolpersteine-hamburg.de |
| Dillstraße 4 ·                   | Julius Jüdell                           | Hier wohnte Julius Jüdell Jg. 1860 deportiert 1942 Theresienstadt ermordet 9.8.1942 |        | Eintrag auf stolpersteine-hamburg.de |
| Dillstraße 4 ·                   | Hermann Moritz                          | Hier wohnte Hermann Moritz Jg. 1884 verhaftet 1938 Sachsenhausen deportiert 1942 Theresienstadt 1944 Auschwitz ermordet                                                                   |        | Eintrag auf stolpersteine-hamburg.de |
| Dillstraße 4 ·                   | Minka Moritz geb. Bauer                 | Hier wohnte Minka Moritz geb. Bauer Jg. 1889 deportiert 1942 Theresienstadt 1944 Auschwitz ermordet                                                                                       |        | Eintrag auf stolpersteine-hamburg.de |
| Dillstraße 8 ·                   | Caroline Cohen geb. Cohn                | Hier wohnte Caroline Cohen geb. Cohn Jg. 1865 deportiert 1942 Theresienstadt 1942 Treblinka ermordet                                                                                      |        | Eintrag auf stolpersteine-hamburg.de |
| Dillstraße 8 ·                   | Emil Cohen                              | Hier wohnte Emil Cohen Jg. 1873 deportiert 1942 Theresienstadt 1942 Treblinka ermordet |        | Eintrag auf stolpersteine-hamburg.de |
| Dillstraße 13 ·                  | Emil Emanuel Badrian                    | Hier wohnte Emil Emanuel Badrian Jg. 1859 deportiert 1943 Theresienstadt tot 8.10.1943 |        | Eintrag auf stolpersteine-hamburg.de Ein weiterer Stolperstein befindet sich am Grindelhof 30.                                                                            |
| Dillstraße 13 ·                  | Bernhard Schlachcic                     | Hier wohnte Bernhard Schlachcic Jg. 1880 deportiert 1941 Minsk ??? |        | Eintrag auf stolpersteine-hamburg.de |
| Dillstraße 13 ·                  | Henriette Rita Schlachcic               | Hier wohnte Henriette Rita Schlachcic Jg. 1935 deportiert 1941 Minsk ??? |        | Eintrag auf stolpersteine-hamburg.de |
| Dillstraße 15 ·                  | Günther Brauer                          | Hier wohnte Günther Brauer Jg. 1925 deportiert ermordet am 26.12.1944 im KZ Dachau |        | Eintrag auf stolpersteine-hamburg.de Ein weiterer Stolperstein befindet sich an der Rappstraße 10.                                                                        |
| Dillstraße 15 ·                  | Gustav Gabriel Cohn                     | Hier wohnte Gustav Gabriel Cohn Jg. 1863 deportiert 1942 Theresienstadt ermordet 10.9.1942                                                                                                |        | Eintrag auf stolpersteine-hamburg.de |
| Dillstraße 15 ·                  | Lothar Frankenthal                      | Hier wohnte Lothar Frankenthal Jg. 1924 deportiert 1941 Łodz ermordet |        | Eintrag auf stolpersteine-hamburg.de |
| Dillstraße 15 ·                  | Pauline Frankenthal geb. Wolff          | Hier wohnte Pauline Frankenthal geb. Wolff Jg. 1894 deportiert 1941 Łodz ermordet |        | Eintrag auf stolpersteine-hamburg.de |
| Dillstraße 15 ·                  | Siegbert Stephan Frankenthal            | Hier wohnte Siegbert Stephan Frankenthal Jg. 1894 deportiert 1941 Łodz ermordet 9.4.1942                                                                                                  |        | Eintrag auf stolpersteine-hamburg.de |
| Dillstraße 15 ·                  | Gerson Jacobsen                         | Hier wohnte Gerson Jacobsen Jg. 1941 deportiert ermordet am 11.7.1942 in Auschwitz |        | Eintrag auf stolpersteine-hamburg.de |
| Dillstraße 15 ·                  | Regine Jacobsen                         | Hier wohnte Regine Jacobsen Jg. 1934 deportiert ermordet am 11.7.1942 in Auschwitz |        | Eintrag auf stolpersteine-hamburg.de |
| Dillstraße 15 ·                  | Judith Moritz                           | Hier wohnte Judith Moritz Jg. 1924 deportiert ermordet am 12.10.1944 in Auschwitz |        | Eintrag auf stolpersteine-hamburg.de |
| Dillstraße 15 ·                  | Margot Moritz                           | Hier wohnte Margot Moritz Jg. 1925 deportiert ermordet am 12.10.1944 in Auschwitz |        | Eintrag auf stolpersteine-hamburg.de |
| Dillstraße 15 ·                  | Siegmund Nissensohn                     | Hier wohnte Siegmund Nissensohn Jg. 1863 deportiert 1942 Theresienstadt ermordet 1942 in Treblinka                                                                                        |        | Eintrag auf stolpersteine-hamburg.de |
| Dillstraße 15 ·                  | Aron Julius Rosemann                    | Hier wohnte Aron Julius Rosemann Jg. 1872 deportiert ermordet am 16.10.1943 in Theresienstadt                                                                                             |        | Eintrag auf stolpersteine-hamburg.de |
| Dillstraße 15 ·                  | Johanna Streim geb. Hausmann            | Hier wohnte Johanna Streim geb. Hausmann Jg. 1897 deportiert 1942 Theresienstadt 1944 Auschwitz ???                                                                                       |        | Eintrag auf stolpersteine-hamburg.de |
| Dillstraße 15 ·                  | Kurt Salo Streim                        | Hier wohnte Kurt Salo Streim Jg. 1927 deportiert 1942 Theresienstadt 1944 Auschwitz ermordet am 22.1.1945 KZ Dachau                                                                       |        | Eintrag auf stolpersteine-hamburg.de |
| Dillstraße 15 ·                  | Siegfried Streim                        | Hier wohnte Dr. Siegfried Streim Jg. 1896 deportiert 1942 Theresienstadt 1944 Auschwitz ???                                                                                               |        | Eintrag auf stolpersteine-hamburg.de |
| Dillstraße 15 ·                  | Sulamith Streim                         | Hier wohnte Sulamith Streim Jg. 1932 deportiert ermordet am 1.10.1944 in Auschwitz |        | Eintrag auf stolpersteine-hamburg.de |
| Dillstraße 15 ·                  | Werner Streim                           | Hier wohnte Werner Streim Jg. 1930 deportiert ermordet am 1.10.1944 in Auschwitz |        | Eintrag auf stolpersteine-hamburg.de |
| Dillstraße 15 ·                  | James Tannenberg                        | Hier wohnte James Tannenberg Jg. 1891 deportiert 1941 Minsk ??? |        | Eintrag auf stolpersteine-hamburg.de |
| Dillstraße 15 ·                  | Senta Tannenberg geb. Horwitz           | Hier wohnte Senta Tannenberg geb. Horwitz Jg. 1896 deportiert 1941 Minsk ??? |        | Eintrag auf stolpersteine-hamburg.de |
| Dillstraße 16 ·                  | Julius Cohn                             | Hier wohnte Julius Cohn Jg. 1886 deportiert 1941 ermordet Minsk |        | Eintrag auf stolpersteine-hamburg.de |
| Dillstraße 16 ·                  | Paula Cohn                              | Hier wohnte Paula Cohn Jg. 1896 deportiert 1941 ermordet Minsk |        | Eintrag auf stolpersteine-hamburg.de |
| Dillstraße 16 ·                  | Else Horwitz geb. Ledermann             | Hier wohnte Else Horwitz geb. Ledermann Jg. 1892 deportiert 1941 Minsk ??? |        | Eintrag auf stolpersteine-hamburg.de |
| Dillstraße 16 ·                  | Walter Horwitz                          | Hier wohnte Walter Horwitz Jg. 1893 deportiert 1941 Minsk ??? |        | Eintrag auf stolpersteine-hamburg.de Ein weiterer Stolperstein befindet sich in Hamburg-Harburg.                                                                          |
| Dillstraße 16 ·                  | Gertrud Weidner geb. Wagner             | Hier wohnte Gertrud Weidner geb. Wagner Jg. 1898 deportiert 1942 ermordet in Auschwitz |        | Eintrag auf stolpersteine-hamburg.de |
| Dillstraße 20 ·                  | Ella Mayer geb. Schickler               | Hier wohnte Ella Mayer geb. Schickler Jg. 1879 deportiert 1942 Theresienstadt Minsk ???                                                                                                   |        | Eintrag auf stolpersteine-hamburg.de |
| Dillstraße 20 ·                  | Isidor Mayer                            | Hier wohnte Isidor Mayer Jg. 1870 deportiert 1942 Theresienstadt Minsk ??? |        | Eintrag auf stolpersteine-hamburg.de |
| Dillstraße 20 ·                  | Betty Würzburg geb. Schwarzschild       | Hier wohnte Betty Würzburg geb. Schwarzschild Jg. 1899 deportiert 1941 Minsk ??? |        | Eintrag auf stolpersteine-hamburg.de |
| Dillstraße 20 ·                  | Max Würzburg                            | Hier wohnte Max Würzburg Jg. 1887 deportiert 1941 Minsk ??? |        | Eintrag auf stolpersteine-hamburg.de |
| Dillstraße 21 ·                  | Bertha Berges                           | Hier wohnte Bertha Berges Jg. 1916 Flucht 1938 Belgien interniert Mechelen deportiert 1942 Auschwitz ermordet 12.9.1942                                                                   |        | Eintrag auf stolpersteine-hamburg.de |
| Dillstraße 21 ·                  | Charlotte Berges                        | Hier wohnte Charlotte Berges Jg. 1921 Flucht 1938 Belgien interniert Mechelen deportiert 1942 ermordet in Auschwitz                                                                       |        | Eintrag auf stolpersteine-hamburg.de |
| Dillstraße 21 ·                  | Marianna Berges                         | Hier wohnte Marianna Berges Jg. 1920 Flucht 1938 Belgien interniert Mechelen deportiert 1942 Auschwitz ermordet 19.4.1943                                                                 |        | Eintrag auf stolpersteine-hamburg.de |
| Dillstraße 21 ·                  | Emma Blitz                              | Hier wohnte Emma Blitz Jg. 1871 deportiert 1942 Theresienstadt ermordet 9.11.1942 |        | Eintrag auf stolpersteine-hamburg.de |
| Dillstraße 21 ·                  | Herbert Cohen                           | Hier wohnte Herbert Cohen Jg. 1918 Schutzhaft 1938 Sachsenhausen ermordet 5.12.1938 |        | Eintrag auf stolpersteine-hamburg.de |
| Dillstraße 21 ·                  | Abraham Freimann                        | Hier wohnte Abraham Freimann Jg. 1862 deportiert 1942 Theresienstadt ermordet 16.11.1942                                                                                                  |        | Eintrag auf stolpersteine-hamburg.de |
| Dillstraße 21 ·                  | Karl Gänser                             | Hier wohnte Karl Gänser Jg. 1891 Flucht 1938 Türkei |        | Eintrag auf stolpersteine-hamburg.de |
| Dillstraße 21 ·                  | Rifka Gänser geb. Rappaport             | Hier wohnte Rifka Gänser geb. Rappaport Jg. 1890 „Polenaktion“ 1938 Bentschen/Zbaszyn ermordet im besetzten Polen                                                                         |        | Eintrag auf stolpersteine-hamburg.de |
| Dillstraße 21 ·                  | Ernst August Gottschalk                 | Hier wohnte Ernst August Gottschalk Jg. 1928 deportiert 1943 Theresienstadt 1944 Auschwitz ermordet                                                                                       |        | Eintrag auf stolpersteine-hamburg.de |
| Dillstraße 21 ·                  | Hermann Samuel Gottschalk               | Hier wohnte Hermann Samuel Gottschalk Jg. 1926 deportiert 1943 Theresienstadt 1944 Auschwitz ermordet                                                                                     |        | Eintrag auf stolpersteine-hamburg.de |
| Dillstraße 21 ·                  | Julius Gottschalk                       | Hier wohnte Julius Gottschalk Jg. 1898 deportiert 1943 Theresienstadt 1944 Auschwitz ermordet                                                                                             |        | Eintrag auf stolpersteine-hamburg.de |
| Dillstraße 21 ·                  | Karola Gottschalk                       | Hier wohnte Karola Gottschalk Jg. 1933 deportiert 1943 Theresienstadt 1944 Auschwitz ermordet                                                                                             |        | Eintrag auf stolpersteine-hamburg.de |
| Dillstraße 21 ·                  | Minna Gottschalk geb. von der Walde     | Hier wohnte Minna Gottschalk geb. von der Walde Jg. 1903 deportiert 1943 Theresienstadt 1944 Auschwitz ermordet                                                                           |        | Eintrag auf stolpersteine-hamburg.de |
| Dillstraße 21 ·                  | Erwin Levinson                          | Hier wohnte Erwin Levinson Jg. 1929 deportiert 1941 Minsk ??? |        | Eintrag auf stolpersteine-hamburg.de |
| Dillstraße 21 ·                  | Flora Levinson geb. Goldschmidt         | Hier wohnte Flora Levinson geb. Goldschmidt Jg. 1902 deportiert 1941 Minsk ??? |        | Eintrag auf stolpersteine-hamburg.de |
| Dillstraße 21 ·                  | Hugo Levinson                           | Hier wohnte Hugo Levinson Jg. 1898 deportiert 1941 Minsk ??? |        | Eintrag auf stolpersteine-hamburg.de |
| Dillstraße 21 ·                  | Berta Seligmann geb. Ambrunn            | Hier wohnte Berta Seligmann geb. Ambrunn Jg. 1890 deportiert 1942 Theresienstadt 1943 Auschwitz ermordet                                                                                  |        | Eintrag auf stolpersteine-hamburg.de |
| Durchschnitt 1 ·                 | Hans Borchardt                          | Hier wohnte Hans Borchardt Jg. 1908 deportiert 1941 Minsk ermordet |        | Eintrag auf stolpersteine-hamburg.de |
| Durchschnitt 1 ·                 | Martha Borchardt geb. Biskupitzer       | Hier wohnte Martha Borchardt geb. Biskupitzer Jg. 1890 deportiert 1941 Minsk ermordet |        | Eintrag auf stolpersteine-hamburg.de |
| Durchschnitt 1 ·                 | Jeanette Friedländer geb. Ruben         | Hier wohnte Jeanette Friedländer geb. Ruben Jg. 1899 deportiert 1941 Łodz ermordet am 25.10.1941                                                                                          |        | Eintrag auf stolpersteine-hamburg.de |
| Durchschnitt 1 ·                 | Raphael Friedländer                     | Hier wohnte Raphael Friedländer Jg. 1892 deportiert 1941 Łodz ermordet am 9.7.1942 |        | Eintrag auf stolpersteine-hamburg.de |
| Durchschnitt 1 ·                 | Sarah Heimann                           | Hier wohnte Sarah Heimann Jg. 1894 deportiert 1942 ermordet in Auschwitz |        | Eintrag auf stolpersteine-hamburg.de |
| Durchschnitt 1 ·                 | Julius Levi                             | Hier wohnte Julius Levi Jg. 1881 Flucht 1936 Holland interniert Westerbork deportiert 1943 Sobibor ermordet 21.5.1943                                                                     |        | Eintrag auf stolpersteine-hamburg.de |
| Durchschnitt 1 ·                 | David Schlesinger                       | Hier wohnte David Schlesinger Jg. 1930 deportiert 1941 Riga-Jungfernhof ermordet 26.3.1942                                                                                                |        | Eintrag auf stolpersteine-hamburg.de |
| Durchschnitt 1 ·                 | Friederike Schlesinger                  | Hier wohnte Friederike Schlesinger Jg. 1927 deportiert 1941 Riga-Jungfernhof ermordet 26.3.1942                                                                                           |        | Eintrag auf stolpersteine-hamburg.de |
| Durchschnitt 1 ·                 | Michael Schlesinger                     | Hier wohnte Michael Schlesinger Jg. 1927 deportiert 1941 Riga-Jungfernhof ermordet 26.3.1942                                                                                              |        | Eintrag auf stolpersteine-hamburg.de |
| Durchschnitt 8 ·                 | Antoinette Aron geb. Behr               | Hier wohnte Antoinette Aron geb. Behr Jg. 1869 deportiert 1941 Łodz ermordet 15.4.1942 |        | Eintrag auf stolpersteine-hamburg.de |
| Durchschnitt 8 ·                 | Bella Aron                              | Hier wohnte Bella Aron Jg. 1890 deportiert 1941 Łodz ermordet 4.3.1942 |        | Eintrag auf stolpersteine-hamburg.de |
| Durchschnitt 8 ·                 | Johanna Aron                            | Hier wohnte Johanna Aron Jg. 1912 deportiert 1941 Łodz ??? |        | Eintrag auf stolpersteine-hamburg.de |
| Durchschnitt 8 ·                 | Hannelore Baum                          | Hier wohnte Hannelore Baum Jg. 1935 deportiert 1942 Auschwitz ??? |        | Eintrag auf stolpersteine-hamburg.de Ein weiterer Stolperstein befindet sich in Hamburg-Uhlenhorst.                                                                       |
| Durchschnitt 8 ·                 | Emil Josephi                            | Hier wohnte Emil Josephi Jg. 1881 deportiert 1941 Minsk ermordet |        | Eintrag auf stolpersteine-hamburg.de |
| Durchschnitt 8 ·                 | Frieda Josephi geb. Oppenheim           | Hier wohnte Frieda Josephi geb. Oppenheim Jg. 1883 deportiert 1941 Minsk ermordet |        | Eintrag auf stolpersteine-hamburg.de |
| Durchschnitt 8 ·                 | Norbert Pappenheim                      | Hier wohnte Norbert Pappenheim Jg. 1922 deportiert 1942 Auschwitz ??? |        | Eintrag auf stolpersteine-hamburg.de |
| Durchschnitt 8 ·                 | Betty Rosenblum                         | Hier wohnte Betty Rosenblum Jg. 1878 deportiert 1941 Riga ermordet |        | Eintrag auf stolpersteine-hamburg.de |
| Durchschnitt 8 ·                 | Ella Rosenblum                          | Hier wohnte Ella Rosenblum Jg. 1882 eingewiesen 1936 Heilanstalt Langenhorn ‚verlegt‘ 23.9.1940 Brandenburg ermordet 23.9.1940 ‚Aktion T4‘                                                |        | Eintrag auf stolpersteine-hamburg.de |
| Durchschnitt 8 ·                 | Henriette Rosenblum                     | Hier wohnte Henriette Rosenblum Jg. 1884 deportiert 1941 Riga ermordet |        | Eintrag auf stolpersteine-hamburg.de |
| Durchschnitt 13 ·                | Cäsar Sandel                            | Hier wohnte Cäsar Sandel Jg. 1874 deportiert 1941 Lodz/Litzmannstadt ermordet 30.1.1942                                                                                                   |        | Eintrag auf stolpersteine-hamburg.de |
| Durchschnitt 19 ·                | Ida Oberschützky geb. Gottlieb          | Hier wohnte Ida Oberschützky geb. Gottlieb Jg. 1879 deportiert 1941 Riga ermordet |        | Eintrag auf stolpersteine-hamburg.de |
| Durchschnitt 25 ·                | Hermann Lehmann                         | Hier wohnte Hermann Lehmann Jg. 1903 deportiert 1941 Minsk ermordet |        | Eintrag auf stolpersteine-hamburg.de |
| Durchschnitt 25 ·                | Regina Lehmann geb. Salomon             | Hier wohnte Regina Lehmann geb. Salomon Jg. 1902 deportiert 1941 Minsk ermordet |        | Eintrag auf stolpersteine-hamburg.de |
| Edmund-Siemers-Allee 1 ·         | Raphael Broches                         | Hier lernte Raphael Broches Jg. 1906 abgeschoben 1938 Zbaszyn/Polen 1940 Ghetto Warschau ermordet                                                                                         |        | Eintrag auf stolpersteine-hamburg.de Ein weiterer Stolperstein befindet sich an der Grindelallee 115.                                                                     |
| Edmund-Siemers-Allee 1 ·         | Ernst Delbanco                          | Hier lehrte Ernst Delbanco Jg. 1869 gedemütigt / entrechtet Flucht in den Tod 31.3.1935                                                                                                   |        | Eintrag auf stolpersteine-hamburg.de Weitere Stolpersteine befinden sich an der Alten Rabenstraße 12 und in Hamburg-Eppendorf.                                            |
| Edmund-Siemers-Allee 1 ·         | Friedrich Geussenhainer                 | Hier lernte Friedrich Geussenhainer Jg. 1912 im Widerstand Weisse Rose verhaftet 1943 Mauthausen ermordet April 1945                                                                      |        | Eintrag auf stolpersteine-hamburg.de Weitere Stolpersteine befinden sich an der Johnsallee 63 und in Neumünster.                                                          |
| Edmund-Siemers-Allee 1 ·         | Hedwig Klein                            | Hier lernte Hedwig Klein Jg. 1911 missglückter Fluchtversuch 1939 nach Indien deportiert 1942 Auschwitz ermordet                                                                          |        | Eintrag auf stolpersteine-hamburg.de Ein weiterer Stolperstein befindet sich in Hamburg-Harvestehude.                                                                     |
| Edmund-Siemers-Allee 1 ·         | Agathe Lasch                            | Hier lehrte Agathe Lasch Jg. 1879 deportiert 1942 Riga ermordet 18.8.1942 |        | Eintrag auf stolpersteine-hamburg.de Weitere Stolpersteine befinden sich in Hamburg-Eppendorf und Berlin-Schmargendorf.                                                   |
| Edmund-Siemers-Allee 1 ·         | Gerhard Lassar                          | Hier lehrte Gerhard Lassar Jg. 1888 gedemütigt/entrechtet Flucht in den Tod 6.1.1936 |        | Eintrag auf stolpersteine-hamburg.de Ein weiterer Stolperstein befindet sich in Hamburg-Harvestehude.                                                                     |
| Edmund-Siemers-Allee 1 ·         | Hans Konrad Leipelt                     | Hier lernte Hans Konrad Leipelt Jg. 1921 im Widerstand Weisse Rose verhaftet 1943 München-Stadelheim ermordet 29.1.1945                                                                   |        | Eintrag auf stolpersteine-hamburg.de Weitere Stolpersteine befinden sich in Hamburg-Rönneburg und in Hamburg-Wilhelmsburg.                                                |
| Edmund-Siemers-Allee 1 ·         | Reinhold Meyer                          | Hier lernte Reinhold Meyer Jg. 1920 im Widerstand Weisse Rose verhaftet 1943 KZ Fuhlsbüttel ermordet 12.11.1944                                                                           |        | Eintrag auf stolpersteine-hamburg.de Ein weiterer Stolperstein befindet sich am Hallerplatz 15.                                                                           |
| Edmund-Siemers-Allee 1 ·         | Martha Muchow                           | Hier lehrte Martha Muchow Jg. 1892 gedemütigt/entrechtet Flucht in den Tod 29.9.1933 |        | Eintrag auf stolpersteine-hamburg.de Ein weiterer Stolperstein befindet sich in Hamburg-Eimsbüttel.                                                                       |
| Edmund-Siemers-Allee 1 ·         | Kurt Perels                             | Hier lehrte Kurt Perels Jg. 1878 gedemütigt/entrechtet Flucht in den Tod 10.9.1933 |        | Eintrag auf stolpersteine-hamburg.de Weitere Stolpersteine befinden sich in Hamburg-Altstadt und Hamburg-Uhlenhorst.                                                      |
| Edmund-Siemers-Allee 1 ·         | Margaretha Rothe                        | Hier lernte Margaretha Rothe Jg. 1919 im Widerstand Weisse Rose verhaftet 1943 Gefängnis Leipzig tot an Haftfolgen 15.4.1945 Krankenhaus Leipzig-Dösen                                    |        | Eintrag auf stolpersteine-hamburg.de Weitere Stolpersteine befindet sich in Hamburg-St. Georg und Hamburg-Winterhude.                                                     |
| Feldbrunnenstraße 3 ·            | Marta Graetz geb. Freundlich            | Hier wohnte Marta Graetz geb. Freundlich Jg. 1878 Flucht 1938 Philippinen tot 12. Feb. 1945 Manila                                                                                        |        | Eintrag auf stolpersteine-hamburg.de |
| Feldbrunnenstraße 3 ·            | Waldemar Graetz                         | Hier wohnte Waldemar Graetz Jg. 1880 Flucht 1938 Philippinen tot 12. Feb. 1945 Manila |        | Eintrag auf stolpersteine-hamburg.de |
| Feldbrunnenstraße 3 ·            | Adolph Heidemann                        | Hier wohnte Adolph Heidemann Jg. 1887 deportiert 1941 Riga ??? |        | Eintrag auf stolpersteine-hamburg.de |
| Feldbrunnenstraße 3 ·            | Therese Heidemann geb. Senior           | Hier wohnte Therese Heidemann geb. Senior Jg. 1891 deportiert 1941 Riga ??? |        | Eintrag auf stolpersteine-hamburg.de |
| Feldbrunnenstraße 18 ·           | Katharina Moritz geb. Simon             | Hier wohnte Katharina Moritz geb. Simon Jg. 1864 deportiert 1942 Theresienstadt ermordet 26.3.1943                                                                                        |        | Eintrag auf stolpersteine-hamburg.de |
| Feldbrunnenstraße 18 ·           | Auguste Wagner                          | Hier wohnte Auguste Wagner Jg. 1868 deportiert 1942 Theresienstadt ermordet 13.10.1943 |        | Eintrag auf stolpersteine-hamburg.de |
| Feldbrunnenstraße 21 ·           | Edgar Burchard                          | Hier wohnte Dr. Edgar Burchard Jg. 1879 Freitod 10.7.1942 |        | Eintrag auf stolpersteine-hamburg.de siehe Friedrich Leopold Burchard#Nachkommen und Stolpersteine in Hamburg                                                             |
| Feldbrunnenstraße 21 ·           | Helene Julie Burchard geb. Warburg      | Hier wohnte Helene Julie Burchard geb. Warburg Jg. 1877 deportiert 1942 Auschwitz |        | Eintrag auf stolpersteine-hamburg.de siehe Friedrich Leopold Burchard#Nachkommen und Stolpersteine in Hamburg                                                             |
| Feldbrunnenstraße 21 ·           | Hedda Guradze                           | Hier wohnte Hedda Guradze Jg. 1904 Flucht 1939 USA Flucht in den Tod 30. Juni 1945 |        | Eintrag auf stolpersteine-hamburg.de Ein weiterer Stolperstein befindet sich in Hamburg-Altstadt.                                                                         |
| Feldbrunnenstraße 21 ·           | Margarethe Guradze geb. Marckwald       | Hier wohnte Margarethe Guradze geb. Marckwald Jg. 1875 deportiert 1942 Theresienstadt 1944 Auschwitz ermordet                                                                             |        | Eintrag auf stolpersteine-hamburg.de |
| Fontenay 2 ·                     | Franz Julius Wolff                      | Hier wohnte Franz Julius Wolff Jg. 1890 gedemütigt/entrechtet Flucht in den Tod 12.1.1938                                                                                                 |        | Eintrag auf stolpersteine-hamburg.de |
| Fontenay 2 ·                     | Lizzie Wolff geb. Meyerhoff             | Hier wohnte Lizzie Wolff geb. Meyerhoff Jg. 1896 gedemütigt/entrechtet Flucht in den Tod 11.1.1938                                                                                        |        | Eintrag auf stolpersteine-hamburg.de |
| Fontenay 10 ·                    | Hans Vincent Scharlach                  | Hier wohnte Hans Vincent Scharlach Jg. 1919 verhaftet ‚staatsfeindliche Hetze‘ KZ Neuengamme gehenkt 23.4.1945                                                                            |        | Eintrag auf stolpersteine-hamburg.de Sohn des emigrierten Hamburger Wirtschaftsanwalts Otto Scharlach siehe dort.                                                         |
| Fontenay 11 ·                    | Franz Emil Levi                         | Hier wohnte Franz Emil Levi Jg. 1898 verhaftet 1940 Zuchthaus Hamburg ermordet 15.11.1941 Strafgefangenenlager Neusustrum                                                                 |        | Eintrag auf stolpersteine-hamburg.de |
| Fontenay 11 ·                    | Recha Levi geb. Bodenheimer             | Hier wohnte Recha Levi geb. Bodenheimer Jg. 1865 gedemütigt/entrechtet Flucht in den Tod 17.7.1942                                                                                        |        | Eintrag auf stolpersteine-hamburg.de |
| Fontenay 11 ·                    | Rudolph Levi                            | Hier wohnte Rudolph Levi Jg. 1892 deportiert 1941 Łodz 1942 Chelmno ermordet |        | Eintrag auf stolpersteine-hamburg.de |
| Fontenay 11 ·                    | Anita Rée                               | Hier wohnte Anita Rée Jg. 1885 Freitod am 12.12.1933 in Kampen/Sylt |        | Eintrag auf stolpersteine-hamburg.de Ein weiterer Stolperstein befindet sich in Kampen (Sylt).                                                                            |
| Fröbelstraße Ecke Grindelallee · | Frieda Bunzendahl geb. Nooitrust        | Hier wohnte Frieda Bunzendahl geb. Nooitrust Jg. 1894 verhaftet März 1941 Ravensbrück ‚verlegt‘ 1942 Bernburg ermordet                                                                    |        | Eintrag auf stolpersteine-hamburg.de |
| Fröbelstraße Ecke Grindelallee · | Leo Lazarus                             | Hier wohnte Leo Lazarus Jg. 1867 verhaftet 23.6.1938 Sachsenhausen entlassen Jan. 1939 deportiert 1942 Theresienstadt ermordet 12.1.1943                                                  |        | Eintrag auf stolpersteine-hamburg.de |
| Fröbelstraße Ecke Grindelallee · | Meta Lazarus geb. Wertheimer            | Hier wohnte Meta Lazarus geb. Wertheimer Jg. 1876 deportiert 1942 Theresienstadt ermordet 12.1.1943                                                                                       |        | Eintrag auf stolpersteine-hamburg.de |
| Fröbelstraße Ecke Grindelallee · | Albert Löwenberg                        | Hier wohnte Albert Löwenberg Jg. 1874 deportiert 1942 Theresienstadt ermordet 28.11.1942                                                                                                  |        | Eintrag auf stolpersteine-hamburg.de |
| Fröbelstraße Ecke Grindelallee · | Ida Mahler                              | Hier wohnte Ida Mahler Jg. 1884 deportiert 1942 Riga-Jungfernhof ermordet |        | Eintrag auf stolpersteine-hamburg.de |
| Grindelallee 1 ·                 | Carl von Ossietzky                      | Hier wohnte Carl von Ossietzky Jg. 1889 verhaftet 28.2.1933 Berlin-Spandau KZ Esterwegen entlassen 1936 tot an Haftfolgen 4.5.1938                                                        |        | Eintrag auf stolpersteine-hamburg.de wurde im Februar 2025 ausgetauscht (vorheriger Stein)                                                                                |
| Grindelallee 6 ·                 | Minna Gottschalk geb. Behr              | Hier wohnte Minna Gottschalk geb. Behr Jg. 1885 deportiert 1941 Riga ??? |        | Eintrag auf stolpersteine-hamburg.de |
| Grindelallee 6 ·                 | Maximilian Gumpel                       | Hier wohnte Maximilian Gumpel Jg. 1877 deportiert 1941 Riga ??? |        | Eintrag auf stolpersteine-hamburg.de |
| Grindelallee 6 ·                 | Edith Horwitz geb. Spanier              | Hier wohnte Edith Horwitz geb. Spanier Jg. 1897 deportiert 1941 Riga ??? |        | Eintrag auf stolpersteine-hamburg.de |
| Grindelallee 6 ·                 | Albert Josephi                          | Hier wohnte Albert Josephi Jg. 1883 deportiert 1941 Minsk ??? |        | Eintrag auf stolpersteine-hamburg.de |
| Grindelallee 6 ·                 | Hedwig Lazarus geb. Süsskind            | Hier wohnte Hedwig Lazarus geb. Süsskind Jg. 1892 deportiert 1941 Minsk ??? |        | Eintrag auf stolpersteine-hamburg.de |
| Grindelallee 6 ·                 | Leonhard Lazarus                        | Hier wohnte Dr. Leonhard Lazarus Jg. 1899 1938 KZ Sachsenhausen deportiert 1941 Minsk ???                                                                                                 |        | Eintrag auf stolpersteine-hamburg.de |
| Grindelallee 6 ·                 | Laura Mosbach geb. Horwitz              | Hier wohnte Laura Mosbach geb. Horwitz Jg. 1876 deportiert 1941 Riga ??? |        | Eintrag auf stolpersteine-hamburg.de Ein weiterer Stolperstein befindet sich in Hamburg-Harburg.                                                                          |
| Grindelallee 6 ·                 | Johanna Rosenberg geb. Tuteur           | Hier wohnte Johanna Rosenberg geb. Tuteur Jg. 1876 verhaftet 1937 deportiert 1941 Riga ???                                                                                                |        | Eintrag auf stolpersteine-hamburg.de |
| Grindelallee 9 ·                 | Willy Schäfer                           | Hier wohnte Willy Schäfer Jg. 1905 mehrmals verhaftet 1941 KZ Fuhlsbüttel Neuengamme tot 3.5.1945                                                                                         |        | Eintrag auf stolpersteine-hamburg.de |
| Grindelallee 13 ·                | Dina Hensel geb. Buttermann             | Hier wohnte Dina Hensel geb. Buttermann Jg. 1902 umgezogen Berlin deportiert 1943 ermordet in Auschwitz                                                                                   |        | Eintrag auf stolpersteine-hamburg.de |
| Grindelallee 17 ·                | Hertha Basch                            | Hier wohnte Hertha Basch Jg. 1900 deportiert 1941 Ghetto Minsk ermordet |        | Eintrag auf stolpersteine-hamburg.de Ein weiterer Stolperstein befindet sich an der Schlüterstraße 82.                                                                    |
| Grindelallee 17 ·                | Jeannette Basch geb. Bachrach           | Hier wohnte Jeannette Basch geb. Bachrach Jg. 1872 deportiert 1941 Ghetto Minsk ermordet                                                                                                  |        | Eintrag auf stolpersteine-hamburg.de Ein weiterer Stolperstein befindet sich an der Schlüterstraße 82.                                                                    |
| Grindelallee 20 ·                | Julia Peterson geb. Grandjean           | Hier wohnte Julia Peterson geb. Grandjean Jg. 1867 eingewiesen 1943 Heilanstalt Langenhorn ‚verlegt‘ 16.8.1943 ‚Heilanstalt‘ Am Steinhof/Wien ermordet 18.8.1943                          |        | Eintrag auf stolpersteine-hamburg.de |
| Grindelallee 21 ·                | Anna Neumark geb. Levy                  | Hier wohnte Anna Neumark geb. Levy Jg. 1886 deportiert 1941 Minsk ??? |        | Eintrag auf stolpersteine-hamburg.de |
| Grindelallee 21 ·                | Edgar Neumark                           | Hier wohnte Edgar Neumark Jg. 1886 ermordet 1940 Tötungsanstalt Brandenburg |        | Eintrag auf stolpersteine-hamburg.de |
| Grindelallee 21 ·                | Karl-Heinz Neumark                      | Hier wohnte Karl-Heinz Neumark Jg. 1913 ermordet 1940 Tötungsanstalt Brandenburg |        | Eintrag auf stolpersteine-hamburg.de |
| Grindelallee 21 ·                | Richard Neumark                         | Hier wohnte Richard Neumark Jg. 1918 ermordet 1940 Tötungsanstalt Brandenburg |        | Eintrag auf stolpersteine-hamburg.de |
| Grindelallee 21 ·                | Walter Neumark                          | Hier wohnte Walter Neumark Jg. 1918 deportiert 1942 Izbica ??? |        | Eintrag auf stolpersteine-hamburg.de |
| Grindelallee 21 ·                | Elisabeth Kassel                        | Hier wohnte Elisabeth Kassel Jg. 1891 deportiert 1942 Auschwitz ??? |        | Eintrag auf stolpersteine-hamburg.de Ein weiterer Stolperstein befindet sich in Hamburg-Borgfelde.                                                                        |
| Grindelallee 23 ·                | Clara Friedheim                         | Hier wohnte Clara Friedheim Jg.1892 Berufsverbot 1933 Flucht 1939 England |        | Eintrag auf stolpersteine-hamburg.de |
| Grindelallee 23 ·                | Edith Friedheim                         | Hier wohnte Edith Friedheim Jg.1899 Flucht 1939 England |        | Eintrag auf stolpersteine-hamburg.de |
| Grindelallee 24 ·                | Veronika Bartels geb. Stern             | Hier wohnte Veronika Bartels geb. Stern Jg. 1875 deportiert 1941 ermordet in Minsk |        | Eintrag auf stolpersteine-hamburg.de |
| Grindelallee 24 ·                | Elsa Borower geb. Buttermann            | Hier wohnte Elsa Borower geb. Buttermann Jg. 1900 deportiert 1941 ermordet in Minsk |        | Eintrag auf stolpersteine-hamburg.de |
| Grindelallee 24 ·                | Harald Ehrmann                          | Hier wohnte Harald Ehrmann Jg. 1922 deportiert 1941 Minsk ??? |        | Eintrag auf stolpersteine-hamburg.de |
| Grindelallee 24 ·                | Max Gänser                              | Hier wohnte Max Gänser Jg. 1925 deportiert 1941 Riga-Jungfernhof ermordet |        | Eintrag auf stolpersteine-hamburg.de |
| Grindelallee 24 ·                | Emma Stern                              | Hier wohnte Emma Stern Jg. 1877 deportiert 1941 Minsk ??? |        | Eintrag auf stolpersteine-hamburg.de |
| Grindelallee 24 ·                | Franz Stern                             | Hier wohnte Franz Stern Jg. 1897 deportiert 1941 Minsk ??? |        | Eintrag auf stolpersteine-hamburg.de |
| Grindelallee 25 ·                | Helene Bamberger geb. Kleve             | Hier wohnte Helene Bamberger geb. Kleve Jg. 1911 Flucht 1938 Holland interniert Westerbork deportiert 1944 Theresienstadt ermordet 8.10.1944 Auschwitz                                    |        | Eintrag auf stolpersteine-hamburg.de |
| Grindelallee 25 ·                | Else Kleve geb. Wechsler                | Else Kleve geb. Wechsler Jg. 1913 Flucht Holland interniert Westerbork deportiert 1942 Auschwitz ermordet 26.10.1942                                                                      |        | Eintrag auf stolpersteine-hamburg.de |
| Grindelallee 25 ·                | Josef Kleve                             | Hier wohnte Josef Kleve Jg. 1913 Flucht 1933 Holland interniert Westerbork deportiert 1942 Auschwitz ermordet 28.2.1943                                                                   |        | Eintrag auf stolpersteine-hamburg.de |
| Grindelallee 25 ·                | Lea Kleve geb. Bachrach                 | Hier wohnte Lea Kleve geb. Bachrach Jg. 1878 Flucht 1938 Holland interniert Westerbork deportiert 1942 Auschwitz ermordet 10.9.1942                                                       |        | Eintrag auf stolpersteine-hamburg.de |
| Grindelallee 25 ·                | Nathan Kleve                            | Nathan Kleve Jg. 1941 interniert Westerbork deportiert 1942 Auschwitz ermordet 26.10.1942                                                                                                 |        | Eintrag auf stolpersteine-hamburg.de |
| Grindelallee 32 ·                | Martha Burchardt geb. Levy              | Hier wohnte Martha Burchardt geb. Levy Jg. 1873 deportiert 1942 Theresienstadt ermordet 13.7.1943                                                                                         |        | Eintrag auf stolpersteine-hamburg.de |
| Grindelallee 33 ·                | Fanni Brückenstein                      | Hier wohnte Fanni Brückenstein Jg. 1928 Flucht 1939 Polen Schicksal unbekannt |        | Eintrag auf stolpersteine-hamburg.de |
| Grindelallee 33 ·                | Henie Henny Brückenstein geb. Schilberg | Hier wohnte Henie Henny Brückenstein geb. Schilberg Jg. 1900 ‚Polenaktion‘ 1938 Bentschen/Zbaszyn zurückgekehrt 1939 Schicksal unbekannt                                                  |        | Eintrag auf stolpersteine-hamburg.de |
| Grindelallee 33 ·                | Markus Martin Brückenstein              | Hier wohnte Markus Martin Brückenstein Jg. 1893 ‚Polenaktion‘ 1938 Bentschen/Zbaszyn ermordet im besetzten Polen                                                                          |        | Eintrag auf stolpersteine-hamburg.de |
| Grindelallee 33 ·                | Sonnia Brückenstein                     | Hier wohnte Sonnia Brückenstein Jg. 1932 Flucht 1939 Polen Schicksal unbekannt |        | Eintrag auf stolpersteine-hamburg.de |
| Grindelallee 35 ·                | Isidor Plaut                            | Hier wohnte Isidor Plaut Jg. 1873 deportiert 1942 Theresienstadt ermordet Feb. 1944 |        | Eintrag auf stolpersteine-hamburg.de |
| Grindelallee 38 ·                | Elfriede Appel geb. Voss                | Hier wohnte Elfriede Appel geb. Voss Jg. 1882 deportiert 1941 Łodz ??? |        | Eintrag auf stolpersteine-hamburg.de |
| Grindelallee 45 ·                | Luise Lilly Lehmann                     | Hier wohnte Luise Lilly Lehmann Jg. 1896 eingewiesen 1936 Heilanstalt Langenhorn ‚verlegt‘ 23.9.1940 Brandenburg ermordet 23.9.1940 ‚Aktion T4‘                                           |        | Eintrag auf stolpersteine-hamburg.de |
| Grindelallee 46 ·                | Adolf Cohen                             | Hier wohnte Adolf Cohen Jg. 1923 deportiert 1941 Natzweiler ermordet 19.1.1945 |        | Eintrag auf stolpersteine-hamburg.de |
| Grindelallee 46 ·                | Iwan Julius Jacobsohn                   | Hier wohnte Iwan Julius Jacobsohn Jg. 1903 ‚Schutzhaft’ 1938 KZ Sachsenhausen deportiert 1941 Ghetto Minsk ermordet                                                                       |        | Eintrag auf stolpersteine-hamburg.de |
| Grindelallee 46 ·                | Mathilde Johanna Jacobsohn geb. Fürst   | Hier wohnte Mathilde Johanna Jacobsohn geb. Fürst Jg. 1906 deportiert 1941 Ghetto Minsk ermordet                                                                                          |        | Eintrag auf stolpersteine-hamburg.de |
| Grindelallee 46 ·                | Adolf Simon                             | Hier wohnte Adolf Simon Jg. 1921 deportiert 1942 ermordet in Auschwitz |        | Eintrag auf stolpersteine-hamburg.de |
| Grindelallee 46 ·                | Gerda Simon geb. Schwarz                | Hier wohnte Gerda Simon geb. Schwarz Jg. 1919 deportiert 1942 ermordet in Auschwitz |        | Eintrag auf stolpersteine-hamburg.de |
| Grindelallee 46 ·                | Johanna Simon geb. Rosenbaum            | Hier wohnte Johanna Simon geb. Rosenbaum Jg. 1895 deportiert 1942 Theresienstadt ermordet in Auschwitz                                                                                    |        | Eintrag auf stolpersteine-hamburg.de |
| Grindelallee 46 ·                | Max Simon                               | Hier wohnte Max Simon Jg. 1891 deportiert 1942 Theresienstadt ermordet in Auschwitz |        | Eintrag auf stolpersteine-hamburg.de |
| Grindelallee 46 ·                | John Rothenburg                         | Hier wohnte John Rothenburg Jg. 1876 deportiert 1941 ermordet in Minsk |        | Eintrag auf stolpersteine-hamburg.de |
| Grindelallee 50 ·                | Ella Schiff                             | Hier wohnte Ella Schiff Jg. 1877 gedemütigt/entrechtet Flucht in den Tod 10. Okt. 1942 |        | Eintrag auf stolpersteine-hamburg.de |
| Grindelallee 54 ·                | Gerda Cohen                             | Hier wohnte Gerda Cohen Jg. 1930 deportiert 1942 ermordet in Auschwitz |        | Eintrag auf stolpersteine-hamburg.de |
| Grindelallee 54 ·                | Ilse Cohen                              | Hier wohnte Ilse Cohen Jg. 1926 deportiert 1942 ermordet in Auschwitz |        | Eintrag auf stolpersteine-hamburg.de |
| Grindelallee 54 ·                | Minna Cohen geb. Oppenheim              | Hier wohnte Minna Cohen geb. Oppenheim Jg. 1891 deportiert 1942 ermordet in Auschwitz |        | Eintrag auf stolpersteine-hamburg.de |
| Grindelallee 54 ·                | Simon Cohen                             | Hier wohnte Simon Cohen Jg. 1889 deportiert 1942 ermordet in Auschwitz |        | Eintrag auf stolpersteine-hamburg.de |
| Grindelallee 62 ·                | Johanna Keibel                          | Hier wohnte Johanna Keibel Jg. 1891 deportiert 1941 Minsk ermordet |        | Eintrag auf stolpersteine-hamburg.de |
| Grindelallee 62 ·                | Rosa Keibel geb. Heine                  | Hier wohnte Rosa Keibel geb. Heine Jg. 1865 deportiert 1941 Minsk ermordet |        | Eintrag auf stolpersteine-hamburg.de |
| Grindelallee 62 ·                | David Zinkower                          | Hier wohnte David Zinkower Jg. 1876 deportiert 1941 Łodz/Litzmannstadt ermordet 29.9.1942                                                                                                 |        | Eintrag auf stolpersteine-hamburg.de |
| Grindelallee 62 ·                | Herbert Zinkower                        | Hier wohnte Herbert Zinkower Jg. 1902 verhaftet 1941 KZ Fuhlsbüttel deportiert 1942 Auschwitz ermordet 12.1.1943                                                                          |        | Eintrag auf stolpersteine-hamburg.de |
| Grindelallee 62 ·                | Rosa Zinkower geb. Israel               | Hier wohnte Rosa Zinkower geb. Israel Jg. 1874 deportiert 1941 Łodz/Litzmannstadt ermordet 29.9.1942                                                                                      |        | Eintrag auf stolpersteine-hamburg.de |
| Grindelallee 73 ·                | Lonny Beese geb. Lisser                 | Hier wohnte Lonny Beese geb. Lisser Jg. 1905 Freitod 10.9.1944 |        | Eintrag auf stolpersteine-hamburg.de |
| Grindelallee 73 ·                | Berta Hirnheimer geb. Norden            | Hier wohnte Berta Hirnheimer geb. Norden Jg. 1914 deportiert 1942 Theresienstadt 1944 Auschwitz ermordet                                                                                  |        | Eintrag auf stolpersteine-hamburg.de |
| Grindelallee 73 ·                | Alma Lisser geb. Königsfeld             | Hier wohnte Alma Lisser geb. Königsfeld Jg. 1879 deportiert 1942 Auschwitz ??? |        | Eintrag auf stolpersteine-hamburg.de |
| Grindelallee 73 ·                | Alexander Norden                        | Hier wohnte Alexander Norden Jg. 1875 1938 KZ Fuhlsbüttel Flucht 1938 Holland deportiert 1943 Sobibor ermordet                                                                            |        | Eintrag auf stolpersteine-hamburg.de |
| Grindelallee 73 ·                | Carl Norden                             | Hier wohnte Carl Norden Jg. 1921 Flucht 1938 Holland deportiert 1942 Auschwitz ermordet                                                                                                   |        | Eintrag auf stolpersteine-hamburg.de |
| Grindelallee 73 ·                | Caroline Norden geb. Mindus             | Hier wohnte Caroline Norden geb. Mindus Jg. 1885 Flucht 1938 Holland deportiert 1943 Sobibor ermordet                                                                                     |        | Eintrag auf stolpersteine-hamburg.de |
| Grindelallee 73 ·                | Max Moses Norden                        | Hier wohnte Max Moses Norden Jg. 1907 Flucht 1937 Holland deportiert 1942 Auschwitz ermordet                                                                                              |        | Eintrag auf stolpersteine-hamburg.de |
| Grindelallee 73 ·                | Siegfried Norden                        | Hier wohnte Siegfried Norden Jg. 1924 Flucht 1938 Holland deportiert 1942 Auschwitz ermordet                                                                                              |        | Eintrag auf stolpersteine-hamburg.de |
| Grindelallee 79 ·                | Else Behr geb. Cohen                    | Hier wohnte Else Behr geb. Cohen Jg. 1880 deportiert 1941 ermordet in Minsk |        | Eintrag auf stolpersteine-hamburg.de |
| Grindelallee 79 ·                | Max Behr                                | Hier wohnte Max Behr Jg. 1879 deportiert 1941 ermordet in Minsk |        | Eintrag auf stolpersteine-hamburg.de |
| Grindelallee 81 ·                | Martin Cobliner                         | Hier wohnte Martin Cobliner Jg. 1892 Opfer des Pogroms 10.11.1938 |        | Eintrag auf stolpersteine-hamburg.de |
| Grindelallee 81 ·                | Alma Israel                             | Hier wohnte Alma Israel Jg. 1913 deportiert 1941 Łodz/Litzmannstadt 1941 Zwangsarbeitslager Posen-Antonin ermordet 18.3.1943                                                              |        | Eintrag auf stolpersteine-hamburg.de |
| Grindelallee 81 ·                | Chaim David Kellmann                    | Hier wohnte Chaim David Kellmann Jg. 1895 'Polenaktion' 1938 Bentschen/Zbaszyn 1940 Piaski ermordet                                                                                       |        | Eintrag auf stolpersteine-hamburg.de |
| Grindelallee 81 ·                | Evi Kellmann                            | Hier wohnte Evi Kellmann Jg. 1937 'Polenaktion' 1938 Bentschen/Zbaszyn 1940 Piaski 1942 Treblinka ermordet                                                                                |        | Eintrag auf stolpersteine-hamburg.de |
| Grindelallee 81 ·                | Rosa Emma Kellmann geb. Hoffmann        | Hier wohnte Rosa Emma Kellmann geb. Hoffmann Jg. 1914 'Polenaktion' 1938 Bentschen/Zbaszyn 1940 Piaski 1942 Treblinka ermordet                                                            |        | Eintrag auf stolpersteine-hamburg.de |
| Grindelallee 88 ·                | Henny Hirschfeldt geb. Burchard         | Hier wohnte Henny Hirschfeldt geb. Burchard Jg. 1880 deportiert 1941 Minsk ermordet |        | Eintrag auf stolpersteine-hamburg.de |
| Grindelallee 91 ·                | Berta Schreiber                         | Hier wohnte Berta Schreiber Jg. 1919 'Polenaktion' 1938 Bentschen/Zbaszyn ermordet im besetzten Polen                                                                                     |        | Eintrag auf stolpersteine-hamburg.de |
| Grindelallee 91 ·                | Charlotte Schreiber                     | Hier wohnte Charlotte Schreiber Jg. 1920 'Polenaktion' 1938 Bentschen/Zbaszyn ermordet im besetzten Polen                                                                                 |        | Eintrag auf stolpersteine-hamburg.de |
| Grindelallee 91 ·                | Dresel Zipora Schreiber geb. Silber     | Hier wohnte Dresel Zipora Schreiber geb. Silber Jg. 1886 'Polenaktion' 1938 Bentschen/Zbaszyn ermordet im besetzten Polen                                                                 |        | Eintrag auf stolpersteine-hamburg.de |
| Grindelallee 91 ·                | Isaak Schreiber                         | Hier wohnte Isaak Marcus Schreiber Jg. 1887 'Polenaktion' 1938 Bentschen/Zbaszyn ermordet im besetzten Polen                                                                              |        | Eintrag auf stolpersteine-hamburg.de |
| Grindelallee 93 ·                | Ida Frankenthal geb. Lindenfeld         | Hier wohnte Ida Frankenthal geb. Lindenfeld Jg. 1867 deportiert 1942 Theresienstadt ermordet 26.9.1942                                                                                    |        | Eintrag auf stolpersteine-hamburg.de |
| Grindelallee 93 ·                | Leo Frankenthal                         | Hier wohnte Leo Frankenthal Jg. 1861 deportiert 1942 Theresienstadt ermordet 4.8.1942 |        | Eintrag auf stolpersteine-hamburg.de |
| Grindelallee 100 ·               | Bertha Hirsch                           | Hier wohnte Bertha Hirsch Jg. 1902 deportiert 1943 Theresienstadt 1944 Auschwitz ermordet                                                                                                 |        | Eintrag auf stolpersteine-hamburg.de Ein weiterer Stolperstein befindet sich am Grindelhof 30.                                                                            |
| Grindelallee 100 ·               | Ernestine Hirsch geb. Weiss             | Hier wohnte Ernestine Hirsch geb. Weiss Jg. 1869 deportiert 1943 Theresienstadt ermordet 7.10.1943                                                                                        |        | Eintrag auf stolpersteine-hamburg.de |
| Grindelallee 114 ·               | Rosalie Leopold geb. Samson             | Hier wohnte Rosalie Leopold geb. Samson Jg. 1870 deportiert 19412 Theresienstadt ermordet 9.3.1944                                                                                        |        | Eintrag auf stolpersteine-hamburg.de |
| Grindelallee 115 ·               | Olga Broches geb. Elias                 | Hier wohnte Olga Broches geb. Elias Jg. 1891 ausgewiesen 1938 Zbaszyn/Polen ??? |        | Eintrag auf stolpersteine-hamburg.de |
| Grindelallee 115 ·               | Raphael Broches                         | Hier wohnte Raphael Broches Jg. 1906 ausgewiesen 1938 Zbaszyn/Polen deportiert 1940 ermordet im Ghetto Warschau                                                                           |        | Eintrag auf stolpersteine-hamburg.de Ein weiterer Stolperstein befindet sich an der Edmund-Siemers-Allee 1.                                                               |
| Grindelallee 115 ·               | Salomon Broches                         | Hier wohnte Salomon Broches Jg. 1876 ausgewiesen 1938 Zbaszyn/Polen deportiert 1940 ermordet im Ghetto Warschau                                                                           |        | Eintrag auf stolpersteine-hamburg.de |
| Grindelallee 116 ·               | Iwan Moses                              | Hier wohnte Iwan Moses Jg. 1888 deportiert 1941 Minsk ??? |        | Eintrag auf stolpersteine-hamburg.de |
| Grindelallee 116 ·               | Ruth Moses                              | Hier wohnte Ruth Moses Jg. 1925 deportiert 1941 Minsk ??? |        | Eintrag auf stolpersteine-hamburg.de |
| Grindelallee 116 ·               | Rifka Moses geb. Grünberg               | Hier wohnte Rifka Moses geb. Grünberg Jg. 1896 deportiert 1941 Minsk ??? |        | Eintrag auf stolpersteine-hamburg.de |
| Grindelallee 116 ·               | Edgar Rosenbaum                         | Hier wohnte Edgar Rosenbaum Jg. 1914 Flucht 1938 Belgien interniert Drancy deportiert 1942 ermordet in Auschwitz                                                                          |        | Eintrag auf stolpersteine-hamburg.de Ein weiterer Stolperstein befindet sich in der Grindelallee 138.                                                                     |
| Grindelallee 116 ·               | Siegmund Rosenbaum                      | Hier wohnte Siegmund Rosenbaum Jg. 1885 Flucht 1938 Belgien interniert Drancy deportiert 1942 ermordet in Auschwitz                                                                       |        | Eintrag auf stolpersteine-hamburg.de |
| Grindelallee 116 ·               | Eva Hava Walden geb. von der Wall       | Hier wohnte Eva Hava Walden geb. von der Wall Jg. 1890 deportiert 1941 Łodz ??? |        | Eintrag auf stolpersteine-hamburg.de |
| Grindelallee 116 ·               | Schlome Salmen Walden                   | Hier wohnte Schlome Salmen Walden Jg. 1886 deportiert 1941 Łodz ermordet 23.9.1942 |        | Eintrag auf stolpersteine-hamburg.de |
| Grindelallee 116 ·               | Else von der Wall                       | Hier wohnte Else von der Wall Jg. 1892 deportiert 1941 Łodz ??? |        | Eintrag auf stolpersteine-hamburg.de |
| Grindelallee 122 ·               | Herta Bandmann geb. Heilbut             | Hier wohnte Herta Bandmann geb. Heilbut Jg. 1891 deportiert 1941 Minsk ermordet |        | Eintrag auf stolpersteine-hamburg.de |
| Grindelallee 122 ·               | Siegfried Bandmann                      | Hier wohnte Siegfried Bandmann Jg. 1884 deportiert 1941 Minsk ermordet |        | Eintrag auf stolpersteine-hamburg.de |
| Grindelallee 126 ·               | Selma Cohn                              | Hier wohnte Selma Cohn Jg. 1873 gedemütigt/entrechtet Flucht in den Tod 13. Aug. 1939 |        | Eintrag auf stolpersteine-hamburg.de |
| Grindelallee 126 ·               | Aurelia Lasdun geb. Kaplan              | Hier wohnte Aurelia Lasdun geb. Kaplan Jg. 1889 Flucht 1938 Holland deportiert 1942 Auschwitz ermordet                                                                                    |        | Eintrag auf stolpersteine-hamburg.de |
| Grindelallee 126 ·               | Charles Lasdun                          | Hier wohnte Charles Lasdun Jg. 1920 Flucht 1938 Holland deportiert 1942 Auschwitz ermordet                                                                                                |        | Eintrag auf stolpersteine-hamburg.de |
| Grindelallee 126 ·               | Fanny Lasdun                            | Hier wohnte Fanny Lasdun Jg. 1924 Flucht 1938 Holland deportiert 1942 Auschwitz ermordet                                                                                                  |        | Eintrag auf stolpersteine-hamburg.de |
| Grindelallee 126 ·               | Josef Lasdun                            | Hier wohnte Josef Lasdun Jg. 1878 Flucht 1935 Holland deportiert 1942 Auschwitz ermordet                                                                                                  |        | Eintrag auf stolpersteine-hamburg.de |
| Grindelallee 126 ·               | Sophie Gertrud Lasdun                   | Hier wohnte Sophie Gertrud Lasdun Jg. 1914 Flucht 1938 Holland deportiert 1942 Auschwitz ermordet                                                                                         |        | Eintrag auf stolpersteine-hamburg.de |
| Grindelallee 126 ·               | Sulamith Lasdun                         | Hier wohnte Sulamith Lasdun Jg. 1918 Flucht 1938 Holland deportiert 1942 Auschwitz ermordet                                                                                               |        | Eintrag auf stolpersteine-hamburg.de |
| Grindelallee 126 ·               | Valesca Lewin geb. Simon                | Hier wohnte Valesca Lewin geb. Simon Jg. 1879 deportiert 1941 ermordet in Riga |        | Eintrag auf stolpersteine-hamburg.de |
| Grindelallee 129 ·               | Alice Moses                             | Hier wohnte Alice Moses Jg. 1926 Flucht 1937 Holland interniert Westerbork deportiert 1942 Auschwitz ermordet 7.9.1942                                                                    |        | Eintrag auf stolpersteine-hamburg.de |
| Grindelallee 129 ·               | Edith Moses                             | Hier wohnte Edith Moses Jg. 1932 Flucht 1937 Holland interniert Westerbork deportiert 1942 Auschwitz ermordet 7.9.1942                                                                    |        | Eintrag auf stolpersteine-hamburg.de |
| Grindelallee 129 ·               | Mathilde Moses geb. Cohen               | Hier wohnte Matilde Moses geb. Cohen Jg. 1903 Flucht 1937 Holland interniert Westerbork deportiert 1942 Auschwitz ermordet 7.9.1942                                                       |        | Eintrag auf stolpersteine-hamburg.de |
| Grindelallee 129 ·               | Salo Moses                              | Hier wohnte Salo Moses Jg. 1901 Flucht 1937 Holland interniert Westerbork deportiert 1942 Auschwitz ermordet 31.3.1944                                                                    |        | Eintrag auf stolpersteine-hamburg.de |
| Grindelallee 132 ·               | Ilse Cohen geb. Neuhaus                 | Hier wohnte Ilse Cohen geb. Neuhaus Jg. 1908 deportiert 1941 Minsk ??? |        | Eintrag auf stolpersteine-hamburg.de |
| Grindelallee 132 ·               | Wolff Cohen                             | Hier wohnte Wolff Cohen Jg. 1903 deportiert 1941 Minsk ??? |        | Eintrag auf stolpersteine-hamburg.de |
| Grindelallee 132 ·               | Bruno Cohn                              | Hier wohnte Bruno Cohn Jg. 1890 deportiert 1941 Minsk ??? |        | Eintrag auf stolpersteine-hamburg.de |
| Grindelallee 132 ·               | Clara Cohn geb. Laser                   | Hier wohnte Clara Cohn geb. Laser Jg. 1888 deportiert 1941 Minsk ermordet |        | Eintrag auf stolpersteine-hamburg.de Ein weiterer Stolperstein befindet sich in Hamburg-Wilhelmsburg.                                                                     |
| Grindelallee 132 ·               | Paul Grünewald                          | Hier wohnte Paul Grünewald Jg. 1890 deportiert 1941 Minsk ermordet Dez. 1941 |        | Eintrag auf stolpersteine-hamburg.de |
| Grindelallee 132 ·               | Friederike 'Frieda'Neuhaus geb. Berlin  | Hier wohnte Friederike 'Frieda' Neuhaus geb. Berlin Jg. 1881 deportiert 1941 Minsk ermordet                                                                                               |        | Eintrag auf stolpersteine-hamburg.de |
| Grindelallee 132 ·               | Martin Neuhaus                          | Hier wohnte Martin Neuhaus Jg. 1876 deportiert 1941 Minsk ermordet |        | Eintrag auf stolpersteine-hamburg.de |
| Grindelallee 132 ·               | Anna Chana Strauß geb. Lundner          | Hier wohnte Anna Chana Strauß geb. Lundner Jg. 1910 Flucht 1938 Holland interniert Westerbork deportiert 1944 Auschwitz ermordet 11.2.1944                                                |        | Eintrag auf stolpersteine-hamburg.de |
| Grindelallee 132 ·               | Jacob Strauß                            | Hier wohnte Jacob Strauß Jg. 1910 Flucht 1938 Holland interniert Westerbork deportiert 1944 Auschwitz ermordet 30.6.1944                                                                  |        | Eintrag auf stolpersteine-hamburg.de |
| Grindelallee 132 ·               | Josua Strauß                            | Josua Strauß geb. 27.7.1942 Amsterdam interniert Westerbork deportiert 1944 Auschwitz ermordet 11.2.1944                                                                                  |        | Eintrag auf stolpersteine-hamburg.de |
| Grindelallee 132 ·               | Moses Strauß                            | Hier wohnte Moses Strauß Jg. 1938 Flucht 1938 Holland interniert Westerbork deportiert 1944 Auschwitz ermordet 11.2.1944                                                                  |        | Eintrag auf stolpersteine-hamburg.de |
| Grindelallee 132 ·               | Schulamith Strauß                       | Hier wohnte Schulamith Strauß Jg. 1936 Flucht 1938 Holland interniert Westerbork deportiert 1944 Auschwitz ermordet 11.2.1944                                                             |        | Eintrag auf stolpersteine-hamburg.de |
| Grindelallee 134 ·               | Betty Bandmann geb. Joachimson          | Hier wohnte Betty Bandmann geb. Joachimson Jg. 1876 deportiert 1941 Riga ??? |        | Eintrag auf stolpersteine-hamburg.de |
| Grindelallee 134 ·               | Gerda Baruch                            | Hier wohnte Gerda Baruch Jg. 1896 deportiert 1941 Minsk ??? |        | Eintrag auf stolpersteine-hamburg.de |
| Grindelallee 134 ·               | Malchen Berlin                          | Hier wohnte Malchen Berlin Jg. 1918 deportiert 1941 Riga – 1944 Stutthof ??? |        | Eintrag auf stolpersteine-hamburg.de |
| Grindelallee 134 ·               | Bella Hirsch geb. Mendel                | Hier wohnte Bella Hirsch geb. Mendel Jg. 1896 deportiert 1941 Minsk ??? |        | Eintrag auf stolpersteine-hamburg.de Ein weiterer Stolperstein befindet sich an der Rappstraße 15.                                                                        |
| Grindelallee 134 ·               | Leopold Hirsch                          | Hier wohnte Leopold Hirsch Jg. 1896 deportiert 1941 Minsk ??? |        | Eintrag auf stolpersteine-hamburg.de Weitere Stolpersteine befinden sich am Grindelhof 30 und der Rappstraße 15.                                                          |
| Grindelallee 134 ·               | Alfred London                           | Hier wohnte Alfred London Jg. 1891 deportiert 1941 Minsk ??? |        | Eintrag auf stolpersteine-hamburg.de |
| Grindelallee 134 ·               | Sophie London geb. Cohn                 | Hier wohnte Sophie London geb. Cohn Jg. 1894 deportiert 1941 Minsk ??? |        | Eintrag auf stolpersteine-hamburg.de |
| Grindelallee 134 ·               | Minna Meyer geb. Berlin                 | Hier wohnte Minna Meyer geb. Berlin Jg. 1883 deportiert 1941 Riga – 1944 Stutthof ??? |        | Eintrag auf stolpersteine-hamburg.de |
| Grindelallee 134 ·               | Rachel Pincus                           | Hier wohnte Rachel Pincus Jg. 1879 deportiert 1941 Riga ermordet |        | Eintrag auf stolpersteine-hamburg.de |
| Grindelallee 134 ·               | Röschen Wertheim geb. Stein             | Hier wohnte Röschen Wertheim geb. Stein Jg. 1877 deportiert 1941 Riga ??? |        | Eintrag auf stolpersteine-hamburg.de |
| Grindelallee 136 ·               | Gella Julie Hamel                       | Hier wohnte Gella Julie Hamel Jg. 1859 deportiert 1942 Theresienstadt ermordet 24.8.1942                                                                                                  |        | Eintrag auf stolpersteine-hamburg.de |
| Grindelallee 138 ·               | Hugo Frank                              | Hier wohnte Hugo Frank Jg. 1878 deportiert 1941 Łodz weiterdeportiert ??? |        | Eintrag auf stolpersteine-hamburg.de |
| Grindelallee 138 ·               | Bertha Hauptmann geb. Neumark           | Hier wohnte Bertha Hauptmann geb. Neumark Jg. 1883 1937 Gefängnis deportiert 1941 Minsk ???                                                                                               |        | Eintrag auf stolpersteine-hamburg.de |
| Grindelallee 138 ·               | Ernst Hauptmann                         | Hier wohnte Ernst Hauptmann Jg. 1883 deportiert 1941 Minsk ??? |        | Eintrag auf stolpersteine-hamburg.de |
| Grindelallee 138 ·               | Selma Pincus                            | Hier wohnte Selma Pincus Jg. 1892 1938 KZ Sachsenhausen deportiert 1941 Łodz weiterdeportiert ???                                                                                         |        | Eintrag auf stolpersteine-hamburg.de |
| Grindelallee 138 ·               | Edgar Rosenbaum                         | Hier wohnte Edgar Rosenbaum Jg. 1914 Flucht 1938 Belgien Frankreich interniert Drancy deportiert 1942 Richtung Auschwitz tot auf Transport                                                |        | Eintrag auf stolpersteine-hamburg.de Ein weiterer Stolperstein befindet sich in der Grindelallee 116.                                                                     |
| Grindelallee 138 ·               | Rieckchen Weil geb. Pincus              | Hier wohnte Rieckchen Weil geb. Pincus Jg. 1885 deportiert 1941 Łodz ??? |        | Eintrag auf stolpersteine-hamburg.de |
| Grindelallee 139 ·               | Carl F. Riemann                         | Hier wohnte Carl F. Riemann Jg. 1893 eingewiesen 1934 Heilanstalt Langenhorn Heilanstalt Lüneburg 1936 'verlegt' 7.3.1941 Pirna Sonnenstein ermordet 7.3.1941 Aktion T4                   |        | Eintrag auf stolpersteine-hamburg.de |
| Grindelallee 146 ·               | Erika Adler                             | Hier wohnte Erika Adler Jg. 1909 deportiert 1941 Minsk ermordet |        | Eintrag auf stolpersteine-hamburg.de |
| Grindelallee 146 ·               | Hermann Adler                           | Hier wohnte Hermann Adler Jg. 1937 deportiert 1941 Minsk ermordet |        | Eintrag auf stolpersteine-hamburg.de |
| Grindelallee 146 ·               | Ida Adler geb. Einhorn                  | Hier wohnte Ida Adler geb. Einhorn Jg. 1885 deportiert 1941 Minsk ermordet |        | Eintrag auf stolpersteine-hamburg.de |
| Grindelallee 146 ·               | Lotti Adler                             | Hier wohnte Lotti Adler Jg. 1918 deportiert 1941 Minsk ermordet |        | Eintrag auf stolpersteine-hamburg.de |
| Grindelallee 146 ·               | Markus Adler                            | Hier wohnte Markus Adler Jg. 1881 deportiert 1941 Minsk ermordet |        | Eintrag auf stolpersteine-hamburg.de |
| Grindelallee 146 ·               | Georg Schumacher                        | Hier wohnte Georg Schumacher Jg. 1882 deportiert 1941 Riga ??? |        | Eintrag auf stolpersteine-hamburg.de |
| Grindelallee 148 ·               | Fanni Frimeta Deutschländer             | Hier wohnte Fanni Frimeta Deutschländer Jg. 1880 deportiert 1941 Riga ermordet |        | Eintrag auf stolpersteine-hamburg.de |
| Grindelallee 150 ·               | Elise Pollack geb. Koeben               | Hier wohnte Elise Pollack geb. Koeben Jg. 1864 deportiert 1942 Theresienstadt ermordet 2.11.1942                                                                                          |        | Eintrag auf stolpersteine-hamburg.de |
| Grindelallee 150 ·               | Henni Simonsohn                         | Hier wohnte Henni Simonsohn Jg. 1905 deportiert 1941 Ghetto Minsk ermordet |        | Eintrag auf stolpersteine-hamburg.de |
| Grindelallee 150 ·               | Jenny Simonsohn geb. Rosenbaum          | Hier wohnte Jenny Simonsohn geb. Rosenbaum Jg. 1874 deportiert 1942 Theresienstadt 1943 Auschwitz ermordet                                                                                |        | Eintrag auf stolpersteine-hamburg.de |
| Grindelallee 150 ·               | Louis Simonsohn                         | Hier wohnte Louis Simonsohn Jg. 1878 deportiert 1941 Ghetto Minsk ermordet |        | Eintrag auf stolpersteine-hamburg.de |
| Grindelallee 152 ·               | Else Rauch geb. Meyer                   | Hier wohnte Else Rauch geb. Meyer Jg. 1888 deportiert 1941 Łodz 1942 Chelmno ermordet |        | Eintrag auf stolpersteine-hamburg.de Ein weiterer Stolperstein befindet sich in Hamburg-Eimsbüttel.                                                                       |
| Grindelallee 153 ·               | Gittel Adolf geb. Offner                | Hier wohnte Gittel Adolf geb. Offner Jg. 1892 deportiert 1941 Łodz ??? |        | Eintrag auf stolpersteine-hamburg.de |
| Grindelallee 153 ·               | Barthold Goldschmidt                    | Hier wohnte Barthold Goldschmidt Jg. 1893 verhaftet 1937 Gefängnis Fuhlsbüttel 1939 Sachsenhausen ermordet 29.3.1940                                                                      |        | Eintrag auf stolpersteine-hamburg.de |
| Grindelallee 153 ·               | Alfred Hammer                           | Hier wohnte Alfred Hammer Jg. 1936 deportiert 1941 Łodz ??? |        | Eintrag auf stolpersteine-hamburg.de |
| Grindelallee 153 ·               | Joseph Hammer                           | Hier wohnte Joseph Hammer Jg. 1907 ‚Polenaktion‘ 1938 Bentschen/Zbaszyn 1939 Haft Fuhlsbüttel 1940 Sachsenhausen deportiert 1941 Łodz/Litzmannstadt ermordet 4.2.1942 Gross-Rosen         |        | Eintrag auf stolpersteine-hamburg.de |
| Grindelallee 153 ·               | Reisel Hammer geb. Apter                | Hier wohnte Reisel Hammer geb. Apter Jg. 1912 deportiert 1941 Łodz ??? |        | Eintrag auf stolpersteine-hamburg.de |
| Grindelallee 153 ·               | Martha Münden geb. Gräfenberg           | Hier wohnte Martha Münden geb. Gräfenberg Jg. 1876 deportiert 1941 Riga ??? |        | Eintrag auf stolpersteine-hamburg.de |
| Grindelallee 153 ·               | Max Münden                              | Hier wohnte Dr. Max Münden Jg. 1865 tot 24.9.1936 im Gefängnis Hamburg |        | Eintrag auf stolpersteine-hamburg.de |
| Grindelallee 156 ·               | Bertha Wolff geb. Rosenberg             | Hier wohnte Bertha Wolff geb. Rosenberg Jg. 1885 deportiert 1941 Ghetto Minsk ermordet |        | Eintrag auf stolpersteine-hamburg.de |
| Grindelallee 156 ·               | Siegfried Wolff                         | Hier wohnte Siegfried Wolff Jg. 1882 ‚Schutzhaft’ 1938 KZ Sachsenhausen deportiert 1941 Ghetto Minsk ermordet                                                                             |        | Eintrag auf stolpersteine-hamburg.de |
| Grindelallee 157 ·               | Chaja Goldberg geb. Altenhaus           | Hier wohnte Chaja Goldberg geb. Altenhaus Jg. 1908 deportiert 1941 Łodz/Litzmannstadt ermordet                                                                                            |        | Eintrag auf stolpersteine-hamburg.de |
| Grindelallee 157 ·               | Isaac Goldberg                          | Hier wohnte Isaac Goldberg Jg. 1940 deportiert 1941 Łodz/Litzmannstadt ermordet 8.9.1942                                                                                                  |        | Eintrag auf stolpersteine-hamburg.de |
| Grindelallee 157 ·               | Kurt Goldberg                           | Hier wohnte Kurt Goldberg Jg. 1907 deportiert 1941 Łodz/Litzmannstadt ermordet 7.7.1942                                                                                                   |        | Eintrag auf stolpersteine-hamburg.de |
| Grindelallee 157 ·               | Lea Goldberg                            | Hier wohnte Lea Goldberg Jg. 1932 deportiert 1941 Łodz/Litzmannstadt ermordet 8.9.1942 |        | Eintrag auf stolpersteine-hamburg.de |
| Grindelallee 157 ·               | Ludwig Goldberg                         | Hier wohnte Ludwig Goldberg Jg. 1934 deportiert 1941 Łodz/Litzmannstadt ermordet 18.9.1942                                                                                                |        | Eintrag auf stolpersteine-hamburg.de |
| Grindelallee 162 ·               | Ilse Goldschmidt                        | Hier wohnte Ilse Goldschmidt Jg. 1902 eingewiesen 1933 Heilanstalt Langenhorn ‚verlegt‘ 23.9.1940 Brandenburg ermordet 23.9.1940 ‚Aktion T4‘                                              |        | Eintrag auf stolpersteine-hamburg.de |
| Grindelallee 166 ·               | Clara Bleiweiss                         | Hier wohnte Clara Bleiweiss Jg. 1875 deportiert 1941 Riga ermordet |        | Eintrag auf stolpersteine-hamburg.de |
| Grindelallee 166 ·               | Sidonie Bleiweiss                       | Hier wohnte Sidonie Bleiweiss Jg. 1901 deportiert 1941 Riga ermordet |        | Eintrag auf stolpersteine-hamburg.de |
| Grindelallee 168 ·               | Cäcilie Kargauer                        | Hier wohnte Cäcilie Kargauer geb. Vogel Jg. 1887 deportiert 1941 Łodz/Litzmannstadt 1942 Chelmno/Kulmhof ermordet                                                                         |        | Eintrag auf stolpersteine-hamburg.de |
| Grindelallee 168 ·               | Gerd Kargauer                           | Hier wohnte Gerd Kargauer Jg. 1920 deportiert 1941 Łodz/Litzmannstadt 1942 Chelmno/Kulmhof ermordet                                                                                       |        | Eintrag auf stolpersteine-hamburg.de |
| Grindelallee 168 ·               | Norbert Kargauer                        | Hier wohnte Norbert Kargauer Jg. 1926 deportiert 1941 Łodz/Litzmannstadt 1942 Chelmno/Kulmhof ermordet                                                                                    |        | Eintrag auf stolpersteine-hamburg.de |
| Grindelallee 168 ·               | Ruth Julie Kargauer                     | Hier wohnte Ruth Julie Kargauer Jg. 1919 deportiert 1941 Łodz/Litzmannstadt 1942 Chelmno/Kulmhof ermordet                                                                                 |        | Eintrag auf stolpersteine-hamburg.de |
| Grindelallee 168 ·               | Thessa Kargauer                         | Hier wohnte Thessa Kargauer Jg. 1929 deportiert 1941 Łodz/Litzmannstadt 1942 Chelmno/Kulmhof ermordet                                                                                     |        | Eintrag auf stolpersteine-hamburg.de |
| Grindelallee 168 ·               | Selma Beyer                             | Hier wohnte Selma Beyer geb. Gottschalk Jg. 1874 deportiert 1942 Theresienstadt ermordet 11.11.1942                                                                                       |        | Eintrag auf stolpersteine-hamburg.de |
| Grindelallee 176 ·               | Erwin Freschl                           | Hier wohnte Erwin Freschl Jg. 1916 abgeschoben 1938 Zbaszyn/Polen ??? |        | Eintrag auf stolpersteine-hamburg.de |
| Grindelallee 176 ·               | Herbert Freschl                         | Hier wohnte Herbert Freschl Jg. 1921 abgeschoben 1938 Zbaszyn/Polen ??? |        | Eintrag auf stolpersteine-hamburg.de |
| Grindelallee 176 ·               | Joel Heinrich Freschl                   | Hier wohnte Joel Heinrich Freschl Jg. 1884 abgeschoben 1938 Zbaszyn/Polen ??? |        | Eintrag auf stolpersteine-hamburg.de |
| Grindelallee 176 ·               | Kurt Freschl                            | Hier wohnte Kurt Freschl Jg. 1912 abgeschoben 1938 Zbaszyn/Polen ??? |        | Eintrag auf stolpersteine-hamburg.de |
| Grindelallee 176 ·               | Olga Freschl geb. Eller                 | Hier wohnte Olga Freschl geb. Eller Jg. 1884 abgeschoben 1938 Zbaszyn/Polen ??? |        | Eintrag auf stolpersteine-hamburg.de |
| Grindelallee 177 ·               | Martha Fleischhauer geb. Hofmann        | Hier wohnte Martha Fleischhauer geb. Hofmann Jg. 1877 deportiert 1941 Riga ermordet |        | Eintrag auf stolpersteine-hamburg.de Der Stolperstein liegt vor Nr. 188.                                                                                                  |
| Grindelallee 177 ·               | Georg Friedländer                       | Hier wohnte Georg Friedländer Jg. 1866 deportiert 1942 Theresienstadt ermordet 17.12.1942                                                                                                 |        | Eintrag auf stolpersteine-hamburg.de Der Stolperstein liegt vor Nr. 188.                                                                                                  |
| Grindelallee 177 ·               | Sophie Hofmann                          | Hier wohnte Sophie Hofmann Jg. 1883 deportiert 1941 Riga ermordet |        | Eintrag auf stolpersteine-hamburg.de Der Stolperstein liegt vor Nr. 188.                                                                                                  |
| Grindelallee 178 ·               | Hanna Stern geb. Löwenstein             | Hier wohnte Hanna Stern geb. Löwenstein Jg. 1877 deportiert 1941 Riga ermordet |        | Eintrag auf stolpersteine-hamburg.de |
| Grindelallee 178 ·               | Jettchen Stern                          | Hier wohnte Jettchen Stern Jg. 1916 deportiert 1941 Riga ermordet |        | Eintrag auf stolpersteine-hamburg.de |
| Grindelallee 180 ·               | Rosalie Cohen geb. Jacobsohn            | Hier wohnte Rosalie Cohen geb. Jacobsohn Jg. 1867 deportiert 1942 Theresienstadt ermordet 31.8.1942                                                                                       |        | Eintrag auf stolpersteine-hamburg.de |
| Grindelallee 184 ·               | Jettchen Heilbut                        | Hier wohnte Jettchen Heilbut Jg. 1885 deportiert Riga ermordet 6.12.1941 |        | Eintrag auf stolpersteine-hamburg.de |
| Grindelallee 184 ·               | Erna Streim geb. Ullmann                | Hier wohnte Erna Streim geb. Ullmann Jg. 1901 deportiert 1941 Riga ermordet |        | Eintrag auf stolpersteine-hamburg.de |
| Grindelallee 184 ·               | Ernst Ephraim Streim                    | Hier wohnte Ernst Ephraim Streim Jg. 1893 deportiert 1941 Riga ermordet |        | Eintrag auf stolpersteine-hamburg.de |
| Grindelallee 184 ·               | Mirjam Streim                           | Hier wohnte Mirjam Streim Jg. 1927 deportiert 1941 Riga ermordet |        | Eintrag auf stolpersteine-hamburg.de |
| Grindelallee 184 ·               | Walter Streim                           | Hier wohnte Walter Streim Jg. 1928 deportiert 1941 Riga ermordet |        | Eintrag auf stolpersteine-hamburg.de |
| Grindelallee 188 ·               | Nehemias Wehl                           | Hier wohnte Nehemias Wehl Jg. 1887 ‚Schutzhaft‘ 1938 Dachau deportiert 1942 Schicksal unbekannt                                                                                           |        | Eintrag auf stolpersteine-hamburg.de |
| Grindelhof 2 ·                   | Frieda Cohn                             | Hier wohnte Frieda Cohn Jg. 1862 deportiert 1942 Theresienstadt ermordet 1.8.1942 |        | Eintrag auf stolpersteine-hamburg.de |
| Grindelhof 2 ·                   | Bruno Seelig                            | Hier wohnte Bruno Seelig Jg. 1888 deportiert 1941 Minsk ermordet |        | Eintrag auf stolpersteine-hamburg.de |
| Grindelhof 2 ·                   | Gerd Seelig                             | Hier wohnte Gerd Seelig Jg. 1927 deportiert 1941 Minsk ermordet |        | Eintrag auf stolpersteine-hamburg.de |
| Grindelhof 2 ·                   | Horst Seelig                            | Hier wohnte Horst Seelig Jg. 1929 deportiert 1941 Minsk ermordet |        | Eintrag auf stolpersteine-hamburg.de |
| Grindelhof 2 ·                   | Lina Seelig geb. Hesse                  | Hier wohnte Lina Seelig geb. Hesse Jg. 1890 deportiert 1941 Minsk ermordet |        | Eintrag auf stolpersteine-hamburg.de |
| Grindelhof 2 ·                   | Manfred Seelig                          | Hier wohnte Manfred Seelig Jg. 1921 deportiert 1941 Minsk ermordet |        | Eintrag auf stolpersteine-hamburg.de |
| Grindelhof 8 ·                   | Betty Zloczower                         | Hier wohnte Betty Zloczower Jg. 1921 ‚Polenaktion‘ 1938 Bentschen/Zbaszyn 1939 Lemberg Schicksal unbekannt                                                                                |        | Eintrag auf stolpersteine-hamburg.de |
| Grindelhof 8 ·                   | Chaim Zloczower                         | Hier wohnte Chaim Zloczower Jg. 1878 ‚Polenaktion‘ 1938 Bentschen/Zbaszyn 1939 Lemberg Schicksal unbekannt                                                                                |        | Eintrag auf stolpersteine-hamburg.de |
| Grindelhof 8 ·                   | Lea Esther Zloczower geb. Fruchter      | Hier wohnte Lea Esther Zloczower geb. Fruchter Jg. 1885 ‚Polenaktion' 1938 Bentschen/Zbaszyn Lager Zbaszyn 1939 Lemberg Schicksal unbekannt                                               |        | Eintrag auf stolpersteine-hamburg.de |
| Grindelhof 9 ·                   | Hilda Gutmann geb. Wiener               | Hier wohnte Hilda Gutmann geb. Wiener Jg. 1892 deportiert 1941 Łodz ermordet |        | Eintrag auf stolpersteine-hamburg.de |
| Grindelhof 9 ·                   | Ilse Gutmann                            | Hier wohnte Ilse Gutmann Jg. 1937 deportiert 1941 Łodz ermordet |        | Eintrag auf stolpersteine-hamburg.de |
| Grindelhof 9 ·                   | Hanna Meyer                             | Hier wohnte Hanna Meyer Jg. 1920 deportiert 1941 Łodz ermordet |        | Eintrag auf stolpersteine-hamburg.de |
| Grindelhof 9 ·                   | Paula Meyer geb. Winsen                 | Hier wohnte Paula Meyer geb. Winsen Jg. 1890 deportiert 1941 Łodz ermordet |        | Eintrag auf stolpersteine-hamburg.de |
| Grindelhof 9 ·                   | John Löwenstein                         | Hier wohnte John Löwenstein Jg. 1886 deportiert 1941 Minsk ermordet |        | Eintrag auf stolpersteine-hamburg.de |
| Grindelhof 9 ·                   | Erich Rosenblum                         | Hier wohnte Erich Rosenblum Jg. 1913 ‚Schutzhaft‘ 1938 KZ Sachsenhausen Flucht 1939 Holland deportiert 1944 Auschwitz ermordet 11.2.1944                                                  |        | Eintrag auf stolpersteine-hamburg.de |
| Grindelhof 9 ·                   | Jenny Rosenblum geb. Jacob              | Hier wohnte Jenny Rosenblum geb. Jacob Jg. 1874 deportiert 1942 Theresienstadt 1942 Treblinka ermordet                                                                                    |        | Eintrag auf stolpersteine-hamburg.de |
| Grindelhof 9 ·                   | Max Rosenblum                           | Hier wohnte Max Rosenblum Jg. 1875 deportiert 1942 Theresienstadt 1942 Treblinka ermordet                                                                                                 |        | Eintrag auf stolpersteine-hamburg.de |
| Grindelhof 12 ·                  | Frieda Heinemann geb. Eckstein          | Hier wohnte Frieda Heinemann geb. Eckstein Jg. 1864 deportiert 1943 Theresienstadt ermordet 25.9.1943                                                                                     |        | Eintrag auf stolpersteine-hamburg.de |
| Grindelhof 12 ·                  | Walter Hirschfeldt                      | Hier wohnte Walter Hirschfeldt Jg. 1884 Flucht 1940 Frankreich interniert Drancy deportiert 1942 ermordet in Auschwitz                                                                    |        | Eintrag auf stolpersteine-hamburg.de |
| Grindelhof 14 ·                  | Louis Sommer                            | Hier wohnte Louis Sommer Jg. 1877 eingewiesen 1913 Heilanstalt Langenhorn ‚verlegt‘ 23.9.1940 Brandenburg ermordet 23.9.1940 ‚Aktion T4‘                                                  |        | Eintrag auf stolpersteine-hamburg.de |
| Grindelhof 17 ·                  | Arthur Flörsheim                        | Hier wohnte Dr. Arthur Flörsheim Jg. 1890 deportiert 1941 Minsk ermordet |        | Eintrag auf stolpersteine-hamburg.de |
| Grindelhof 17 ·                  | Frieda Flörsheim geb. Valk              | Hier wohnte Frieda Flörsheim geb. Valk Jg. 1902 deportiert 1941 Minsk ermordet |        | Eintrag auf stolpersteine-hamburg.de |
| Grindelhof 17 ·                  | Hanna Flörsheim                         | Hier wohnte Hanna Flörsheim Jg. 1931 deportiert 1941 Minsk ermordet |        | Eintrag auf stolpersteine-hamburg.de |
| Grindelhof 17 ·                  | Margot Flörsheim                        | Hier wohnte Margot Flörsheim Jg. 1927 deportiert 1941 Minsk ermordet |        | Eintrag auf stolpersteine-hamburg.de |
| Grindelhof 19 ·                  | Emma Pincoffs                           | Hier wohnte Emma Pincoffs Jg. 1878 deportiert 1942 ermordet in Auschwitz |        | Eintrag auf stolpersteine-hamburg.de |
| Grindelhof 19 ·                  | Helene Pincoffs geb. Kaplan             | Hier wohnte Helene Pincoffs geb. Kaplan Jg. 1870 deportiert 1942 ermordet in Auschwitz |        | Eintrag auf stolpersteine-hamburg.de |
| Grindelhof 19 ·                  | Julius Pincoffs                         | Hier wohnte Julius Pincoffs Jg. 1860 deportiert 1942 ermordet in Auschwitz |        | Eintrag auf stolpersteine-hamburg.de |
| Grindelhof 29 ·                  | Emil Nachum                             | Hier wohnte Emil Nachum Jg. 1893 deportiert 1941 Minsk ermordet |        | Eintrag auf stolpersteine-hamburg.de Ein weiterer Stolperstein befindet sich vor Hausnummer 30.                                                                           |
| Grindelhof 29 ·                  | Else Nachum geb. Wendriner              | Hier wohnte Else Nachum geb. Wendriner Jg. 1894 deportiert 1941 Minsk ermordet |        | Eintrag auf stolpersteine-hamburg.de |
| Grindelhof 29 ·                  | Günther Nachum                          | Hier wohnte Günther Nachum Jg. 1925 deportiert 1941 Minsk ermordet |        | Eintrag auf stolpersteine-hamburg.de |
| Grindelhof 29 ·                  | Ruth Nachum                             | Hier wohnte Ruth Nachum Jg. 1922 deportiert 1941 Minsk ermordet |        | Eintrag auf stolpersteine-hamburg.de |
| Grindelhof 30 ·                  | –                                       | 1938–1945 über 300 Schülerinnen und Schüler deportiert ermordet |        | Dieser Stolperstein ist ein Zusatzstein zu den folgenden an dieser Adresse verlegten Stolpersteinen.                                                                      |
| Grindelhof 30 ·                  | Walter Bacher                           | Lehrer 1935–1942 Dr. Walter Bacher Jg. 1893 deportiert 1942 Theresienstadt Auschwitz 1944 ermordet                                                                                        |        | Eintrag auf stolpersteine-hamburg.de Weitere Stolpersteine befinden sich in Hamburg-St. Georg und Hamburg-Winterhude.                                                     |
| Grindelhof 30 ·                  | Emil Emanuel Badrian                    | Lehrer 1891–1924 Emil Emanuel Badrian Jg. 1859 deportiert 1943 Theresienstadt ermordet 8.10.1943                                                                                          |        | Eintrag auf stolpersteine-hamburg.de Ein weiterer Stolperstein befindet sich an der Dillstraße 13.                                                                        |
| Grindelhof 30 ·                  | Asriel Brager                           | Asriel Brager Jg. 1940 deportiert 1941 Minsk ermordet |        | Eintrag auf stolpersteine-hamburg.de |
| Grindelhof 30 ·                  | Ilse Brager geb. Abrahams               | Hier wohnte Ilse Brager geb. Abrahams Jg. 1916 deportiert 1941 Minsk ermordet |        | Eintrag auf stolpersteine-hamburg.de |
| Grindelhof 30 ·                  | Sally Brager                            | Schulwart Sally Brager Jg. 1915 deportiert 1941 Minsk ermordet |        | Eintrag auf stolpersteine-hamburg.de |
| Grindelhof 30 ·                  | Joseph Carlebach                        | Direktor 1921–1925 Dr. Joseph Carlebach Jg. 1883 deportiert 1941 Riga ermordet 26.3.1942                                                                                                  |        | Eintrag auf stolpersteine-hamburg.de Ein weiterer Stolperstein befindet sich an der Hallerstraße 76.                                                                      |
| Grindelhof 30 ·                  | Hermann Freudenberger                   | Lehrer 1900–1910 Dr. Hermann Freudenberger Jg. 1875 entrechtet/gedemütigt Flucht in den Tod 23.6.1941 Frankfurt Main                                                                      |        | Eintrag auf stolpersteine-hamburg.de |
| Grindelhof 30 ·                  | Josua Falk Friedlaender                 | Lehrer 1898–1906 Josua Falk Friedlaender Jg. 1871 deportiert 1942 Theresienstadt ermordet 22.10.1942                                                                                      |        | Eintrag auf stolpersteine-hamburg.de Ein weiterer Stolperstein befindet sich in Berlin-Hansaviertel.                                                                      |
| Grindelhof 30 ·                  | Julius Hamburger                        | Lehrer 1938–1941 Julius Hamburger Jg. 1910 deportiert 1942 Auschwitz ermordet |        | Eintrag auf stolpersteine-hamburg.de Ein weiterer Stolperstein befindet sich am Martin-Luther-King-Platz 3.                                                               |
| Grindelhof 30 ·                  | Walter Nathan Herz                      | Hier lehrte Walter Nathan Herz Jg. 1904 Flucht 1938 Luxemburg 1940 Frankreich interniert Drancy deportiert 1942 ermordet in Auschwitz                                                     |        | Eintrag auf stolpersteine-hamburg.de Ein weiterer Stolperstein befindet sich in Hamburg-Eimsbüttel.                                                                       |
| Grindelhof 30 ·                  | Bertha Hirsch                           | Schulsekretärin Bertha Hirsch Jg. 1902 deportiert 1943 Theresienstadt Auschwitz 1944 ermordet                                                                                             |        | Eintrag auf stolpersteine-hamburg.de Ein weiterer Stolperstein befindet sich an der Grindelallee 100.                                                                     |
| Grindelhof 30 ·                  | Leopold Hirsch                          | Lehrer 1918–1941 Leopold Hirsch Jg. 1896 deportiert 1941 Minsk ermordet |        | Eintrag auf stolpersteine-hamburg.de Weitere Stolpersteine befinden sich an der Grindelallee 134 und der Rappstraße 15.                                                   |
| Grindelhof 30 ·                  | Alberto Jonas                           | Lehrer 1922–1924 Dr. Alberto Jonas Jg. 1889 deportiert 1942 Theresienstadt ermordet 29.8.1942                                                                                             |        | Eintrag auf stolpersteine-hamburg.de Ein weiterer Stolperstein befindet sich in Hamburg-Eppendorf.                                                                        |
| Grindelhof 30 ·                  | Benno Kesstecher                        | Lehrer 1938 Benno Kesstecher Jg. 1917 Flucht Belgien deportiert 1944 KZ Neuengamme ermordet                                                                                               |        | Eintrag auf stolpersteine-hamburg.de Ein weiterer Stolperstein befindet sich an der Bornstraße 6.                                                                         |
| Grindelhof 30 ·                  | Heinz Leidersdorf                       | Referendar 1933–1935 Heinz Leidersdorf Jg. 1906 Haft 1935–1943 deportiert 1943 Auschwitz ermordet 18.2.1943                                                                               |        | Eintrag auf stolpersteine-hamburg.de Ein weiterer Stolperstein befindet sich in Hamburg-Rahlstedt.                                                                        |
| Grindelhof 30 ·                  | Richard Levi                            | Lehrer 1936–1941 Richard Levi Jg. 1911 deportiert 1942 Auschwitz ermordet |        | Eintrag auf stolpersteine-hamburg.de Ein weiterer Stolperstein befindet sich an der Hartungstraße 9.                                                                      |
| Grindelhof 30 ·                  | Emil Nachum                             | Lehrer 1920–1941 Emil Nachum Jg. 1893 deportiert 1941 Minsk ermordet |        | Eintrag auf stolpersteine-hamburg.de Ein weiterer Stolperstein befindet sich vor Hausnummer 29.                                                                           |
| Grindelhof 30 ·                  | Mathias Stein                           | Lehrer 1897–1938 Mathias Stein Jg. 1874 deportiert 1942 Theresienstadt Minsk 1942 ermordet                                                                                                |        | Eintrag auf stolpersteine-hamburg.de Ein weiterer Stolperstein befindet sich an der Rutschbahn 37.                                                                        |
| Grindelhof 30 ·                  | Artur Toczek                            | Lehrer 1935–1942 Artur Toczek Jg. 1908 deportiert 1942 Theresienstadt Auschwitz 1944 ermordet                                                                                             |        | Eintrag auf stolpersteine-hamburg.de Ein weiterer Stolperstein befindet sich in Hamburg-Harvestehude.                                                                     |
| Grindelhof 35 ·                  | Engeline Behr geb. Rosenstamm           | Hier wohnte Engeline Behr geb. Rosenstamm Jg. 1866 deportiert 1942 ermordet in Auschwitz                                                                                                  |        | Eintrag auf stolpersteine-hamburg.de |
| Grindelhof 35 ·                  | Hermann Behr                            | Hier wohnte Hermann Behr Jg. 1906 deportiert 1941 ermordet in Minsk |        | Eintrag auf stolpersteine-hamburg.de |
| Grindelhof 35 ·                  | Röschen Behr                            | Hier wohnte Röschen Behr Jg. 1903 deportiert 1942 ermordet in Auschwitz |        | Eintrag auf stolpersteine-hamburg.de |
| Grindelhof 40 ·                  | Paula Heipertz geb. Levy                | Hier wohnte Paula Heipertz geb. Levy Jg. 1889 deportiert 1942 Auschwitz ermordet |        | Eintrag auf stolpersteine-hamburg.de |
| Grindelhof 43 ·                  | Henriette Ceslanski geb. Roseboom       | Hier wohnte Henriette Ceslanski geb. Roseboom Jg. 1909 deportiert 1941 Ghetto Minsk 1944 Treblinka ermordet                                                                               |        | Eintrag auf stolpersteine-hamburg.de |
| Grindelhof 43 ·                  | Rita Ceslanski                          | Hier wohnte Rita Ceslanski Jg. 1936 deportiert 1941 Ghetto Minsk ermordet |        | Eintrag auf stolpersteine-hamburg.de |
| Grindelhof 43 ·                  | Salomon Ceslanski                       | Hier wohnte Salomon Ceslanski Jg. 1905 deportiert 1941 Ghetto Minsk ermordet |        | Eintrag auf stolpersteine-hamburg.de |
| Grindelhof 43 ·                  | Artur Schickler                         | Hier wohnte Artur Schickler Jg. 1906 deportiert 1943 Auschwitz ermordet Jan. 1944 |        | Eintrag auf stolpersteine-hamburg.de |
| Grindelhof 43 ·                  | Irene Starke                            | Hier wohnte Irene Starke Jg. 1937 deportiert 1943 Auschwitz ermordet |        | Eintrag auf stolpersteine-hamburg.de |
| Grindelhof 43 ·                  | Ruth Starke geb. Speyer                 | Hier wohnte Ruth Starke geb. Speyer Jg. 1897 deportiert 1943 Auschwitz ermordet |        | Eintrag auf stolpersteine-hamburg.de |
| Grindelhof 43 ·                  | Sulamith Starke                         | Hier wohnte Sulamith Starke Jg. 1924 deportiert 1943 Auschwitz ermordet |        | Eintrag auf stolpersteine-hamburg.de |
| Grindelhof 43 ·                  | Vera Starke                             | Hier wohnte Vera Starke Jg. 1928 deportiert 1943 Auschwitz ermordet |        | Eintrag auf stolpersteine-hamburg.de |
| Grindelhof 45 ·                  | Röschen Rosenbaum geb. Falkenthal       | Hier wohnte Röschen Rosenbaum geb. Falkenthal Jg. 1873 Flucht 1939 Holland interniert Westerbork deportiert 1943 ermordet in Sobibor                                                      |        | Eintrag auf stolpersteine-hamburg.de Ein weiterer Stolperstein befindet sich in Hamburg-Winterhude.                                                                       |
| Grindelhof 55 ·                  | Flora Seligmann geb. Isaac              | Hier wohnte Flora Seligmann geb. Isaac Jg. 1874 deportiert 1941 Minsk ??? |        | Eintrag auf stolpersteine-hamburg.de |
| Grindelhof 55 ·                  | Hans Seligmann                          | Hier wohnte Hans Seligmann Jg. 1882 deportiert 1941 Minsk ??? |        | Eintrag auf stolpersteine-hamburg.de |
| Grindelhof 61 ·                  | Anneliese Deutsch geb. Weil             | Hier wohnte Anneliese Deutsch geb. Weil Jg. 1910 deportiert 1941 Minsk ermordet |        | Eintrag auf stolpersteine-hamburg.de |
| Grindelhof 61 ·                  | Fritz Heinz Deutsch                     | Hier wohnte Fritz Heinz Deutsch Jg. 1932 deportiert 1941 Minsk ermordet |        | Eintrag auf stolpersteine-hamburg.de |
| Grindelhof 61 ·                  | Norbert Deutsch                         | Hier wohnte Norbert Deutsch Jg. 1909 deportiert 1941 Minsk ermordet |        | Eintrag auf stolpersteine-hamburg.de |
| Grindelhof 64 ·                  | Chana Ascher                            | Hier wohnte Chana Ascher Jg. 1940 deportiert 1941 Minsk ermordet |        | Eintrag auf stolpersteine-hamburg.de |
| Grindelhof 64 ·                  | Ernst Reinhold Ascher                   | Hier wohnte Ernst Reinhold Ascher Jg. 1905 ‚Schutzhaft‘ 1938 Sachsenhausen deportiert 1941 Minsk ermordet                                                                                 |        | Eintrag auf stolpersteine-hamburg.de |
| Grindelhof 64 ·                  | Nanni Ascher geb. Levin                 | Hier wohnte Nanni Ascher geb. Levin Jg. 1906 deportiert 1941 Minsk ermordet |        | Eintrag auf stolpersteine-hamburg.de |
| Grindelhof 64 ·                  | Carl Cohn                               | Hier wohnte Carl Cohn Jg. 1858 deportiert 1942 Theresienstadt tot 25.7.1942 |        | Eintrag auf stolpersteine-hamburg.de |
| Grindelhof 64 ·                  | Carmen Cohn geb. Wagner                 | Hier wohnte Carmen Cohn geb. Wagner Jg. 1896 deportiert 1941 Minsk ??? |        | Eintrag auf stolpersteine-hamburg.de |
| Grindelhof 64 ·                  | Julius Cohn                             | Hier wohnte Julius Cohn Jg. 1896 deportiert 1941 Minsk ??? |        | Eintrag auf stolpersteine-hamburg.de |
| Grindelhof 64 ·                  | Hans Cohn                               | Hier wohnte Hans Cohn Jg.1925 deportiert 1941 Minsk ??? |        | Eintrag auf stolpersteine-hamburg.de |
| Grindelhof 64 ·                  | Blanka Ehrenberg geb. Steinberg         | Hier wohnte Blanka Ehrenberg geb. Steinberg Jg. 1868 deportiert 1942 Theresienstadt ermordet 29.1.1943                                                                                    |        | Eintrag auf stolpersteine-hamburg.de |
| Grindelhof 64 ·                  | Gertrud Ehrenberg geb. Jacobsen         | Hier wohnte Gertrud Ehrenberg geb. Jacobsen Jg. 1898 deportiert 1941 Minsk ermordet |        | Eintrag auf stolpersteine-hamburg.de |
| Grindelhof 64 ·                  | Inge Ehrenberg                          | Hier wohnte Inge Ehrenberg Jg. 1933 deportiert 1941 Minsk ermordet |        | Eintrag auf stolpersteine-hamburg.de |
| Grindelhof 64 ·                  | Lotte Ehrenberg                         | Hier wohnte Lotte Ehrenberg Jg. 1936 deportiert 1941 Minsk ermordet |        | Eintrag auf stolpersteine-hamburg.de |
| Grindelhof 64 ·                  | Manfred Lewinsohn                       | Hier wohnte Manfred Lewinsohn Jg. 1912 Flucht 1933 Holland im Widerstand/Utrecht interniert Westerbork deportiert Auschwitz 1945 KZ Buchenwald ermordet 13.3.1945                         |        | Eintrag auf stolpersteine-hamburg.de |
| Grindelhof 64 ·                  | Richard Lewinsohn                       | Hier wohnte Richard Lewinsohn Jg. 1915 Flucht 1933 Holland im Widerstand/Utrecht verhaftet 1942 interniert Westerbork deportiert Auschwitz ermordet 30.9.1942                             |        | Eintrag auf stolpersteine-hamburg.de |
| Grindelhof 64 ·                  | Max Renner                              | Hier wohnte Max Renner Jg. 1876 deportiert 1941 Minsk ermordet |        | Eintrag auf stolpersteine-hamburg.de |
| Grindelhof 66 ·                  | Erich Meyer                             | Hier wohnte Erich Meyer Jg. 1924 emigriert Frankreich deportiert 1942 Auschwitz ??? |        | Eintrag auf stolpersteine-hamburg.de |
| Grindelhof 66 ·                  | Robert Meyer                            | Hier wohnte Robert Meyer Jg. 1887 emigriert Frankreich deportiert 1942 ermordet 12.9.1942 in Auschwitz                                                                                    |        | Eintrag auf stolpersteine-hamburg.de |
| Grindelhof 68 ·                  | Bella Philip geb. Aron                  | Hier wohnte Bella Philip geb. Aron Jg. 1890 deportiert 1941 Riga ermordet |        | Eintrag auf stolpersteine-hamburg.de |
| Grindelhof 68 ·                  | David Philip                            | Hier wohnte David Philip Jg. 1892 deportiert 1941 Riga ermordet |        | Eintrag auf stolpersteine-hamburg.de |
| Grindelhof 68 ·                  | Denny Philip                            | Hier wohnte Denny Philip Jg. 1941 deportiert 1941 Riga ermordet |        | Eintrag auf stolpersteine-hamburg.de |
| Grindelhof 68 ·                  | Senta Philip                            | Hier wohnte Senta Philip Jg. 1921 deportiert 1941 Riga ermordet |        | Eintrag auf stolpersteine-hamburg.de |
| Grindelhof 68 ·                  | Isidor Karger                           | Hier wohnte Isidor Karger Jg. 1883 verhaftet 1938 KZ Fuhlsbüttel deportiert 1941 Minsk ermordet 3.12.1944 KZ Flossenbürg                                                                  |        | Eintrag auf stolpersteine-hamburg.de |
| Grindelhof 69 ·                  | Adolf Marmor                            | Hier wohnte Adolf Marmor Jg. 1876 'Polenaktion' 1938 Bentschen/Zbaszyn ermordet im besetzten Polen                                                                                        |        | Eintrag auf stolpersteine-hamburg.de |
| Grindelhof 69 ·                  | Fanny Feiga Marmor geb. Leder           | Hier wohnte Fanny Feiga Marmor geb. Leder Jg. 1886 'Polenaktion' 1938 Bentschen/Zbaszyn ermordet im besetzten Polen                                                                       |        | Eintrag auf stolpersteine-hamburg.de |
| Grindelhof 69 ·                  | Klara Marmor                            | Hier wohnte Klara Marmor Jg. 1905 'Polenaktion' 1938 Bentschen/Zbaszyn ermordet im besetzten Polen                                                                                        |        | Eintrag auf stolpersteine-hamburg.de |
| Grindelhof 71–73 ·               | Siegmund Samsson                        | Hier wohnte Siegmund Samsson Jg. 1879 deportiert 1941 ermordet in Minsk |        | Eintrag auf stolpersteine-hamburg.de |
| Grindelhof 73 ·                  | Ilse Levinson                           | Hier wohnte Ilse Levinson Jg. 1921 deportiert 1941 Minsk ermordet |        | Eintrag auf stolpersteine-hamburg.de |
| Grindelhof 73 ·                  | Irma Ilse Levinson geb. Zinner          | Hier wohnte Irma Ilse Levinson geb. Zinner Jg. 1899 deportiert 1941 Minsk ermordet |        | Eintrag auf stolpersteine-hamburg.de |
| Grindelhof 73 ·                  | Max Levinson                            | Hier wohnte Max Levinson Jg. 1889 deportiert 1941 Minsk ermordet |        | Eintrag auf stolpersteine-hamburg.de |
| Grindelhof 75 ·                  | John Guggenheim                         | Hier wohnte John Guggenheim Jg. 1898 deportiert 1941 Minsk ermordet |        | Eintrag auf stolpersteine-hamburg.de |
| Grindelhof 75 ·                  | Lina Guggenheim geb. Mannheimer         | Hier wohnte Lina Guggenheim geb. Mannheimer Jg. 1888 deportiert 1941 Minsk ermordet |        | Eintrag auf stolpersteine-hamburg.de |
| Grindelhof 77 ·                  | Walter Lerdau                           | Hier wohnte Walter Lerdau Jg. 1892 unfreiwillig verzogen 1943 Berlin deportiert 1943 Schicksal nie geklärt                                                                                |        | Eintrag auf stolpersteine-hamburg.de |
| Grindelhof 81 ·                  | Anna Marie Köpke                        | Hier wohnte Anna Marie Köpke Jg. 1906 eingewiesen Heilanstalt Langenhorn 'verlegt' 19.8.1943 Meseritz-Obrawalde ermordet 22.9.1943                                                        |        | Eintrag auf stolpersteine-hamburg.de |
| Grindelhof 83 ·                  | Leopold Bielefeld                       | Hier wohnte Leopold Bielefeld Jg. 1894 deportiert 1941 Minsk ??? |        | Eintrag auf stolpersteine-hamburg.de |
| Grindelhof 83 ·                  | Erna Brociner geb. Hauptmann            | Hier wohnte Erna Brociner geb. Hauptmann Jg. 1883 deportiert 1941 Minsk ermordet |        | Eintrag auf stolpersteine-hamburg.de |
| Grindelhof 83 ·                  | Valentina Brociner                      | Hier wohnte Valentina Brociner Jg. 1909 deportiert 1941 Minsk ermordet |        | Eintrag auf stolpersteine-hamburg.de |
| Grindelhof 83 ·                  | Kurt Ehrenberg                          | Hier wohnte Kurt Ehrenberg Jg. 1892 deportiert 1941 Minsk ermordet |        | Eintrag auf stolpersteine-hamburg.de |
| Grindelhof 83 ·                  | Heinrich Kempler                        | Hier wohnte Heinrich Kempler Jg. 1884 ‚Polenaktion‘ 1938 Bentschen/Zbaszyn ermordet im besetzten Polen                                                                                    |        | Eintrag auf stolpersteine-hamburg.de |
| Grindelhof 83 ·                  | Rosa Kempler geb. Weissfeld             | Hier wohnte Rosa Kempler Jg. 1885 geb. Weissfeld ‚Polenaktion‘ 1938 Bentschen/Zbaszyn ermordet im besetzten Polen                                                                         |        | Eintrag auf stolpersteine-hamburg.de |
| Grindelhof 83 ·                  | Berta Lesheim geb. Kruck                | Hier wohnte Berta Lesheim geb. Kruck Jg. 1901 deportiert 1941 Łodz ermordet 5.4.1942 |        | Eintrag auf stolpersteine-hamburg.de |
| Grindelhof 83 ·                  | Herbert Lesheim                         | Hier wohnte Herbert Lesheim Jg. 1904 deportiert 1941 Łodz ermordet 5.4.1942 |        | Eintrag auf stolpersteine-hamburg.de |
| Grindelhof 83 ·                  | Marion Lesheim                          | Hier wohnte Marion Lesheim Jg. 1936 deportiert 1941 Łodz ermordet 5.4.1942 |        | Eintrag auf stolpersteine-hamburg.de |
| Grindelhof 83 ·                  | Ruth Lesheim                            | Hier wohnte Ruth Lesheim Jg. 1930 deportiert 1941 Łodz ermordet 5.4.1942 |        | Eintrag auf stolpersteine-hamburg.de |
| Grindelhof 83 ·                  | Tana Lesheim                            | Hier wohnte Tana Lesheim Jg. 1939 deportiert 1941 Łodz ermordet 5.4.1942 |        | Eintrag auf stolpersteine-hamburg.de |
| Grindelhof 83 ·                  | Mary Liebreich                          | Hier wohnte Mary Liebreich Jg. 1882 deportiert 1941 ermordet in Riga |        | Eintrag auf stolpersteine-hamburg.de |
| Grindelhof 83 ·                  | Hugo Moses                              | Hier wohnte Hugo Moses Jg. 1887 1941 KZ Fuhlsbüttel Sachsenhausen deportiert 1941 Minsk ermordet                                                                                          |        | Eintrag auf stolpersteine-hamburg.de |
| Grindelhof 83 ·                  | Bertha Nürenberg geb. Heinemann         | Hier wohnte Bertha Nürenberg geb. Heinemann Jg. 1874 eingewiesen 1935 Heilanstalt Langenhorn ‚verlegt‘ 23.9.1940 Brandenburg ermordet 23.9.1940 ‚Aktion T4‘                               |        | Eintrag auf stolpersteine-hamburg.de |
| Grindelhof 83 ·                  | Erna Seidner geb. Kempler               | Hier wohnte Erna Seidner geb. Kempler Jg. 1911 'Polenaktion' 1938 Bentschen/Zbaszyn deportiert Auschwitz ermordet                                                                         |        | Eintrag auf stolpersteine-hamburg.de |
| Grindelhof 83 ·                  | Werner Seidner                          | Hier wohnte Werner Seidner Jg. 1937 'Polenaktion' 1938 Bentschen/Zbaszyn deportiert Auschwitz ermordet                                                                                    |        | Eintrag auf stolpersteine-hamburg.de |
| Grindelhof 89 ·                  | Egon Feldmann                           | Hier wohnte Egon Feldmann Jg. 1909 Flucht Holland deportiert 1941 Mauthausen ermordet 16.12.1941                                                                                          |        | Eintrag auf stolpersteine-hamburg.de |
| Grindelhof 89 ·                  | John Feldmann                           | Hier wohnte John Feldmann Jg. 1883 Flucht 1933 Holland deportiert 1944 Theresienstadt 1944 Auschwitz ermordet                                                                             |        | Eintrag auf stolpersteine-hamburg.de |
| Grindelhof 89 ·                  | Rebecka Feldmann geb. Nathan            | Hier wohnte Rebecka Feldmann geb. Nathan Jg. 1885 Flucht 1935 Holland deportiert 1944 Theresienstadt 1944 Auschwitz ermordet                                                              |        | Eintrag auf stolpersteine-hamburg.de |
| Grindelhof 89 ·                  | Kurt Jacob Hartogsohn                   | Kurt Jakob Hartogsohn Jg. 1913 Flucht Holland deportiert 1941 Mauthausen ermordet 16.1.1942                                                                                               |        | Eintrag auf stolpersteine-hamburg.de |
| Grindelhof 89 ·                  | Leonie Hartogsohn geb. Feldmann         | Hier wohnte Leonie Hartogsohn geb. Feldmann Jg. 1913 Flucht 1936 Holland deportiert 1942 Auschwitz ermordet                                                                               |        | Eintrag auf stolpersteine-hamburg.de |
| Grindelhof 89 ·                  | Jenny Moczydlower geb. Feldmann         | Hier wohnte Jenny Moczydlower geb. Feldmann Jg. 1914 Flucht Holland deportiert 1942 Auschwitz ermordet                                                                                    |        | Eintrag auf stolpersteine-hamburg.de |
| Grindelhof 89 ·                  | Ronald Leonhard Moczydlower             | Ronald Leonhard Moczydlower Jg. 1938 geboren in Holland deportiert 1942 Auschwitz ermordet                                                                                                |        | Eintrag auf stolpersteine-hamburg.de |
| Grindelhof 89 ·                  | Salomon Moczydlower                     | Salomon Moczydlower Jg. 1910 Heirat in Holland deportiert 1942 Auschwitz ermordet 18.10.1942                                                                                              |        | Eintrag auf stolpersteine-hamburg.de |
| Grindelweg 4 ·                   | Otto 'Este'Sternfeld                    | Hier wohnte Otto Sternfeld 'Este' Jg. 1900 mehrmals verhaftet 1941 KZ Fuhlsbüttel deportiert Auschwitz ermordet 10.2.1943                                                                 |        | Eintrag auf stolpersteine-hamburg.deStein liegt Grindelweg Ecke Bundesstraße                                                                                              |
| Grindelweg 4a ·                  | Anna Blumenthal geb. Metz               | Hier wohnte Anna Blumenthal geb. Metz Jg. 1876 deportiert 1942 Theresienstadt 21.9.1942 Minsk ???                                                                                         |        | Eintrag auf stolpersteine-hamburg.de |
| Grindelweg 4a ·                  | Elsa Blumenthal                         | Hier wohnte Elsa Blumenthal Jg. 1882 deportiert 1941 Łodz ermordet 25.3.1942 |        | Eintrag auf stolpersteine-hamburg.de Ein weiterer Stolperstein befindet sich Grindelweg Ecke Bundesstraße, siehe den nächsten Eintrag.                                    |
| Grindelweg 4a ·                  | Elsa Blumenthal                         | Hier wohnte Elsa Blumenthal Jg. 1882 deportiert 1941 Łodz tot 25.3.1942 |        | Eintrag auf stolpersteine-hamburg.deStein liegt Grindelweg Ecke Bundesstraße Ein weiterer Stolperstein befindet sich am Grindelweg 4a, siehe den vorherigen Eintrag.      |
| Grindelweg 4a ·                  | Meta Blumenthal                         | Hier wohnte Meta Blumenthal Jg. 1882 deportiert 1941 Łodz ermordet 25.4.1942 |        | Eintrag auf stolpersteine-hamburg.de Ein weiterer Stolperstein befindet sich Grindelweg Ecke Bundesstraße, siehe den nächsten Eintrag.                                    |
| Grindelweg 4a ·                  | Meta Blumenthal                         | Hier wohnte Meta Blumenthal Jg. 1882 deportiert 1941 Łodz weiterdeportiert ??? |        | Eintrag auf stolpersteine-hamburg.de Stein liegt Grindelweg Ecke Bundesstraße Ein weiterer Stolperstein befindet sich am Grindelweg 4a, siehe den vorherigen Eintrag.     |
| Hallerplatz 1 ·                  | Leopold Heyn                            | Hier wohnte Leopold Heyn Jg. 1866 deportiert 1942 Theresienstadt ermordet 11.8.1942 |        | Eintrag auf stolpersteine-hamburg.de |
| Hallerplatz 1 ·                  | Lina Emma Heyn geb. Müller              | Hier wohnte Lina Emma Heyn geb. Müller Jg. 1875 deportiert 1942 Theresienstadt ermordet 12.8.1942                                                                                         |        | Eintrag auf stolpersteine-hamburg.de |
| Hallerplatz 8 ·                  | Alfred Blumann                          | Hier wohnte Alfred Blumann Jg. 1895 Flucht 1939 Frankreich interniert Drancy deportiert 1943 ermordet in Auschwitz                                                                        |        | Eintrag auf stolpersteine-hamburg.de |
| Hallerplatz 8 ·                  | Franz Blumann                           | Hier wohnte Franz Blumann Jg. 1890 deportiert 1941 ermordet in Minsk |        | Eintrag auf stolpersteine-hamburg.de |
| Hallerplatz 8 ·                  | Martha Jacoby geb. Neumark              | Hier wohnte Martha Jacoby geb. Neumark Jg. 1891 deportiert 1941 Minsk ermordet |        | Eintrag auf stolpersteine-hamburg.de |
| Hallerplatz 8 ·                  | Max Meier Jacoby                        | Hier wohnte Max Meier Jacoby Jg. 1884 deportiert 1941 Minsk ermordet |        | Eintrag auf stolpersteine-hamburg.de |
| Hallerplatz 8 ·                  | Walter Jacoby                           | Hier wohnte Walter Jacoby Jg. 1925 deportiert 1941 Minsk ermordet |        | Eintrag auf stolpersteine-hamburg.de |
| Hallerplatz 8 ·                  | Marie Lievendag geb. Taussig            | Hier wohnte Marie Lievendag geb. Taussig Jg. 1902 deportiert 1941 Minsk ermordet |        | Eintrag auf stolpersteine-hamburg.de |
| Hallerplatz 8 ·                  | Samuel Lievendag                        | Hier wohnte Samuel Lievendag Jg. 1897 1938 KZ Fuhlsbüttel deportiert 1941 Minsk ermordet                                                                                                  |        | Eintrag auf stolpersteine-hamburg.de |
| Hallerplatz 10 ·                 | Arthur Nissensohn                       | Hier wohnte Arthur Nissensohn Jg. 1892 deportiert 1941 ermordet in Minsk |        | Eintrag auf stolpersteine-hamburg.de |
| Hallerplatz 10 ·                 | Joachim Nissensohn                      | Hier wohnte Joachim Nissensohn Jg. 1924 deportiert 1941 ermordet in Minsk |        | Eintrag auf stolpersteine-hamburg.de |
| Hallerplatz 10 ·                 | Sorka Nissensohn geb. Halpern           | Hier wohnte Sorka Nissensohn geb. Halpern Jg. 1898 deportiert 1941 ermordet in Minsk |        | Eintrag auf stolpersteine-hamburg.de |
| Hallerplatz 12 ·                 | Asbjørn Halvorsen                       | Hier wohnte Asbjørn Halvorsen Jg. 1898 Rückkehr 1933 Norwegen im Widerstand verhaftet 5.8.1942 SS-Polizeilager Grini deportiert 1943 Natzweiler befreit 5.4.1945 Schwedisches Rotes Kreuz |        | Eintrag auf stolpersteine-hamburg.de |
| Hallerplatz 13 ·                 | Otto Kallmes                            | Hier wohnte Otto Kallmes Jg. 1872 deportiert 1941 ermordet in Riga |        | Eintrag auf stolpersteine-hamburg.de |
| Hallerplatz 13 ·                 | Gertrud Meier geb. Ahrens               | Hier wohnte Dr. Gertrud Meier geb. Ahrens Jg. 1894 deportiert 1942 Theresienstadt 1944 Auschwitz                                                                                          |        | Eintrag auf stolpersteine-hamburg.de Stein liegt rechts der Auffahrt, veraltete Inschrift                                                                                 |
| Hallerplatz 13 ·                 | Ida Sarason geb. Ascher                 | Hier wohnte Ida Sarason geb. Ascher Jg. 1859 deportiert 1942 Theresienstadt ermordet am 7.8.1942                                                                                          |        | Eintrag auf stolpersteine-hamburg.de Der Stolperstein mit korrigierter Inschrift liegt rechts der Auffahrt. Ein weiterer Stolperstein befindet sich an der Johnsallee 39. |
| Hallerplatz 13 ·                 | Ida Sarason geb. Ascher                 | Hier wohnte Ida Sarason geb. Ascher Jg. 1859 deportiert 1942 Theresienstadt ermordet 19.7.1942                                                                                            |        | Eintrag auf stolpersteine-hamburg.de Der Stolperstein mit veralteter Inschrift liegt rechts der Auffahrt. Ein weiterer Stolperstein befindet sich an der Johnsallee 39.   |
| Hallerplatz 13 ·                 | Nathan Mendel Sarason                   | Hier wohnte Dr. Nathan Mendel Sarason Jg. 1862 deportiert 1942 Theresienstadt ermordet 14.7.1943                                                                                          |        | Eintrag auf stolpersteine-hamburg.de Der Stolperstein mit korrigierter Inschrift liegt rechts der Auffahrt. Ein weiter Stolperstein befindet sich in der Johnsallee 39.   |
| Hallerplatz 13 ·                 | Nathan Mendel Sarason                   | Hier wohnte Dr. Nathan Sarason Jg. 1862 deportiert ermordet am 18.2.1943 in Theresienstadt                                                                                                |        | Eintrag auf stolpersteine-hamburg.de Der Stolperstein mit veralteter Inschrift liegt rechts der Auffahrt.                                                                 |
| Hallerplatz 15 ·                 | Reinhold Meyer                          | Hier wohnte Reinhold Meyer Jg. 1920 Weisse Rose ermordet am 12.11.1944 im KZ Fuhlsbüttel                                                                                                  |        | Eintrag auf stolpersteine-hamburg.de Ein weiterer Stolperstein befindet sich in der Edmund-Siemers-Allee 1.                                                               |
| Hallerstraße 2 ·                 | Hannelore Menke                         | Hier wohnte Hannelore Menke Jg. 1924 deportiert 1941 ermordet in Minsk |        | Eintrag auf stolpersteine-hamburg.de |
| Hallerstraße 2 ·                 | Hugo Menke                              | Hier wohnte Hugo Menke Jg. 1884 verhaftet 1938 Sachsenhausen deportiert 1941 ermordet in Minsk                                                                                            |        | Eintrag auf stolpersteine-hamburg.de |
| Hallerstraße 2 ·                 | Selma Menke geb. Plaut                  | Hier wohnte Selma Menke geb. Plaut Jg. 1896 deportiert 1941 ermordet in Minsk |        | Eintrag auf stolpersteine-hamburg.de |
| Hallerstraße 2 ·                 | Ivan Sally Seligmann                    | Hier wohnte Ivan Sally Seligmann Jg. 1891 deportiert 1942 Theresienstadt 1944 Auschwitz ermordet                                                                                          |        | Eintrag auf stolpersteine-hamburg.de |
| Hallerstraße 2 ·                 | Frieda Seligmann                        | Hier wohnte Frieda Seligmann Jg. 1892 deportiert 1943 Theresienstadt tot 2.1.1944 |        | Eintrag auf stolpersteine-hamburg.de |
| Hallerstraße 6 ·                 | Pauline Biram geb. Lasch                | Hier wohnte Pauline Biram geb. Lasch Jg. 1878 deportiert 1942 Theresienstadt tot 9.1.1943                                                                                                 |        | Eintrag auf stolpersteine-hamburg.de |
| Hallerstraße 6 ·                 | Max Daniel                              | Hier wohnte Max Daniel Jg. 1879 deportiert 1942 Łodz tot 22.8.1942 |        | Eintrag auf stolpersteine-hamburg.de |
| Hallerstraße 6 ·                 | Wally Daniel geb. Krohnheim             | Hier wohnte Wally Daniel geb. Krohnheim Jg. 1888 deportiert 1941 Łodz tot 4.12.1942 |        | Eintrag auf stolpersteine-hamburg.de |
| Hallerstraße 6 ·                 | Alfred Friedensohn                      | Hier wohnte Alfred Friedensohn Jg. 1879 deportiert 1941 Minsk ??? |        | Eintrag auf stolpersteine-hamburg.de |
| Hallerstraße 6 ·                 | Gertrud Friedensohn geb. Silberberg     | Hier wohnte Gertrud Friedensohn geb. Silberberg Jg. 1894 deportiert 1941 Minsk ??? |        | Eintrag auf stolpersteine-hamburg.de |
| Hallerstraße 6 ·                 | Nanny Hattendorf geb. Lomnitz           | Hier wohnte Nanny Hattendorf geb. Lomnitz Jg. 1864 deportiert 1942 Theresienstadt Minsk ???                                                                                               |        | Eintrag auf stolpersteine-hamburg.de |
| Hallerstraße 6 ·                 | Georg Sacke                             | Hier wohnte Dr. Georg Sacke Jg. 1901 KZ Neuengamme Todesmarsch tot 26.4.1945 |        | Eintrag auf stolpersteine-hamburg.de |
| Hallerstraße 8 ·                 | Herbert Oberschitzky                    | Hier wohnte Herbert Oberschitzky Jg. 1904 deportiert 1942 Theresienstadt tot 27.7.1942 |        | Eintrag auf stolpersteine-hamburg.de |
| Hallerstraße 8 ·                 | Levy Louis Oberschitzky                 | Hier wohnte Levy Louis Oberschitzky Jg. 1869 deportiert 1942 Theresienstadt Minsk ??? |        | Eintrag auf stolpersteine-hamburg.de |
| Hallerstraße 8 ·                 | Zerline Oberschitzky geb. David         | Hier wohnte Zerline Oberschitzky geb. David Jg. 1873 deportiert 1942 Theresienstadt Minsk ???                                                                                             |        | Eintrag auf stolpersteine-hamburg.de |
| Hallerstraße 24 ·                | Emma Baruch geb. Katz                   | Hier wohnte Emma Baruch geb. Katz Jg. 1873 deportiert 1942 Theresienstadt ermordet 1.6.1943                                                                                               |        | Eintrag auf stolpersteine-hamburg.de |
| Hallerstraße 24 ·                | Gideon Nathan                           | Gideon Nathan Jg. 1942 geboren in Theresienstadt 1944 Auschwitz ermordet |        | Eintrag auf stolpersteine-hamburg.de |
| Hallerstraße 24 ·                | Judith Nathan                           | Hier wohnte Judith Nathan Jg. 1941 deportiert 1942 Theresienstadt 1944 Auschwitz ermordet                                                                                                 |        | Eintrag auf stolpersteine-hamburg.de |
| Hallerstraße 24 ·                | Max Nathan                              | Hier wohnte Max Nathan Jg. 1911 deportiert 1942 Theresienstadt 1944 Auschwitz ermordet |        | Eintrag auf stolpersteine-hamburg.de |
| Hallerstraße 24 ·                | Ruth Nathan geb. Lübschütz              | Hier wohnte Ruth Nathan geb. Lübschütz Jg. 1922 deportiert 1942 Theresienstadt 1944 Auschwitz ermordet                                                                                    |        | Eintrag auf stolpersteine-hamburg.de |
| Hallerstraße 24 ·                | Uri Nathan                              | Hier wohnte Uri Nathan Jg. 1939 deportiert 1942 Theresienstadt 1944 Auschwitz ermordet |        | Eintrag auf stolpersteine-hamburg.de |
| Hallerstraße 42 ·                | Auguste Bentheim geb. Israel            | Hier wohnte Auguste Bentheim geb. Israel Jg. 1853 deportiert 1943 Theresienstadt ermordet 30.7.1943                                                                                       |        | Eintrag auf stolpersteine-hamburg.de |
| Hallerstraße 42 ·                | Clara Kaiser                            | Hier wohnte Clara Kaiser Jg. 1867 deportiert 1942 Theresienstadt 1942 Treblinka ermordet                                                                                                  |        | Eintrag auf stolpersteine-hamburg.de |
| Hallerstraße 42 ·                | Frieda Kohn geb. Wiener                 | Hier wohnte Frieda Kohn geb. Wiener Jg. 1871 deportiert 1942 Theresienstadt 1942 Treblinka ermordet                                                                                       |        | Eintrag auf stolpersteine-hamburg.de |
| Hallerstraße 42 ·                | Johanna Kohn                            | Hier wohnte Johanna Kohn Jg. 1856 deportiert 1942 Theresienstadt 1942 Treblinka ermordet                                                                                                  |        | Eintrag auf stolpersteine-hamburg.de |
| Hallerstraße 42 ·                | Ella Lange geb. Goldschmidt             | Hier wohnte Ella Lange geb. Goldschmidt Jg. 1878 deportiert 1941 Riga ermordet |        | Eintrag auf stolpersteine-hamburg.de |
| Hallerstraße 52 ·                | Hedwig Buchthal                         | Hier wohnte Hedwig Buchthal Jg. 1874 eingewiesen 1940 Heilanstalt Langenhorn ‚verlegt‘ 23.9.1940 Brandenburg ermordet 23.9.1940 ‚Aktion T4‘                                               |        | Eintrag auf stolpersteine-hamburg.de |
| Hallerstraße 64 ·                | Edgar Fels                              | Hier wohnte Dr. Edgar Fels Jg. 1885 verhaftet 1938/39 KZ Fuhlsbüttel deportiert 1941 Łodz ermordet 22.5.1942                                                                              |        | Eintrag auf stolpersteine-hamburg.de Ein weiterer Stolperstein befindet sich in Hamburg-Harvestehude.                                                                     |
| Hallerstraße 64 ·                | Elfriede Lissauer geb. Cohn             | Hier wohnte Elfriede Lissauer geb. Cohn Jg. 1920 deportiert 1941 ermordet in Minsk |        | Eintrag auf stolpersteine-hamburg.de |
| Hallerstraße 64 ·                | Georg Lissauer                          | Hier wohnte Georg Lissauer Jg. 1912 verhaftet 1936 Gefängnis Hamburg 1939 Sachsenhausen deportiert 1941 ermordet in Minsk                                                                 |        | Eintrag auf stolpersteine-hamburg.de |
| Hallerstraße 64 ·                | Uri Lissauer                            | Hier wohnte Uri Lissauer Jg. 1940 deportiert 1941 ermordet in Minsk |        | Eintrag auf stolpersteine-hamburg.de |
| Hallerstraße 70 ·                | Louise Gabriele Böhm geb. Mailänder     | Hier wohnte Louise Gabriele Böhm geb. Mailänder Jg. 1855 deportiert 1942 Theresienstadt tot 2.10.1942                                                                                     |        | Eintrag auf stolpersteine-hamburg.de |
| Hallerstraße 72 ·                | Rosa Rosenberg                          | Hier wohnte Rosa Rosenberg Jg. 1896 deportiert 1941 ermordet in Łodz |        | Eintrag auf stolpersteine-hamburg.de |
| Hallerstraße 72 ·                | Henriette Sax geb. Fliess               | Hier wohnte Henriette Sax geb. Fliess Jg. 1868 deportiert 1942 Theresienstadt ermordet 1.12.1942                                                                                          |        | Eintrag auf stolpersteine-hamburg.de |
| Hallerstraße 72 ·                | Gottfried Sax                           | Hier wohnte Gottfried Sax Jg. 1860 deportiert 1942 Theresienstadt ermordet 6.10.1942 |        | Eintrag auf stolpersteine-hamburg.de |
| Hallerstraße 76 ·                | Alice Baruch                            | Hier wohnte Alice Baruch Jg. 1898 deportiert 1941 Łodz ??? |        | Eintrag auf stolpersteine-hamburg.de |
| Hallerstraße 76 ·                | Charlotte Carlebach geb. Preuss         | Hier wohnte Charlotte Carlebach geb. Preuss Jg. 1900 deportiert 1941 tot 26.3.1942 Riga                                                                                                   |        | Eintrag auf stolpersteine-hamburg.de |
| Hallerstraße 76 ·                | Joseph Zwi Carlebach                    | Hier wohnte Dr. Joseph Zwi Carlebach Jg. 1883 deportiert 1941 tot 26.3.1942 Riga |        | Eintrag auf stolpersteine-hamburg.de Ein weiterer Stolperstein befindet sich am Grindelhof 30.                                                                            |
| Hallerstraße 76 ·                | Noemi Carlebach                         | Hier wohnte Noemi Carlebach Jg. 1927 deportiert 1941 tot 26.3.1942 Riga |        | Eintrag auf stolpersteine-hamburg.de |
| Hallerstraße 76 ·                | Ruth Carlebach                          | Hier wohnte Ruth Carlebach Jg. 1926 deportiert 1941 tot 26.3.1942 Riga |        | Eintrag auf stolpersteine-hamburg.de |
| Hallerstraße 76 ·                | Sara Carlebach                          | Hier wohnte Sara Carlebach Jg. 1928 deportiert 1941 Riga tot am 26.3.1942 |        | Eintrag auf stolpersteine-hamburg.de |
| Hallerstraße 76 ·                | Charlotte Dammann                       | Hier wohnte Charlotte Dammann Jg. 1922 deportiert 1941 Riga ermordet |        | Eintrag auf stolpersteine-hamburg.de |
| Hallerstraße 76 ·                | Gertrud Dammann                         | Hier wohnte Gertrud Dammann Jg. 1920 deportiert 1941 tot 26.3.1942 Riga |        | Eintrag auf stolpersteine-hamburg.de |
| Hallerstraße 76 ·                | Margarethe Dammann geb. Güdemann        | Hier wohnte Margarethe Dammann geb. Güdemann Jg. 1890 deportiert 1941 Riga ??? |        | Eintrag auf stolpersteine-hamburg.de |
| Hallerstraße 76 ·                | Dina Dessau geb. Heckscher              | Hier wohnte Dina Dessau geb. Heckscher Jg. 1862 deportiert 1942 Theresienstadt ermordet 16.9.1942                                                                                         |        | Eintrag auf stolpersteine-hamburg.de |
| Hallerstraße 76 ·                | Felix Halberstadt                       | Hier wohnte Felix Halberstadt Jg. 1877 deportiert 1941 Riga ??? |        | Eintrag auf stolpersteine-hamburg.de |
| Hallerstraße 76 ·                | Josabeth Halberstadt geb. Ezechiel      | Hier wohnte Josabeth Halberstadt geb. Ezechiel Jg. 1887 deportiert 1941 Riga ??? |        | Eintrag auf stolpersteine-hamburg.de |
| Hallerstraße 76 ·                | Elsa Meyer                              | Hier wohnte Elsa Meyer Jg. 1895 gedemütigt/entrechtet Flucht in den Tod 6.11.1941 |        | Eintrag auf stolpersteine-hamburg.de |
| Hallerstraße 76 ·                | Margarethe Meyer                        | Hier wohnte Margarethe Meyer Jg. 1890 deportiert 1942 ermordet in Auschwitz |        | Eintrag auf stolpersteine-hamburg.de |
| Hallerstraße 76 ·                | Alice Rosenbaum geb. Kallmes            | Hier wohnte Alice Rosenbaum geb. Kallmes Jg. 1877 deportiert 1941 Riga ??? |        | Eintrag auf stolpersteine-hamburg.de |
| Hallerstraße 76 ·                | Julius Rothschild                       | Hier wohnte Julius Rothschild Jg. 1881 deportiert 1941 ermordet 19.2.1942 Łodz |        | Eintrag auf stolpersteine-hamburg.de |
| Hallerstraße 76 ·                | Jente Schlüter geb. Windmüller          | Hier wohnte Jente Schlüter geb. Windmüller Jg. 1888 gedemütigt / entrechtet Flucht in den Tod 31.10.1944                                                                                  |        | Eintrag auf stolpersteine-hamburg.de |
| Hartungstraße 1 ·                | Hedwig Sophie Heinemann                 | Hier wohnte Hedwig Sophie Heinemann Jg. 1876 deportiert 1942 Theresienstadt ermordet 17.10.1942                                                                                           |        | Eintrag auf stolpersteine-hamburg.de |
| Hartungstraße 1 ·                | Richard Heinemann                       | Hier wohnte Richard Heinemann Jg. 1872 deportiert 1942 Theresienstadt ermordet 4.10.1942                                                                                                  |        | Eintrag auf stolpersteine-hamburg.de |
| Hartungstraße 1 ·                | Siegfried Korach                        | Hier wohnte Dr. Siegfried Korach Jg. 1855 ermordet am 1.7.1943 in Theresienstadt |        | Eintrag auf stolpersteine-hamburg.de |
| Hartungstraße 3 ·                | Eva Hilde Levy                          | Hier wohnte Eva Hilde Levy Jg. 1922 deportiert 1941 Łodz/Litzmannstadt ermordet |        | Eintrag auf stolpersteine-hamburg.de |
| Hartungstraße 3 ·                | Else Johanna Müller geb. Löwenburg      | Hier wohnte Else Johanna Müller geb. Löwenberg Jg. 1897 deportiert 1942 ermordet in Auschwitz                                                                                             |        | Eintrag auf stolpersteine-hamburg.de |
| Hartungstraße 5 ·                | Regina Stern geb. Hausmann              | Hier wohnte Regina Stern geb. Hausmann Jg. 1866 deportiert 1942 Theresienstadt ermordet 27.8.1942                                                                                         |        | Eintrag auf stolpersteine-hamburg.de |
| Hartungstraße 7a ·               | Johann-Nielsen Jebsen                   | Hier wohnte Johann-Nielsen Jebsen Jg. 1917 aus Portugal entführt 1944 von Gestapo gefoltert RSHA Berlin Sachsenhausen ermordet Feb. 1945                                                  |        | Eintrag auf stolpersteine-hamburg.de |
| Hartungstraße 8 ·                | Hans Fraenkel                           | Hier wohnte Hans Fraenkel Jg. 1907 deportiert 1942 Auschwitz ermordet 11.7.1942 |        | Eintrag auf stolpersteine-hamburg.de |
| Hartungstraße 8 ·                | Mary Fraenkel geb. Rendsburg            | Hier wohnte Mary Fraenkel geb. Rendsburg Jg. 1873 deportiert 1942 Theresienstadt Auschwitz ermordet 15.4.1944                                                                             |        | Eintrag auf stolpersteine-hamburg.de |
| Hartungstraße 8 ·                | Sammy Frankenthal                       | Hier wohnte Sammy Frankenthal Jg. 1883 deportiert 1942 Riga ermordet 15.8.1942 |        | Eintrag auf stolpersteine-hamburg.de |
| Hartungstraße 8 ·                | Arthur Kloss                            | Hier wohnte Arthur Kloss Jg. 1884 deportiert 1942 ermordet in Auschwitz |        | Eintrag auf stolpersteine-hamburg.de |
| Hartungstraße 8 ·                | Erna Kloss geb. Rosenberg               | Hier wohnte Erna Kloss geb. Rosenberg Jg. 1894 deportiert 1942 ermordet in Auschwitz |        | Eintrag auf stolpersteine-hamburg.de |
| Hartungstraße 8 ·                | Helmut Kloss                            | Hier wohnte Helmut Kloss Jg. 1929 deportiert 1942 ermordet in Auschwitz |        | Eintrag auf stolpersteine-hamburg.de |
| Hartungstraße 8 ·                | Rita Kloss                              | Hier wohnte Rita Kloss Jg. 1922 deportiert 1942 ermordet in Auschwitz |        | Eintrag auf stolpersteine-hamburg.de |
| Hartungstraße 8 ·                | Arnold Zucker                           | Hier wohnte Arnold Zucker Jg. 1899 verhaftet 1941 KZ Fuhlsbüttel deportiert 1941 Riga ermordet                                                                                            |        | Eintrag auf stolpersteine-hamburg.de |
| Hartungstraße 9 ·                | Charlotte Gurwitsch geb. Baruch         | Hier wohnte Charlotte Gurwitsch geb. Baruch Jg. 1881 ermordet am 9.10.1944 in Auschwitz                                                                                                   |        | Eintrag auf stolpersteine-hamburg.de |
| Hartungstraße 9 ·                | Benjamin Helfer                         | Hier wohnte Benjamin Helfer Jg. 1910 deportiert 1941 ermordet in Łodz |        | Eintrag auf stolpersteine-hamburg.de |
| Hartungstraße 9 ·                | Brunhilde Helfer geb. Kugelmann         | Hier wohnte Brunhilde Helfer geb. Kugelmann Jg. 1916 deportiert 1941 ermordet in Łodz |        | Eintrag auf stolpersteine-hamburg.de |
| Hartungstraße 9 ·                | Charlotte Levi geb. Lamm                | Hier wohnte Charlotte Levi geb. Lamm Jg. 1915 deportiert 1942 ermordet in Auschwitz |        | Eintrag auf stolpersteine-hamburg.de |
| Hartungstraße 9 ·                | Richard Levi                            | Hier wohnte Richard Levi Jg. 1911 deportiert 1942 ermordet in Auschwitz |        | Eintrag auf stolpersteine-hamburg.de Ein weiterer Stolperstein befindet sich an der Grindelallee 30.                                                                      |
| Hartungstraße 9 ·                | Kurt Silberstein                        | Hier wohnte Kurt Silberstein Jg. 1898 ermordet am 10.2.1945 in Dachau |        | Eintrag auf stolpersteine-hamburg.de Ein weiterer Stolperstein befindet sich in Hamburg-Eppendorf.                                                                        |
| Hartungstraße 9–11 ·             | Berl Blumenthal                         | Hier wohnte Berl Blumenthal Jg. 1941 deportiert 1943 Theresienstadt 1944 Auschwitz ermordet                                                                                               |        | Eintrag auf stolpersteine-hamburg.de |
| Hartungstraße 9–11 ·             | Harry Blumenthal                        | Hier wohnte Harry Blumenthal Jg. 1900 deportiert 1943 Theresienstadt 1944 Auschwitz ermordet                                                                                              |        | Eintrag auf stolpersteine-hamburg.de |
| Hartungstraße 9–11 ·             | Rosa Blumenthal geb. Müller             | Hier wohnte Rosa Blumenthal geb. Müller Jg. 1913 deportiert 1943 Theresienstadt 1944 Auschwitz ermordet                                                                                   |        | Eintrag auf stolpersteine-hamburg.de |
| Hartungstraße 12 ·               | Jenny Frank geb. Naphtaly               | Hier wohnte Jenny Frank geb. Naphtaly Jg. 1864 deportiert 1942 Theresienstadt ermordet 4.9.1942                                                                                           |        | Eintrag auf stolpersteine-hamburg.de |
| Hartungstraße 12 ·               | Martha Samson                           | Hier wohnte Martha Samson Jg. 1880 deportiert 1942 Theresienstadt 1944 Auschwitz ermordet                                                                                                 |        | Eintrag auf stolpersteine-hamburg.de |
| Hartungstraße 15 ·               | Gotthard Hardy Jacobson                 | Hier wohnte Gotthard Hardy Jacobson Jg. 1898 Flucht 1937 Belgien interniert Mechelen deportiert 1942 ermordet in Auschwitz                                                                |        | Eintrag auf stolpersteine-hamburg.de |
| Hartungstraße 15 ·               | Auguste Wolfsfeld geb. Cohn             | Hier wohnte Auguste Wolfsfeld geb. Cohn Jg. 1866 Flucht Frankreich interniert Drancy deportiert 1943 ermordet in Auschwitz                                                                |        | Eintrag auf stolpersteine-hamburg.de |
| Hartungstraße 20 ·               | Franziska London geb. Mehrgut           | Hier wohnte Franziska London geb. Mehrgut Jg. 1889 Flucht Holland interniert Westerbork deportiert 1943 Sobibor ermordet 4.6.1943                                                         |        | Eintrag auf stolpersteine-hamburg.de |
| Hartungstraße 20 ·               | Ilse London                             | Hier wohnte Ilse London Jg. 1916 Flucht Holland interniert Westerbork deportiert 1943 Sobibor ermordet                                                                                    |        | Eintrag auf stolpersteine-hamburg.de |
| Hartungstraße 20 ·               | Siegfried London                        | Hier wohnte Siegfried London Jg. 1888 Flucht Holland interniert Westerbork deportiert 1942 Auschwitz ermordet 19.10.1942                                                                  |        | Eintrag auf stolpersteine-hamburg.de |
| Hartungstraße 20 ·               | Vera London                             | Hier wohnte Vera London Jg. 1917 Flucht Holland interniert Westerbork deportiert 1943 Sobibor ermordet                                                                                    |        | Eintrag auf stolpersteine-hamburg.de |
| Hartungstraße 20 ·               | Hanna London geb. Vogel                 | Hier wohnte Hanna London geb. Vogel Jg. 1891 deportiert 1941 Riga ermordet |        | Eintrag auf stolpersteine-hamburg.de |
| Hartungstraße 20 ·               | Martin London                           | Hier wohnte Martin London Jg. 1928 deportiert 1941 Riga ermordet |        | Eintrag auf stolpersteine-hamburg.de |
| Hartungstraße 22 ·               | Philipp Rosenstein                      | Hier wohnte Philipp Rosenstein Jg. 1865 deportiert 1942 Theresienstadt ermordet 12.11.1942                                                                                                |        | Eintrag auf stolpersteine-hamburg.de |
| Hartungstraße 22 ·               | Sophie Rosenstein geb. Sommer           | Hier wohnte Sophie Rosenstein geb. Sommer Jg. 1866 deportiert 1942 Theresienstadt ermordet 8.12.1942                                                                                      |        | Eintrag auf stolpersteine-hamburg.de |
| Harvestehuder Weg 1a ·           | Berta Katz geb. Bachrach                | In Kassel wohnte Berta Katz geb. Bachrach Jg. 1887 Hier ertrunken aufgefunden 22.9.1941                                                                                                   |        | Eintrag auf stolpersteine-hamburg.de |
| Heimhuder Straße 3 ·             | Paul Brummer                            | Hier wohnte Paul Brummer Jg. 1889 deportiert 1941 ermordet in Łodz/Litzmannstadt |        | Eintrag auf stolpersteine-hamburg.de |
| Heimhuder Straße 3 ·             | Berta Levy geb. Brummer                 | Hier wohnte Berta Levy geb. Brummer Jg. 1882 deportiert 1941 ermordet in Łodz/Litzmannstadt                                                                                               |        | Eintrag auf stolpersteine-hamburg.de |
| Heimhuder Straße 3 ·             | Joseph London                           | Hier wohnte Joseph London Jg. 1893 verhaftet 1937 1938 KZ Buchenwald ermordet 2.10.1940                                                                                                   |        | Eintrag auf stolpersteine-hamburg.de |
| Heimhuder Straße 6 ·             | Caecilie Loewenthal geb. Philippson     | Hier wohnte Caecilie Loewenthal geb. Philippson Jg. 1866 deportiert 1942 Theresienstadt 1942 Treblinka ermordet                                                                           |        | Eintrag auf stolpersteine-hamburg.de |
| Heimhuder Straße 14 ·            | Albert Holländer                        | Hier wohnte Dr. Albert Holländer Jg. 1877 deportiert 1942 Auschwitz ??? |        | Eintrag auf stolpersteine-hamburg.de |
| Heimhuder Straße 14 ·            | Martha Holländer geb. Samson            | Hier wohnte Martha Holländer geb. Samson Jg. 1883 deportiert 1942 ermordet in Auschwitz                                                                                                   |        | Eintrag auf stolpersteine-hamburg.de |
| Heimhuder Straße 17 ·            | Ilka Feis geb. Hess                     | Hier wohnte Ilka Feis geb. Hess Jg. 1896 1941 KZ Fuhlsbüttel deportiert 1941 Łodz ermordet                                                                                                |        | Eintrag auf stolpersteine-hamburg.de Ein weiterer Stolperstein befindet sich in Hamburg-Winterhude.                                                                       |
| Heimhuder Straße 22 ·            | Stanislaus Heller                       | Hier wohnte Stanislaus Heller Jg. 1863 deportiert 1942 Theresienstadt ermordet am 7.8.1942                                                                                                |        | Eintrag auf stolpersteine-hamburg.de |
| Heimhuder Straße 22 ·            | Olga Misch geb. Heller                  | Hier wohnte Olga Misch geb. Heller Jg. 1880 deportiert 1942 Theresienstadt ermordet am 7.8.1942                                                                                           |        | Eintrag auf stolpersteine-hamburg.de |
| Heimhuder Straße 30 ·            | Hugo Melup                              | Hier wohnte Hugo Melup Jg. 1895 verhaftet 1937 und 1938 KZ Fuhlsbüttel KZ Dachau ermordet 17.12.1940                                                                                      |        | Eintrag auf stolpersteine-hamburg.de |
| Heimhuder Straße 38 ·            | Hugo Spitzer                            | Hier wohnte Hugo Spitzer Jg. 1888 deportiert 1941 Minsk ??? |        | Eintrag auf stolpersteine-hamburg.de |
| Heimhuder Straße 40 ·            | Jenny Löwengard geb. Kanitz             | Hier wohnte Jenny Löwengard geb. Kanitz Jg. 1869 vor Deportation Flucht in den Tod 19.7.1942                                                                                              |        | Eintrag auf stolpersteine-hamburg.de |
| Heimhuder Straße 40 ·            | Bruno Spiro                             | Hier wohnte Bruno Spiro Jg. 1875 ermordet 1936 im KZ Fuhlsbüttel |        | Eintrag auf stolpersteine-hamburg.de |
| Heimhuder Straße 63 ·            | Gerda Masse                             | Hier wohnte Gerda Masse Jg. 1918 deportiert verschollen |        | Eintrag auf stolpersteine-hamburg.de |
| Heimhuder Straße 63 ·            | Irmgard Masse                           | Hier wohnte Irmgard Masse Jg. 1915 deportiert Auschwitz ??? |        | Eintrag auf stolpersteine-hamburg.de |
| Heimhuder Straße 63 ·            | Margot Masse geb. Jonas                 | Hier wohnte Margot Masse geb. Jonas Jg. 1891 deportiert 1942 Theresienstadt ermordet 2.4.1943                                                                                             |        | Eintrag auf stolpersteine-hamburg.de |
| Heimhuder Straße 66 ·            | Theodor Wohlfahrt                       | Hier wohnte Dr. Theodor Wohlfahrt Jg. 1887 Zuchthaus Bremen KZ Fuhlsbüttel deportiert 1942 tot 1942 in Auschwitz                                                                          |        | Eintrag auf stolpersteine-hamburg.de |
| Heimhuder Straße 70 ·            | Irmgard Blatt geb. Posselburg           | Hier wohnte Irmgard Blatt geb. Posselburg Jg. 1907 deportiert 1941 Minsk ermordet |        | Eintrag auf stolpersteine-hamburg.de Ein weiterer Stolperstein befindet sich in Hamburg-Harvestehude.                                                                     |
| Heimhuder Straße 70 ·            | Dina Reichmann geb. Scheideberg         | Hier wohnte Dina Reichmann geb. Scheideberg Jg. 1880 deportiert 1942 Auschwitz ermordet                                                                                                   |        | Eintrag auf stolpersteine-hamburg.de |
| Heimhuder Straße 74 ·            | Rosa Abeles geb. Merzbach               | Hier wohnte Rosa Abeles geb. Merzbach Jg. 1870 deportiert 1942 Theresienstadt ermordet 30.10.1942                                                                                         |        | Eintrag auf stolpersteine-hamburg.de |
| Heimhuder Straße 76 ·            | Ida Zuckermann geb. Jonas               | Hier wohnte Ida Zuckermann geb. Jonas Jg. 1880 Flucht 1938 Holland interniert Westerbork deportiert 1944 Auschwitz ermordet 6.9.1944                                                      |        | Eintrag auf stolpersteine-hamburg.de |
| Heimweg 1 ·                      | Ferdinand Rosenstein                    | Hier wohnte Ferdinand Rosenstein Jg. 1937 deportiert 1941 Łodz weiterdeportiert 1942 ermordet                                                                                             |        | Eintrag auf stolpersteine-hamburg.de |
| Heimweg 1 ·                      | Irma Rosenstein geb. Lissauer           | Hier wohnte Irma Rosenstein geb. Lissauer Jg. 1896 deportiert 1941 Łodz weiterdeportiert 1942 ermordet                                                                                    |        | Eintrag auf stolpersteine-hamburg.de |
| Heimweg 1 ·                      | Leah Lieselotte Rosenstein              | Hier wohnte Leah Lieselotte Rosenstein Jg. 1929 deportiert 1941 Łodz weiterdeportiert 1942 ermordet                                                                                       |        | Eintrag auf stolpersteine-hamburg.de |
| Heimweg 1 ·                      | Otto Rosenstein                         | Hier wohnte Otto Rosenstein Jg. 1900 deportiert 1941 Łodz weiterdeportiert 1942 ermordet                                                                                                  |        | Eintrag auf stolpersteine-hamburg.de |
| Heinrich-Barth-Straße 1 ·        | Gisela Kargauer geb. Mularski           | Hier wohnte Gisela Kargauer geb. Mularski Jg. 1920 deportiert 1941 Łodz ermordet |        | Eintrag auf stolpersteine-hamburg.de |
| Heinrich-Barth-Straße 1 ·        | Heinz Kargauer                          | Hier wohnte Heinz Kargauer Jg. 1913 1938 KZ Fuhlsbüttel deportiert 1941 Łodz ermordet |        | Eintrag auf stolpersteine-hamburg.de |
| Heinrich Barth-Straße 1 ·        | Cilly Mularski geb. Finkelberg          | Hier wohnte Cilly Mularski geb. Finkelberg Jg. 1900 deportiert 1941 ermordet in Łodz/Litzmannstadt                                                                                        |        | Eintrag auf stolpersteine-hamburg.de |
| Heinrich Barth-Straße 1 ·        | Leweck Mularski                         | Hier wohnte Leweck Mularski Jg. 1895 verhaftet 1939 Sachsenhausen deportiert 1941 Łodz/Litzmannstadt 1942 Chelmno/Kulmhof ermordet                                                        |        | Eintrag auf stolpersteine-hamburg.de |
| Heinrich Barth-Straße 1 ·        | Sigfried Mularski                       | Hier wohnte Sigfried Mularski Jg. 1930 deportiert 1941 Łodz/Litzmannstadt 1942 Chelmno/Kulmhof ermordet                                                                                   |        | Eintrag auf stolpersteine-hamburg.de |
| Heinrich-Barth-Straße 5 ·        | Josef Haas                              | Hier wohnte Josef Haas Jg. 1892 ‚Schutzhaft‘ 1938 Sachsenhausen ermordet 21.12.1938 |        | Eintrag auf stolpersteine-hamburg.de |
| Heinrich-Barth-Straße 6 ·        | Else Geiershöfer geb. Kann              | Hier wohnte Else Geiershöfer geb. Kann Jg. 1879 deportiert 1941 Łodz ermordet 22.10.1942                                                                                                  |        | Eintrag auf stolpersteine-hamburg.de Ein weiterer Stolperstein befindet sich in Hamburg-Uhlenhorst.                                                                       |
| Heinrich-Barth-Straße 7 ·        | Erna Bleiweiss geb. Rosenberg           | Hier wohnte Erna Bleiweiss geb. Rosenberg Jg. 1901 deportiert 1941 Minsk ermordet |        | Eintrag auf stolpersteine-hamburg.de |
| Heinrich-Barth-Straße 7 ·        | Fritz Bleiweiss                         | Hier wohnte Fritz Bleiweiss Jg. 1898 deportiert 1941 Minsk ermordet |        | Eintrag auf stolpersteine-hamburg.de |
| Heinrich-Barth-Straße 7 ·        | Oskar Bleiweiss                         | Hier wohnte Oskar Bleiweiss Jg. 1927 deportiert 1941 Minsk ermordet |        | Eintrag auf stolpersteine-hamburg.de |
| Heinrich-Barth-Straße 7 ·        | Recha Melamerson                        | Hier wohnte Recha Melamerson Jg. 1941 deportiert 1941 Łodz/Litzmannstadt ermordet |        | Eintrag auf stolpersteine-hamburg.de |
| Heinrich-Barth-Straße 7 ·        | Ruth Sonja Melamerson geb. Neugarten    | Hier wohnte Ruth Sonja Melamerson geb. Neugarten Jg. 1922 deportiert 1941 Łodz/Litzmannstadt ermordet 12.7.1943                                                                           |        | Eintrag auf stolpersteine-hamburg.de |
| Heinrich-Barth-Straße 8 ·        | Bernhard Baruch                         | Hier wohnte Bernhard Baruch Jg. 1899 deportiert 1941 ermordet in Minsk |        | Eintrag auf stolpersteine-hamburg.de |
| Heinrich-Barth-Straße 8 ·        | Dan Baruch                              | Hier wohnte Dan Baruch Jg. 1939 deportiert 1941 ermordet in Minsk |        | Eintrag auf stolpersteine-hamburg.de |
| Heinrich-Barth-Straße 8 ·        | Georg Baruch                            | Hier wohnte Georg Baruch Jg. 1881 deportiert 1941 Minsk ermordet |        | Eintrag auf stolpersteine-hamburg.de Ein weiterer Stolperstein befindet sich in Hamburg-Hamm.                                                                             |
| Heinrich-Barth-Straße 8 ·        | Gertrud Baruch geb. Hirschberg          | Hier wohnte Gertrud Baruch geb. Hirschberg Jg. 1909 deportiert 1941 ermordet in Minsk |        | Eintrag auf stolpersteine-hamburg.de |
| Heinrich-Barth-Straße 8 ·        | Marion Baruch                           | Hier wohnte Marion Baruch Jg. 1919 deportiert 1941 ermordet in Minsk |        | Eintrag auf stolpersteine-hamburg.de Ein weiterer Stolperstein befindet sich in Hamburg-Hamm.                                                                             |
| Heinrich-Barth-Straße 8 ·        | Rolf Arno Baruch                        | Hier wohnte Rolf Arno Baruch Jg. 1920 verhaftet KZ Mittelbau/Dora deportiert 1943 Auschwitz                                                                                               |        | Eintrag auf stolpersteine-hamburg.de Weitere Stolpersteine befinden sich an der Hamburg-Hamm und in Hamburg-Winterhude.                                                   |
| Heinrich-Barth-Straße 8 ·        | Martha Meyers geb. Cohn                 | Hier wohnte Martha Meyers geb. Cohn Jg. 1911 deportiert 1942 ermordet in Auschwitz |        | Eintrag auf stolpersteine-hamburg.de |
| Heinrich-Barth-Straße 8 ·        | Moritz Meyers                           | Hier wohnte Moritz Meyers Jg. 1894 'Schutzhaft' 1938 Sachsenhausen 1942 KZ Fuhlsbüttel deportiert 1942 ermordet in Auschwitz                                                              |        | Eintrag auf stolpersteine-hamburg.de |
| Heinrich-Barth-Straße 8 ·        | Berthold Walter                         | Hier wohnte Berthold Walter Jg. 1877 entrechtet/gedemütigt Flucht in den Tod 7.8.1935 |        | Eintrag auf stolpersteine-hamburg.de Ein weiterer Stolperstein befindet sich in Hamburg-Neustadt.                                                                         |
| Heinrich-Barth-Straße 8 ·        | Elinor Wolff                            | Hier wohnte Elinor Wolff Jg. 1935 deportiert 1941 Riga ermordet |        | Eintrag auf stolpersteine-hamburg.de |
| Heinrich-Barth-Straße 8 ·        | Georg Wolff                             | Hier wohnte Georg Wolff Jg. 1894 deportiert 1941 Riga ermordet |        | Eintrag auf stolpersteine-hamburg.de |
| Heinrich-Barth-Straße 8 ·        | Leo Wolff                               | Hier wohnte Leo Wolff Jg. 1864 deportiert 1941 Riga ermordet |        | Eintrag auf stolpersteine-hamburg.de |
| Heinrich-Barth-Straße 8 ·        | Lilly Wolff                             | Hier wohnte Lilly Wolff Jg. 1896 deportiert 1941 Riga ermordet |        | Eintrag auf stolpersteine-hamburg.de |
| Heinrich-Barth-Straße 8 ·        | Machla Wolff geb. Spatz                 | Hier wohnte Machla Wolff geb. Spatz Jg. 1904 deportiert 1941 Riga ermordet in Stutthof |        | Eintrag auf stolpersteine-hamburg.de |
| Heinrich-Barth-Straße 8 ·        | Toni Wolff                              | Hier wohnte Toni Wolff Jg. 1869 deportiert 1941 Riga ermordet |        | Eintrag auf stolpersteine-hamburg.de |
| Heinrich-Barth-Straße 8 ·        | Willi Wolff                             | Hier wohnte Willi Wolff Jg. 1888 deportiert 1942 Theresienstadt ermordet in Minsk |        | Eintrag auf stolpersteine-hamburg.de |
| Heinrich-Barth-Straße 10 ·       | Frieda Aron                             | Hier wohnte Frieda Aron Jg. 1901 deportiert 1941 Minsk ermordet |        | Eintrag auf stolpersteine-hamburg.de |
| Heinrich-Barth-Straße 10 ·       | Sara Aron geb. Wertheimer               | Hier wohnte Sara Aron geb. Wertheimer Jg. 1864 deportiert 1941 ermordet in Minsk |        | Eintrag auf stolpersteine-hamburg.de |
| Heinrich-Barth-Straße 10 ·       | Isidor Blankenstein                     | Hier wohnte Isidor Blankenstein Jg. 1888 deportiert 1941 Łodz ermordet 5.4.1942 |        | Eintrag auf stolpersteine-hamburg.de |
| Heinrich-Barth-Straße 10 ·       | Adele Levy                              | Hier wohnte Adele Levy Jg. 1875 eingewiesen 1939 Heilanstalt Langenhorn ‚verlegt‘ 23.9.1940 Brandenburg ermordet 23.9.1940 ‚Aktion T4‘                                                    |        | Eintrag auf stolpersteine-hamburg.de |
| Heinrich-Barth-Straße 11 ·       | Anna Arendar geb. Wallach               | Hier wohnte Anna Arendar geb. Wallach Jg. 1891 deportiert 1941 ermordet in Minsk |        | Eintrag auf stolpersteine-hamburg.de |
| Heinrich-Barth-Straße 11 ·       | Mendel Arendar                          | Hier wohnte Mendel Arendar Jg. 1886 verhaftet 1938 KZ Fuhlsbüttel deportiert 1941 ermordet in Minsk                                                                                       |        | Eintrag auf stolpersteine-hamburg.de |
| Heinrich-Barth-Straße 11 ·       | Edith Philip geb. Lichtenstein          | Hier wohnte Edith Philip geb. Lichtenstein Jg. 1899 deportiert 1941 Łodz ermordet |        | Eintrag auf stolpersteine-hamburg.de |
| Heinrich-Barth-Straße 11 ·       | Ludwig Philip                           | Hier wohnte Ludwig Philip Jg. 1884 deportiert 1941 Łodz ermordet |        | Eintrag auf stolpersteine-hamburg.de |
| Heinrich-Barth-Straße 11 ·       | Claus Salig                             | Hier wohnte Claus Salig Jg. 1938 eingewiesen 1940 Alsterdorfer Anstalten ‚verlegt‘ 7.8.1943 Kalmenhof/Idstein ‚Kinderfachabteilung‘ ermordet 7.9.1943                                     |        | Eintrag auf stolpersteine-hamburg.de |
| Heinrich-Barth-Straße 14 ·       | Siegfried Freundlich                    | Hier wohnte Siegfried Freundlich Jg. 1882 deportiert 1941 Łodz ermordet am 2.2.1942 |        | Eintrag auf stolpersteine-hamburg.de |
| Heinrich-Barth-Straße 15 ·       | Hannchen Scholinus geb. Hartwig         | Hier wohnte Hannchen Scholinus geb. Hartwig Jg. 1897 deportiert 1944 Theresienstadt ermordet in Auschwitz                                                                                 |        | Eintrag auf stolpersteine-hamburg.de |
| Heinrich-Barth-Straße 17 ·       | Arnold Cohn                             | Hier wohnte Arnold Cohn Jg. 1927 deportiert 1941 Łodz ermordet |        | Eintrag auf stolpersteine-hamburg.de |
| Heinrich-Barth-Straße 17 ·       | Chana Cohn geb. Palter                  | Hier wohnte Chana Cohn geb. Palter Jg. 1898 deportiert 1941 Łodz ermordet |        | Eintrag auf stolpersteine-hamburg.de |
| Heinrich-Barth-Straße 17 ·       | Sally Cohn                              | Hier wohnte Sally Cohn Jg. 1894 deportiert 1941 Łodz ermordet am 13.3.1942 |        | Eintrag auf stolpersteine-hamburg.de |
| Heinrich-Barth-Straße 17 ·       | Jettchen Israel geb. Ruben              | Hier wohnte Jettchen Israel geb. Ruben Jg. 1884 deportiert 1941 Riga ermordet |        | Eintrag auf stolpersteine-hamburg.de |
| Heinrich-Barth-Straße 17 ·       | Frieda Mendel geb. Davids               | Hier wohnte Frieda Mendel geb. Davids Jg. 1880 deportiert 1942 Auschwitz ermordet |        | Eintrag auf stolpersteine-hamburg.de |
| Heinrich-Barth-Straße 17 ·       | Albert Rosenberg                        | Hier wohnte Albert Rosenberg Jg. 1876 deportiert 1941 Riga ermordet |        | Eintrag auf stolpersteine-hamburg.de |
| Heinrich-Barth-Straße 17 ·       | Bertha Rosenberg geb. Nathan            | Hier wohnte Bertha Rosenberg geb. Nathan Jg. 1876 deportiert 1941 Riga ermordet |        | Eintrag auf stolpersteine-hamburg.de |
| Heinrich-Barth-Straße 17 ·       | Helen Zimak geb. Rosenberg              | Hier wohnte Helen Zimak geb. Rosenberg Jg. 1874 deportiert 1941 Riga ermordet |        | Eintrag auf stolpersteine-hamburg.de |
| Heinrich-Barth-Straße 17 ·       | Otto Zimak                              | Hier wohnte Otto Zimak Jg. 1879 deportiert 1941 Riga ermordet 22.2.1942 |        | Eintrag auf stolpersteine-hamburg.de |
| Heinrich-Barth-Straße 19 ·       | Bela Reha Wagener                       | Hier wohnte Bela Reha Wagener Jg. 1939 deportiert 1941 Minsk ermordet |        | Eintrag auf stolpersteine-hamburg.de |
| Heinrich-Barth-Straße 19 ·       | Edith-Marie Wagener geb. Lippmann       | Hier wohnte Edith-Marie Wagener geb. Lippmann Jg. 1916 deportiert 1941 Minsk ermordet |        | Eintrag auf stolpersteine-hamburg.de |
| Heinrich-Barth-Straße 19 ·       | Jana Wagener                            | Hier wohnte Jana Wagener Jg. 1940 deportiert 1941 Minsk ermordet |        | Eintrag auf stolpersteine-hamburg.de |
| Heinrich-Barth-Straße 19 ·       | Norbert Wagener                         | Hier wohnte Norbert Wagener Jg. 1901 deportiert 1941 Minsk ermordet |        | Eintrag auf stolpersteine-hamburg.de |
| Heinrich-Barth-Straße 21 ·       | Hedwig Eisemann geb. Löbenstein         | Hier wohnte Hedwig Eisemann geb. Löbenstein Jg. 1886 Flucht Holland interniert Westerbork deportiert 1942 Auschwitz ermordet                                                              |        | Eintrag auf stolpersteine-hamburg.de |
| Heinrich-Barth-Straße 21 ·       | Jenny Jastrow geb. Michael              | Hier wohnte Jenny Jastrow geb. Michael Jg. 1858 deportiert 1943 Theresienstadt ermordet 18.7.1943                                                                                         |        | Eintrag auf stolpersteine-hamburg.de |
| Heinrich-Barth-Straße 21 ·       | Amalie Levy geb. Jastrow                | Hier wohnte Amalie Levy geb. Jastrow Jg. 1880 deportiert 1942 Auschwitz ermordet |        | Eintrag auf stolpersteine-hamburg.de |
| Heinrich-Barth-Straße 21 ·       | Felix Levy                              | Hier wohnte Felix Levy Jg. 1874 deportiert 1942 Auschwitz ermordet |        | Eintrag auf stolpersteine-hamburg.de |
| Heinrich-Barth-Straße 21 ·       | Gerda Link geb. Levy                    | Hier wohnte Gerda Link geb. Levy Jg. 1911 Flucht Slowakei deportiert Auschwitz ermordet 1944                                                                                              |        | Eintrag auf stolpersteine-hamburg.de |
| Heinrich-Barth-Straße 25 ·       | Adele Cohn geb. Isaak                   | Hier wohnte Adele Cohn geb. Isaak Jg. 1881 deportiert 1941 Łodz ermordet 11.2.1942 |        | Eintrag auf stolpersteine-hamburg.de |
| Heinrich-Barth-Straße 25 ·       | Berthold Cohn                           | Hier wohnte Berthold Cohn Jg. 1905 deportiert 1941 Łodz weiterdep. nach Minsk ??? |        | Eintrag auf stolpersteine-hamburg.de |
| Heinrich-Barth-Straße 25 ·       | Julius Michael Cohn                     | Hier wohnte Julius Michael Cohn Jg. 1904 deportiert 1941 Łodz ermordet 21.10.1942 |        | Eintrag auf stolpersteine-hamburg.de |
| Heinrich-Barth-Straße 28 ·       | Carla Magnus                            | Hier wohnte Carla Magnus Jg. 1924 Flucht 1932 Holland mit gefälschten Papieren versteckt überlebt                                                                                         |        | Eintrag auf stolpersteine-hamburg.de |
| Heinrich-Barth-Straße 28 ·       | Leon Magnus                             | Hier wohnte Leon Magnus Jg. 1887 Flucht 1932 Holland interniert Westerbork deportiert 1943 Sobibor ermordet 26.3.1943                                                                     |        | Eintrag auf stolpersteine-hamburg.de |
| Heinrich-Barth-Straße 28 ·       | Regina Magnus geb. Kirsch               | Hier wohnte Regina Magnus geb. Kirsch Jg. 1892 Flucht 1932 Holland interniert Westerbork deportiert 1943 Sobibor ermordet 26.3.1943                                                       |        | Eintrag auf stolpersteine-hamburg.de |
| Heinrich-Barth-Straße 28 ·       | René Magnus                             | Hier wohnte René Magnus Jg. 1925 Flucht 1932 Holland interniert Westerbork deportiert 1943 Sobibor ermordet 26.3.1943                                                                     |        | Eintrag auf stolpersteine-hamburg.de |